# Leichenkonservierung
Leichenkonservierung ist ein Sammelbegriff für verschiedene Verfahren der Haltbarmachung von Überresten menschlicher oder tierischer Körper für eine möglichst lange Zeit.
Herbeigeführt werden kann die Konservierung eines Leichnams durch das natürliche Vorkommen günstiger Gegebenheiten oder durch bewusst eingeleitete künstliche Maßnahmen. Sie verhindern oder verzögern auf physikalische und auch chemische Weise jene natürlichen Zerfallsprozesse, die nach Eintreten des Todes durch verschiedene Faktoren hervorgerufen werden. Das Ausmaß und die Dauerhaftigkeit der erreichten Konservierung ist dabei stark unterschiedlich.

## Begriffliche Bestimmungen

### Einbalsamierung, Mumifikation, Mumifizierung
Je nach Ausmaß und Dauerhaftigkeit einer Leichenkonservierung kann man von einer Einbalsamierung beziehungsweise vom Prozess einer Mumifikation oder Mumifizierung sprechen, wobei das Endergebnis insbesondere einer dauerhaften Konservierung als „Mumie“ oder als „mumifiziert“ bezeichnet wird. Obwohl eine Gleichsetzung der genannten Begriffe nicht vorgenommen werden sollte, sind sie eng miteinander verwandt:
- Mumifikation bezeichnet an sich den natürlich ablaufenden Prozess einer langfristigen Leichenkonservierung
- Mumifizierung bezeichnet an sich eine künstlich durch besondere Verfahren herbeigeführte langfristige Leichenkonservierung
- Einbalsamierung beschreibt an sich eine künstlich durch besondere Verfahren herbeigeführte übergangsweise Leichenkonservierung, ohne dass die langfristige Erhaltung dabei von vornherein das Ziel ist.

Im Deutschen werden alle drei Begriffe oft synonym für jede Art von Leichenkonservierung gebraucht, ohne dass eine Unterscheidung der jeweils zugrunde liegenden physikalischen und chemischen Verfahren erfolgt. Der laienhafte Sprachgebrauch kann leicht zu Missverständnissen führen. Aus Gründen der fehlenden sprachlichen Abgrenzung ist daher auch oft umstritten, ab wann ein konservierter Leichnam nun als einbalsamiert oder mumifiziert zu bezeichnen ist. Mitunter haben auch Konservierungsmethoden, die an sich nur übergangsweise wirken sollten, eine dauerhafte Erhaltung bewirkt. Die regelmäßig wiederholte Anwendung von übergangsweise wirksamen Konservierungsmethoden kann ebenfalls zur langfristigen Erhaltung einer Leiche führen (z. B. im Fall Lenins). Schließlich haben sich in vielen Fällen auch natürliche Gegebenheiten für die Leichenkonservierung mit von Menschenhand entwickelten künstlichen Verfahren kombiniert. Wird z. B. ein mittels „Modern Embalming“ auf der Grundlage von Formalin konservierter Leichnam in einer Gruft mit ständiger trockener Luftzirkulation beigesetzt, so werden gewebezersetzende Einflüsse stark eingeschränkt. Der Leichnam kann mit der Zeit austrocknen und damit zu einer Mumie werden, bei der sich die Körperstrukturen weitgehend erhalten. Die Übergänge zwischen Einbalsamierung, Mumifizierung oder Mumifikation sind also fließend. Im Gegensatz dazu können selbst über Jahrtausende gut erhaltene Leichen durch natürliche Zerfallsprozesse rasch zerstört werden, wenn sich die Umwelt- bzw. Umgebungsbedingungen ändern. Eine Definition ist schließlich auch deshalb schwierig, weil ursprünglich nur ägyptische Leichen als Mumien bezeichnet wurden und der Begriff erst später auf anderweitig erhaltene Leichen ausdehnt wurde.
Am längsten eingebürgert ist die Bezeichnung „Mumien“ für die durch Spezialisten künstlich präparierten Leichen aus dem Alten Ägypten. Daneben sind jedoch auch aus Ägypten sogenannte Wüstenmumien bekannt, die nicht von Spezialisten konserviert wurden, sondern – im Gegenteil – ohne besondere Konservierungsmaßnahmen in einfachen Bodengräbern bestattet wurden, wo sie aufgrund der Trockenheit der Umgebung aber rasch austrockneten und sich somit allein aufgrund der günstigen natürlichen Gegebenheiten erhalten haben. Solche auf unterschiedliche Weise natürlich konservierte Leichen finden sich in vielen Gegenden der Welt, zum Beispiel in Hochmooren (sogenannte Moorleichen), in Gebirgen oder Permafrostböden (sogenannte Permafrostleichen) oder auch in Gebäuden, die durch Trockenheit und Luftzug die Erhaltung von Leichen ebenfalls begünstigen (z. B. die Kapuzinergruft in Palermo). Gemeinsames Merkmal solcher Leichen ist, dass die ursprüngliche Konservierung zufällig, also ohne bewusst eingeleitete Erhaltungsmaßnahmen, erfolgte. Viele diese Leichen müssen nach ihrer Entdeckung freilich regelmäßig restauriert werden.

### Natürliche und künstliche Konservierungen
Eine scharfe Unterscheidung in natürlich und künstlich konservierte Leichen ist ebenfalls nicht unproblematisch, da Tote seit alters her auch bewusst an Orten bestattet wurden, von denen eine konservierende Wirkung bekannt war, und zwar mit dem Ziel, ihre Leichname für möglichst lange Zeit zu erhalten. Auf diese Weise entwickelte sich z. B. die erwähnte Kapuzinergruft in Palermo zu einem beliebten Begräbnisort für die lokale Oberschicht. Seit Entdeckung der natürlichen Konservierungseigenschaften dieser Gruft im 16. Jahrhundert stieg die Zahl der Bestattungen dort stetig an. Um der wachsenden Zahl an Toten Herr zu werden, verließen sich die Mönche des Kapuzinerklosters in Palermo bald nicht mehr allein auf die natürliche Konservierungseigenschaften der Gruft, sondern wandten zusätzlich auch künstliche Mittel für die Erhaltung der Leichen an. Diese reichen in ihrer Bandbreite vom Bestäuben des Leichnams mit Calciumcarbonat (Kreide, Kalk, Kalkmilch) bis hin zur Behandlung mit Arsenik. Natürliche Gegebenheiten für die Konservierung der Leichen wurden auf diese Weise mit verschiedenen von Menschenhand entwickelten künstlichen Verfahren kombiniert.
Von den rein künstlichen Methoden zur Leichenkonservierung ist die Technik der Mumifizierung im Alten Ägypten heute vermutlich die bekannteste. Aus religiösen Überlegungen sollte der Körper des Verstorbenen auch nach der Beisetzung möglichst dauerhaft „für alle Zeiten“ erhalten bleiben, um damit der Seele auch nach dem Tod ein Wiedererkennen des Körpers zu ermöglichen. Im Rahmen dieses Verfahrens wurde der Leichnam unter anderem mit Gemischen aus Harzen und ätherischen Ölen (Balsame) behandelt, was die natürlichen Zerfallsprozesse zwar verlangsamen konnte, für sich allein genommen aber keine dauerhafte Konservierung darstellte. Die Verwendung von Balsam für Leichen war im Altertum im Orient weit verbreitet; unter anderem wird die Praxis der Salbung Verstorbener auch im Neuen Testament im Zusammenhang mit der Grablegung Jesu Christi erwähnt, z. B.: „Nikodemus […] brachte eine Mischung aus Myrrhe und Aloe, etwa hundert Pfund. Sie nahmen den Leichnam Jesu und umwickelten ihn mit Leinenbinden, zusammen mit den wohlriechenden Salben, wie es beim jüdischen Begräbnis Sitte ist.“ (Joh 19,39-40 EÜ). Davon abgeleitet ist der Begriff der „Einbalsamierung“, womit zwar auf Verfahren zur künstlichen Leichenkonservierung verwiesen wird, die jedoch nicht notwendigerweise auf eine langfristige Erhaltung des Leichnams ausgelegt sein müssen.

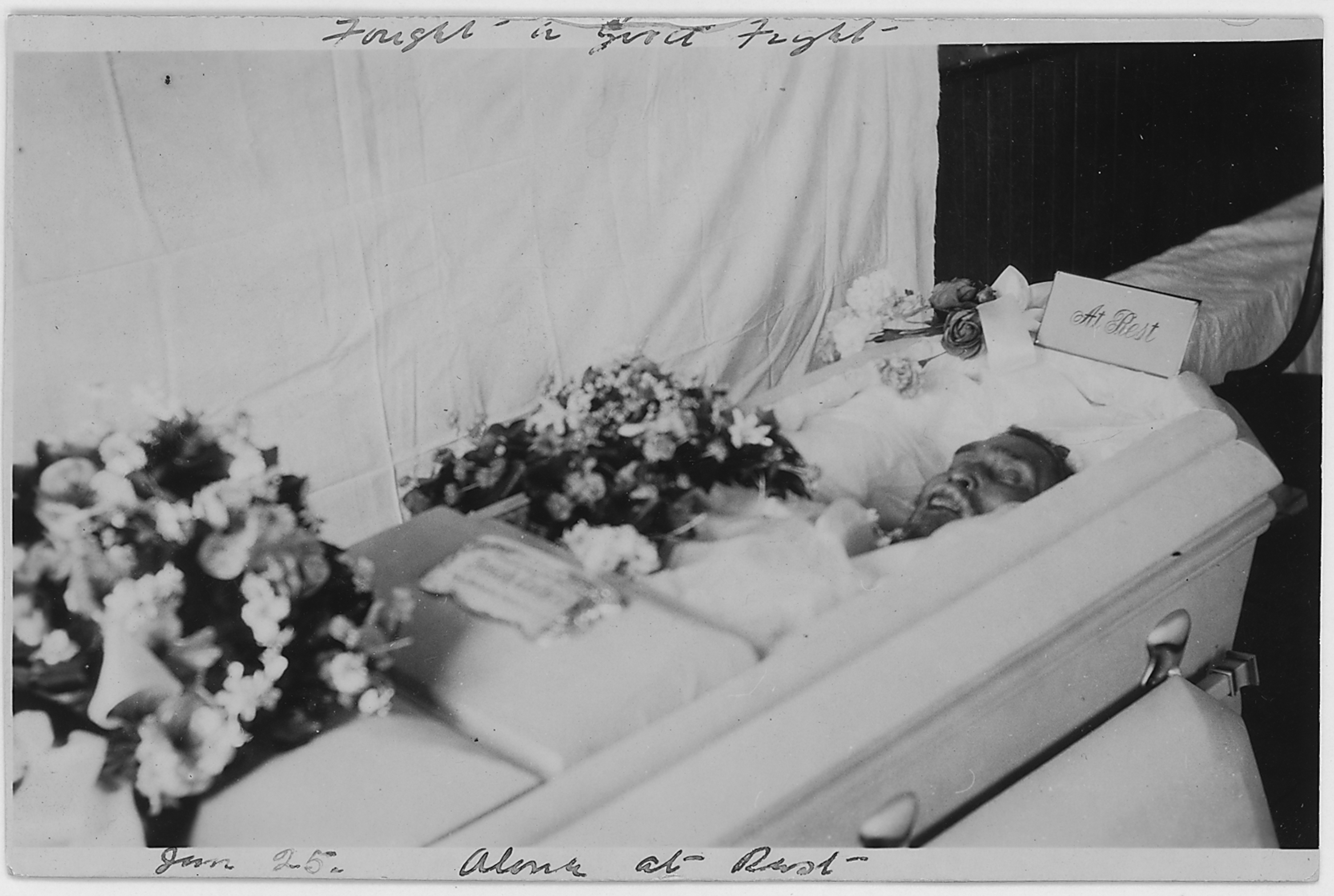
Aufbahrung eines Leichnams im offenen Sarg (Josiah Guthrie, Kanada 1923)

Mitunter erfolgen konservierende Maßnahmen aus praktischen Erfordernissen, etwa wenn ein Leichnam vor seiner endgültigen Bestattung über einen längeren Zeitraum transportiert oder öffentlich ausgestellt werden soll, ohne dass sich sein Zustand durch Fäulnis und Verwesung verändert. Eine langfristige Konservierung auch nach der Beisetzung, wie etwa im Alten Ägypten, wird dabei nicht immer angestrebt. Im Vordergrund steht vielmehr, die ästhetisch einwandfreie Aufbahrung eines Verstorbenen durch solche Maßnahmen zu gewährleisten, die man heute als „Thanatopraxie“ oder „praktische Thanatologie“ bezeichnet. Es handelt sich dabei um Leistungen, die über die hygienische Totenversorgung hinausgehen, beispielsweise die Konservierung eines Leichnams zum Zwecke der Überführung ins Ausland, der Aufbahrung im offenen Sarg über einen längeren Zeitraum und/oder in öffentlichen Gebäuden, die nicht ausschließlich für Verstorbene gedacht sind (z. B. Kirchen, Regierungsgebäude, Theater). Eine übergangsweise Konservierung findet heutzutage hauptsächlich dort statt, wo vor der endgültigen Bestattung eine offene Aufbahrung der Verstorbenen üblich ist, wie etwa in den Vereinigten Staaten, Großbritannien, Russland oder auch Armenien. Um einen Leichnam übergangsweise zu konservieren, wenden Thanatopraktiker heute eine „präventive Behandlung“ an, die in Großbritannien und den USA als „Modern Embalming“ bekannt ist. Die endgültige Bestattung erfolgt nach der Aufbahrung entweder durch Begräbnis oder Kremation.

### Ausmaß und Dauerhaftigkeit
Das Ausmaß und die Dauerhaftigkeit einer Leichenkonservierung kann im Einzelfall je nach Erfordernis variiert werden. Für Beisetzungen in einer Gruft oder einem Mausoleum ist eine Konservierung aus hygienischen Gründen heute nicht unbedingt notwendig, da in der Regel die Verwendung eines Metallsarges, abgedichteten Steinsarkophages oder eines luftdichten Einsatzes aus Zink innerhalb eines hölzernen Übersarges vorgeschrieben ist. In manchen Ländern bestehen außerdem Vorschriften, die im Falle ansteckender Krankheiten Konservierungsmaßnahmen überhaupt verbieten.
Seit Anfang des 19. Jahrhunderts wurden Leichen durch das Injizieren eines Gemisches von Alkohol und Arsen(III)-oxid in den Blutkreislauf konserviert, wozu Herz, Gehirn und Eingeweide entfernt wurden. Die Ergebnisse, die sich so erzielen ließen, sind sehr unterschiedlich. Während in vielen Fällen nur eine vorübergehende Konservierung für mehrere Monate oder Jahre erreicht wurde, erwiesen sich andere Leichen noch im 21. Jahrhundert als trocken und gut erhalten. Dies lässt darauf schließen, dass sich die Körper zu einem erheblichen Teil auch aufgrund günstiger Gegebenheiten erhalten haben, also eine Kombination von natürlicher und künstlicher Leichenkonservierung vorliegt.
Ab Mitte des 19. Jahrhunderts revolutionierte die Entdeckung des Formaldehyds die künstliche Leichenkonservierung, sodass – eine entsprechend hohe Dosierung der Chemikalien vorausgesetzt – damit auch eine langfristige Erhaltung des Leichnams möglich wurde. Mit diesem Verfahren wurden etwa die Leichname der kommunistischen Politiker Lenin, Hồ Chí Minh, Mao Zedong, Kim Il-Sung und Kim Jong-il konserviert, um sie dauerhaft für die Nachwelt zu erhalten. Ihre Körper werden meist als einbalsamiert bezeichnet, obwohl sie aufgrund der künstlich herbeigeführten und auf möglichste Langfristigkeit angelegten Konservierung auch als Mumien gelten könnten.

### Zusammenfassung
Die konsequente Abgrenzung der Begriffe Einbalsamierung, Mumifikation und Mumifizierung voneinander scheint trotz der oben diskutierten Verschiedenheit aufgrund ihrer im deutschen Sprachraum verbreiteten synonymen Verwendung nur schwer umsetzbar. In der archäologischen Wissenschaft wird das Problem der fehlenden sprachlichen Abgrenzung zwischen „einbalsamiert“ oder „mumifiziert“ etwa dadurch umgangen, dass der Begriff „Mumie“ nicht verbindlich definiert ist. Eine Definition ist auch deshalb schwierig, weil ursprünglich nur ägyptische Leichen als Mumien bezeichnet wurden und der Begriff erst später auf anderweitig erhaltene Leichen ausdehnt wurde. So werden z. B. auch erhaltene Leichen aus der Paracas-Kultur oder aus der Thule-Kultur als Mumien bezeichnet. Der Begriff ist auch nicht auf künstlich langfristig konservierte Leichen beschränkt, sondern umfasst im weiteren Sinn auch solche, die sich allein aufgrund der günstigen natürlichen Gegebenheiten erhalten haben, wie Moorleichen und Gletschermumien. In Deutschland wird der Begriff von Archäologen daher nach Möglichkeit vermieden, da er zu sehr mit ägyptischen Funden in Verbindung gebracht wird.

## Voraussetzungen einer Leichenkonservierung
Um einen menschlichen oder tierischen Körper ganz oder teilweise zu konservieren,
müssen am Leichnam jene biologischen Zerfalls- bzw. Abbauprozesse frühzeitig gestoppt und auf Dauer wirkungsvoll unterbunden werden, die nach dem Tod auf natürliche Weise eintreten und insbesondere durch Mikroorganismen wie Schimmel- und Hefepilze oder Fäulnisbakterien, aber auch Autolyse, Insektenbefall, Oxidation, Quellung oder Enzymreaktionen hervorgerufen werden.
Der Zerfall des organischen Materials infolge von Fäulnis oder Verwesung kommt insbesondere dann zum Erliegen, wenn am betreffenden toten Körper solche Umweltbedingungen vorliegen, die für das Leben der beteiligten Organismen ungünstig sind, wie Kälte, Trockenheit, Toxizität und Sauerstoffmangel. So begünstigt Kälte mit tiefen Temperaturen deutlich unter dem Gefrierpunkt von Wasser die Konservierung von Leichen, da Pilze und Bakterien Wärme brauchen, um sich entwickeln zu können. Trockenheit mit aridem Klima und hohen Verdunstungsraten von Wasser, die zum Verlust der Körperfeuchtigkeit und Austrocknung des Gewebes führen, sind für die Erhaltung ebenfalls förderlich. Die Abwesenheit von Sauerstoff und die Einbettung in giftiges Milieu hemmt den natürlichen Zerfallsprozess ebenfalls.
Für eine Leichenkonservierung günstige Verhältnisse können auf unterschiedlichste Weise zustande kommen, sowohl durch natürliche Bedingungen als auch durch bewusst eingeleitete künstliche Maßnahmen (siehe unten).
Eine erfolgreiche Leichenkonservierung ist bei Menschen oder Tieren in den meisten Fällen durch Abwesenheit von Verwesung und Fäulnis sowie den Erhalt der Weichteile, von Proteinen und manchmal auch von Zellstrukturen gekennzeichnet. Mitunter ergänzen sich natürlich vorkommende Umgebungsbedingungen und durch den Menschen künstlich eingeleitete Maßnahmen gegenseitig, etwa wenn ein mit Chemikalien behandelter Leichnam in einem luftdicht abgeschlossenen Sarg in einer kühlen und trockenen Umgebung aufbewahrt wird.
Bei Vorliegen entsprechend günstiger Bedingungen kann sich ein toter menschlicher oder tierischer Körper über mehrere tausend Jahre in unterschiedlicher Qualität erhalten, reagiert allerdings empfindlich auf Veränderungen wie Feuchtigkeit oder höhere Temperaturen. Ist die Leiche an der Erdoberfläche gelagert, so kommt es bei Wegfall der für eine Konservierung günstigen Bedingungen in der Regel zu einem raschen Zerfall der organischen Substanz, zu Verwitterung oder Zerstörung durch Mikroorganismen.

## Natürliche Konservierung von Leichen
Als Mumifikation wird der natürlich ablaufende Prozess einer langfristigen Leichenkonservierung ohne menschliches Zutun bezeichnet. Diese Form der Leichenveränderung und -erhaltung kann dann in Gang kommen, wenn die für eine Konservierung erforderlichen Voraussetzungen (siehe oben) auf natürliche Weise zustande kommen.

## Künstliche Konservierung von Leichen
Als Mumifizierung wird der von Menschen durch besondere Verfahren eingeleitete Prozess einer langfristigen Leichenkonservierung bezeichnet. Diese Form der Leichenveränderung und -erhaltung kann dann in Gang kommen, wenn die für eine Konservierung erforderlichen Voraussetzungen (siehe oben) künstlich herbeigeführt werden.

### Frühgeschichte bis Mittelalter

#### Amerika
Verschiedene Völker Südamerikas betrieben ähnlichen Aufwand mit ihren Toten wie die Ägypter. Im Unterschied zu diesen waren ihre Mumien nicht liegend in ausgestreckter Haltung, sondern sitzend-kauernd bestattet.
Strittig ist die Mumifizierung bei den Chinchorro (Chile): Sie entfleischten den Körper, stützten die Knochen mit Stöcken und überzogen sie mit einer Art Gips. Darauf klebten sie die Haut und bestrichen sie schwarz. Dies bedeutet, dass ca. 80 % des ursprünglichen organischen Materials nicht erhalten war bzw. beachtet wurde.
In Mittel- und Südamerika wickelten z. B. in Paracas die Menschen der Cavernen-Kultur ihre Verstorbenen in unzählige Lagen dicker Stoffe und konservierten sie auf diese Weise. Peruanische Mumien finden sich in hockender Stellung, mit beiden Händen das Gesicht verdeckend.

#### Asien
Die wahrscheinlich am besten erhaltene Mumie der Welt wurde 1972–1973 in China gefunden. In Mawangdui in der zentralchinesischen Provinz Hunan entdeckte man den konservierten Leichnam einer etwa 160 v. Chr. gestorbenen Frau, die unter dem Namen „Lady von Dai“ weltweit bekannt wurde. Ihre Gelenke sind noch weich, eine Blutentnahme ist möglich. Die Mumifizierung wurde jedoch nicht durch Entnahme von Körperteilen oder Austrocknung herbeigeführt und scheint von verschiedenen Faktoren abzuhängen (Bestattung in kühler Erde; mehrere luftdicht abschließende, ineinander verkantete Särge; eine rote Flüssigkeit im Sarg). Sie stammt aus der Han-Dynastie.
Aus China sind außerdem Praktiken der Selbstmumifizierung bekannt, die von daoistischen Mönchen im 5. und 6. Jahrhundert nach Chr. praktiziert wurden. Sie wollten „Unsterblichkeit“ erlangen. Dabei wurden körperliche Vorgänge durch Meditationstechniken zu kontrollieren gelernt und die Ernährung umgestellt. Den Tod führten die Mönche dann herbei, indem sie durch das Trinken von Lackbaumsaft ihre Verdauungsorgane versiegelten. Die Körper wurden danach durch Dämpfe getrocknet und wiederum mit Lack versiegelt.
Aus Japan sind Praktiken der Selbstmumifizierung ebenfalls bekannt. Die hier von buddhistischen Mönchen geübte Praxis des Sokushinbutsu soll eine zu Lebzeiten selbst eingeleitete Leichenkonservierung durch die Befolgung eines speziellen Ablaufs von Handlungen (insbesondere Diäten und Flüssigkeitsverweigerung) erreicht werden. Sokushinbutsu wurde im 19. Jahrhundert verboten; der letzte bekannte Priester verstarb 1903 in der Ausübung des Rituals.
Ansätze zur künstlichen Leichenkonservierung gab es im mittelalterlichen Japan auch unter den Fujiwara-Herrschern, doch gelten diese als weniger erfolgreich.
In Burma besteht die Sitte der Leichenkonservierung bei Priestern, welche meistens mit dem Glauben an ein Wiederaufleben der toten Körper zusammenhängt. Durch das Verfahren der Mellifikation konservieren burmesische Priester berühmte Äbte in mit Honig gefüllten Särgen.
Eine andere Art der künstlichen Leichenkonservierung ist von den Philippinen bekannt: die Feuer-Mumifizierung der Ibaloi-Kultur in der Provinz Benguet. Bei dieser Art der Leichenkonservierung wurde kurz vor dem Ableben des Betroffenen bereits die Vorbereitungen zur Mumifizierung eingeleitet, indem man dem Betroffenen stark salz- und alkalihaltige Getränke zuführte. Nach dem Ableben wurde der Tote in sitzender Haltung über einem Feuer, das eine geringe bis mittlere Intensität hatte, positioniert, bis der Körper vollkommen dehydiert war. Dieser Vorgang konnte bis zu zwei Jahren dauern, und zum Abschluss wurde der Körper mit Pflanzenextrakten einbalsamiert. Diese Art der Mumifizierung wurde vom 10. bis 16. Jahrhundert durchgeführt und gilt weltweit als zweites Beispiel für eine aktive Mumifizierung von Toten, die mit einer anderen Technik durchgeführt wurde als die Methode der Mumifizierung im Alten Ägypten. Diese Mumien sind als „Kabayan-Mumien“ bekannt geworden und stehen seit 2006 auf der Vorschlagsliste der Philippinen zur Aufnahme in die Welterbeliste der UNESCO.
Im alten Indien fanden sich Spuren einer künstlichen Konservierungsmethode durch das Räuchern des Leichnams. Bei dieser Technik wird der Tote, nachdem er gewaschen und mit bestimmten Substanzen vorbehandelt wurde, zusammengebunden und an einem Ast aufgehängt, unter dem ein stark rauchendes Feuer entzündet wird. Der Leichnam hängt dort mehrere Tage und färbt sich im Verlauf des Vorgangs schwarz. Anschließend wird er begraben.

#### Australien und Ozeanien
Wesentlich häufiger als im alten Indien wurde die Technik der Rauchmumifizierung bei den Ureinwohnern Australiens und Neuseelands, deren Konservierungsmethoden auch diejenigen sind, die am besten erforscht wurden.

#### Europa

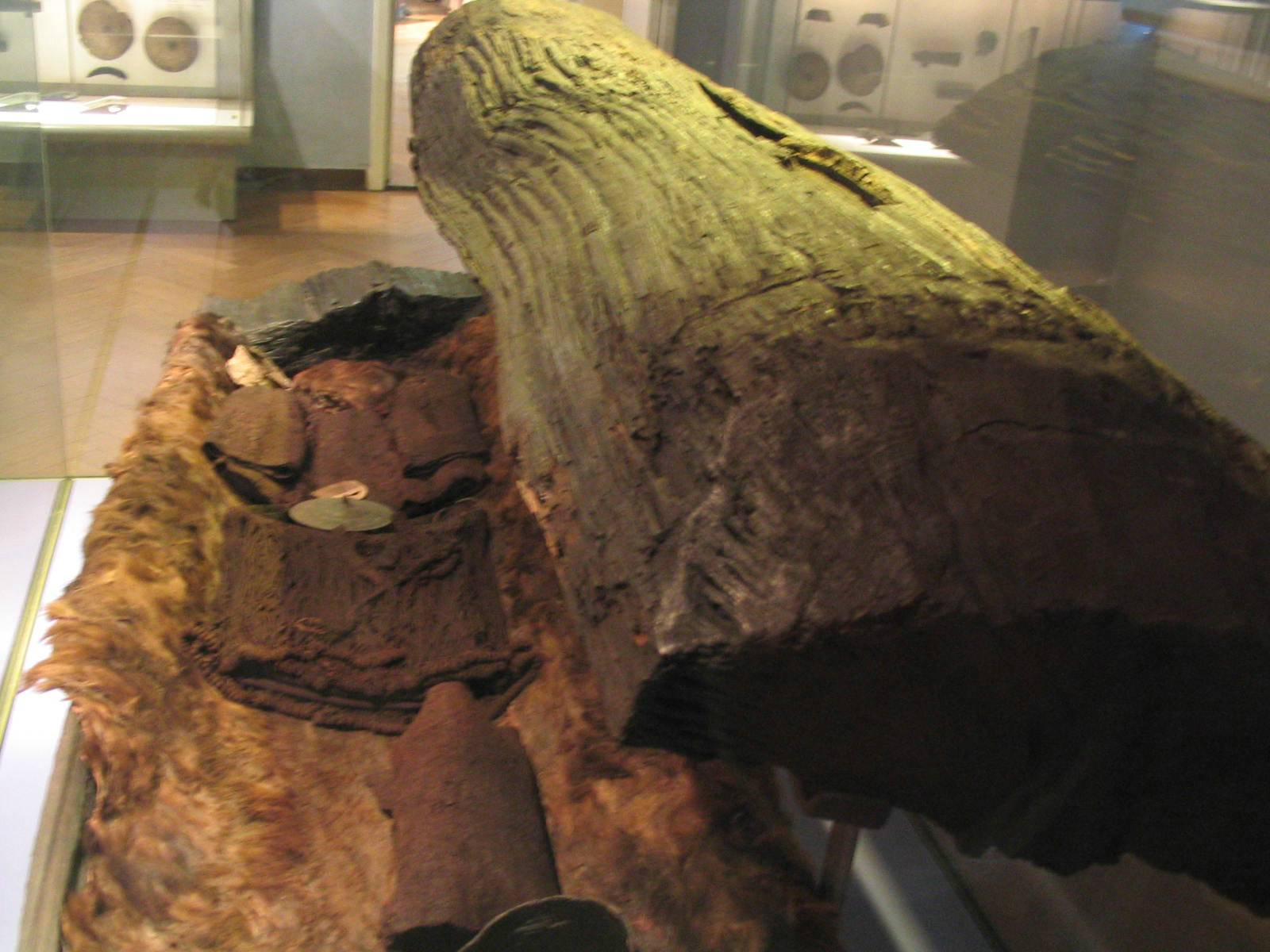
Mädchen von Egtved im Dänischen Nationalmuseum

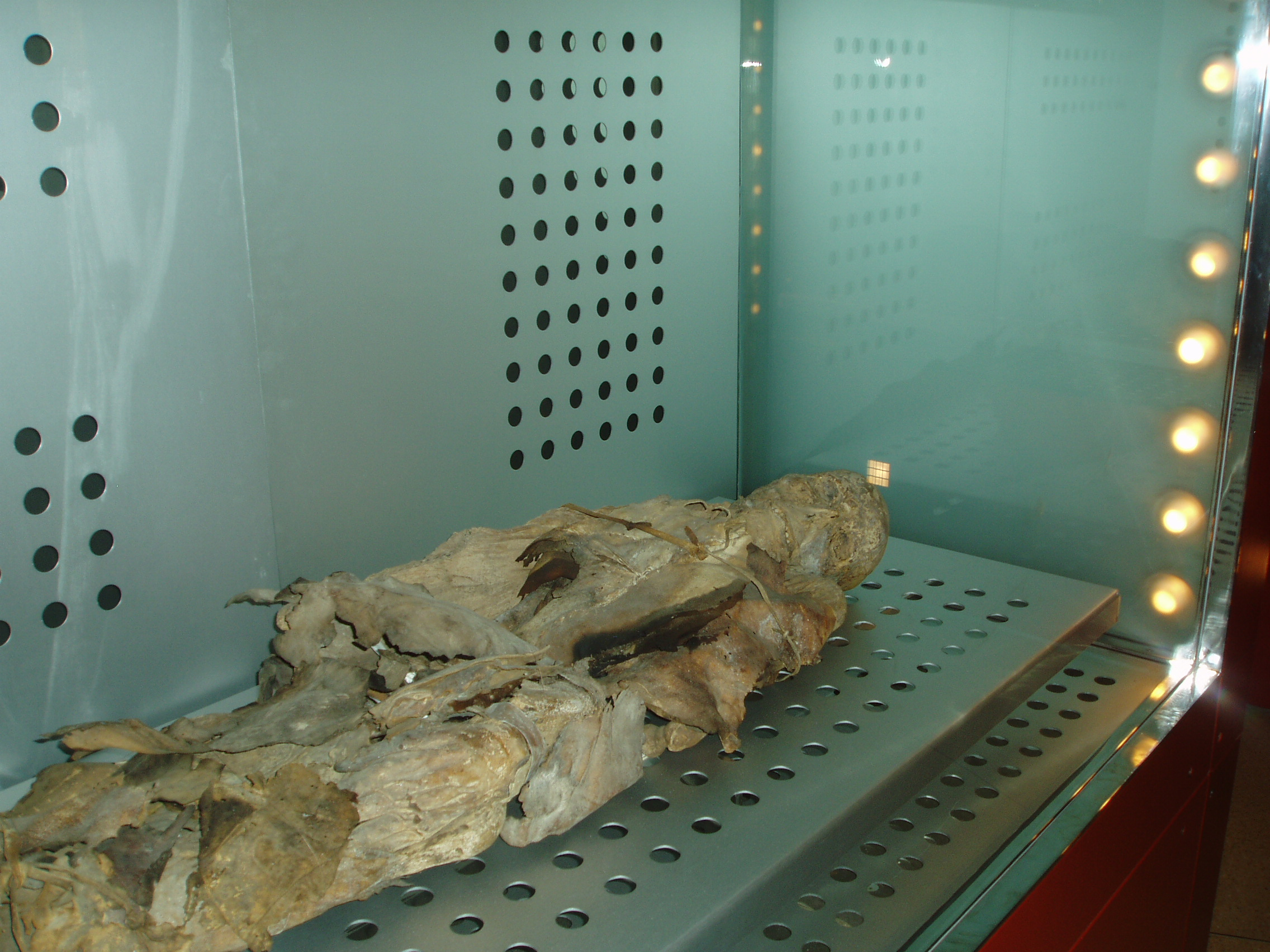
Guanchenmumie (Museo de la Naturaleza y el Hombre, Teneriffa)

In Dänemark wurde 1921 der konservierte Leichnam des sogenannten „Mädchens von Egtved (Egtved Pigen)“ gefunden. Der Fund stammt aus der älteren Bronzezeit (etwa 1400 v. Chr.). Das Mädchen lag in einem großen Eichensarg. Durch Untersuchungen der Zähne wurde ihr Alter auf 16 bis 18 Jahre geschätzt. Vom Leichnam sind nur Weichteile und Zähne erhalten.
In Dänemark wurde auch der konservierte Leichnam der sogenannten „Frau von Skrydstrup“ gefunden, die aus der frühen nordischen Bronzezeit (etwa 1300 v. Chr.) stammt. Sie wurde 1935 gut erhalten in einem Eichensarg in der Nähe von Skrydstrup in Jütland gefunden. Der Fund war für die Rekonstruktion der Frauentracht dieser Zeit und Region von Bedeutung.
Auf den Kanarischen Inseln (Spanien) verstanden sich die Guanchen auf die künstliche Konservierung. Ihre Leichen sind in Ziegenfelle eingenäht und gut erhalten. Einige kanarische Mumien sind heute im Museo de la Naturaleza y el Hombre in Santa Cruz de Tenerife und im Museo Canario in Las Palmas de Gran Canaria zu besichtigen. Die einzige kanarische Mumie, die sich in Deutschland befindet, ist seit 1802 Teil der Sammlung des Johann-Friedrich-Blumenbach-Instituts für Zoologie und Anthropologie an der Georg-August-Universität Göttingen. Es handelt sich dabei um die Überreste einer 30- bis 40-jährigen Frau, die im späten 13. oder im frühen 14. Jahrhundert auf der Insel Teneriffa gelebt hat.
In Russland fanden Archäologen in den ehemaligen Siedlungsgebieten der Skythen große Grabhügel („Kurgane“), die unter anderem Gold, Seide, Waffen, Pferde und Bestattungen enthielten. Ein unversehrter Kurgan wurde im Juli 2001 im Tal der Zaren bei Aržan in der südsibirischen Republik Tuwa entdeckt. Der Fund mit tausenden von Goldobjekten gelang dem deutschen Archäologen Hermann Parzinger. Der teilweise sehr gute Erhaltungszustand der Überreste, wie in den Kurganen von Pazyryk, ist Techniken der künstlichen Leichenkonservierung und dem sibirischen Permafrost zu verdanken.

### Westliche Verfahren des Mittelalters und der Neuzeit
Im Europa kamen die aufwendigen künstlichen Verfahren zur Leichenkonservierung im Mittelalter und in der Neuzeit in erster Linie bei hochgestellten Verstorbenen des geistlichen und weltlichen Standes zum Einsatz, etwa bei Päpsten und Bischöfen, Monarchen und bedeutenden Adeligen.
Ein frühes Beispiel für ein künstliches Verfahren zur Leichenkonservierung im Mittelalter ist die Heilige Margareta von Cortona († 1297), deren Körper ab 1986 durch den Pathologen Ezio Fulcheri von der Universität Genua untersucht wurde. Fulcheris Team aus Pathologen, Chemikern und Radiologen fand im Zuge der Untersuchung des Körpers tiefe Schnitte entlang der Oberschenkel, im Unterleib und in der Magengegend, die der Heiligen offenkundig nach ihrem Tod beigebracht und anschließend grob vernäht worden waren. Die Konservierung der Leiche geschah vermutlich mit einfachen Mitteln wie „Natron“ (?), das die natürliche Austrocknung künstlich beschleunigt – ähnlich wie im Alten Ägypten. Außerdem entdeckte Fulcheris Team Spuren von Salben, duftenden Gewürzen und Essenzen von Myrrhe und Aloe auf dem Körper, die das Aufkommen von Fäulnisbakterien verhindern. Fulcheri glaubt, dass die Juden das Wissen um die Leichenkonservierung von Ägypten mit nach Palästina genommen haben. Von dort seien entsprechende Ideen dann mit den ersten Christen nach Rom und ins restliche Europa gekommen. Die eingangs bereits zitierte Bibelstelle mit dem Hinweis „Nikodemus […] brachte eine Mischung aus Myrrhe und Aloe, etwa hundert Pfund. Sie nahmen den Leichnam Jesu und umwickelten ihn mit Leinenbinden, zusammen mit den wohlriechenden Salben, wie es beim jüdischen Begräbnis Sitte ist.“ (Joh 19,39–40 EÜ) scheint diese These Fulcheris zu stützen.
Auch die auf den arabischen Arzt Rhazes (864–925) zurückgehenden Methoden zur Konservierung, die im Wesentlichen auf Entfernung der Eingeweide, Waschen der Körperhöhlen mit Essig und Weingeist sowie Ausfüllen des Leichnams mit aromatischen Pulvern und konservierenden Salzen beruhten, waren in Europa bekannt. Seine Methoden zur Leichenkonservierung wurden in Europa nicht nur während des Mittelalters angewendet, sondern konnten sich – mit nachträglichen Verbesserungen – auch während der frühen Neuzeit bis in die zweite Hälfte des 18. Jahrhunderts halten.
Die hier im frühen Mittelalter verfügbaren Methoden zur Leichenkonservierung erreichten das Niveau der antiken Verfahren jedoch nicht. Bei den geringen chemischen Kenntnissen dieser Zeit und den inzwischen in Vergessenheit geratenen Erfahrungen der Ägypter waren die Versuche des Konservierens von Verstorbenen meist nur von kurzer Dauer oder missglückten ganz. Einer der wesentlichsten Unterschiede zwischen den im Alten Ägypten eingesetzten und den seit dem Mittelalter in Europa üblichen Konservierungstechniken war, dass letztere überwiegend auf der Anwendung von Mitteln beruhten, die bei den Ägyptern nur Beiwerk gewesen waren, wie aromatische Harze, Spezereien und Öle, die keine oder nur sehr geringe desinfizierende Eigenschaften besitzen. Ein anderer Unterschied war, dass der Leichnam bei den antiken ägyptischen Verfahren meist in mehreren Lagen mit Binden umwickelt und diese Bandagierung mit Harz zusammengeklebt wurde. Bei den europäischen Verfahren des Mittelalters und der Neuzeit fehlt die für das äußere Erscheinungsbild altägyptischer Mumien charakteristische Bandagierung hingegen meist völlig, stattdessen scheint es hier wichtiger gewesen zu sein, den Körper des hochgestellten Verstorbenen im Rahmen einer feierlichen Aufbahrung möglichst lange sichtbar in der Öffentlichkeit präsentieren zu können.

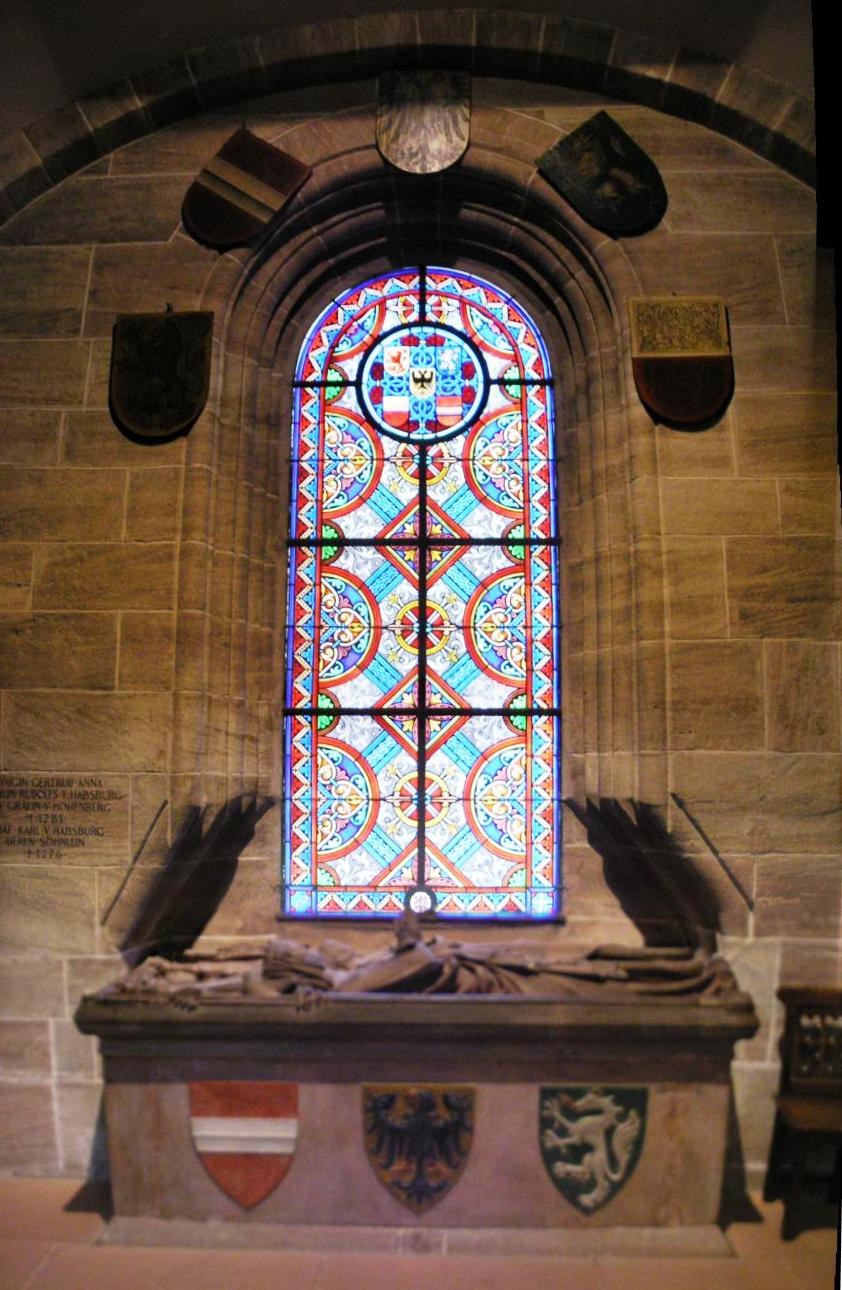
Das im Basler Münster erhaltene, jedoch heute leere Grabmal der Gertrud von Hohenberg († 1281)

Gertrud von Hohenberg († 1281), die Gemahlin des römisch-deutschen Königs Rudolf von Habsburg, hatte das Basler Münster zu ihrer Grabstätte bestimmt. Ausführlich schildert der Chronist von Colmar die Umstände ihrer Bestattung: „Ihrem Leichnam wurden die Eingeweide entnommen, die Bauchhöhle wurde mit Sand und Asche gefüllt, das Gesicht einbalsamiert. Dann umgab man den Körper mit einem Wachstuch und hüllte ihn in prächtige seidene Gewänder. Eine goldene Kette zierte das verschleierte Haupt. Dann legte man die tote Königin in den Sarg, der aus Buchenholz gefertigt war, ihre Arme waren über die Brust gekreuzt. So sah der König seine Gemahlin zum letzten Male, ehe der Sarg mit eisernen Bändern verschlossen wurde.“ Der Leichenzug kam am 20. März 1281 in Basel an. „Drei Bischöfe zelebrierten das Totenamt, bei dem der Sarg senkrecht aufgestellt wurde und der Deckel geöffnet war, damit alle Anwesenden die hohe Verstorbene noch einmal sehen konnten.“ Ihr Grabmal befindet sich noch heute im Chorgang des Basler Münsters, wurde jedoch mehrfach geöffnet, ehe 1770 die Gebeine der Königin sowie ihrer einst mit ihr bestatteten Söhne Karl und Hartmann durch die Feierliche Übersetzung der kaiserlich-königlichen-auch-herzoglich-österreichischen höchsten Leichen in das Kloster St. Blasien im Schwarzwald verlegt wurden. Heute ruhen die Überreste dieser frühen Habsburger im Stift St. Paul im Lavanttal in Kärnten.

#### Getrennte Bestattung
Bereits im Alten Ägypten war bekannt, dass sich die auf künstlichem Wege eingeleitete Konservierung eines Leichnams durch das Entfernen des Gehirns, der inneren Organe und der Eingeweide erheblich verbessern und vereinfachen lässt. In Europa begünstigten ähnliche Erkenntnisse im Mittelalter die Ausbreitung der getrennten Bestattung von Herz, Innereien und Körper, auch wenn die Herzbestattung ihren Höhepunkt erst im 17. Jahrhundert erreichte. Vielen Fürsten und Monarchen wurde nach dem Tod das Herz und teilweise auch die Eingeweide entnommen und getrennt vom Körper bestattet. Dies kam besonders dann zur Anwendung, wenn zwischen dem Eintreten des Todes und der Beisetzung eine lange Zeitspanne lag. Bei besonders hochgestellten Personen wurde im Hochmittelalter zeitweise das Verfahren des mos teutonicus praktiziert. Da der Körper dabei nicht konserviert, sondern durch Abkochen in das Fleisch und die Knochen zerlegt wurde, handelte es sich bei dieser Technik nicht um eine Leichenkonservierung im eigentlichen Sinn. Immerhin hatte man aber so die Möglichkeit, von einem Verstorbenen wenigstens die Gebeine an ihren Bestimmungsort zu überführen, ohne dass während der Reise noch Verwesung eintreten konnte. Das Verfahren kam vorwiegend bei auf Kriegsschauplätzen gefallenen oder im Ausland sowie auf Reisen verstorbenen Herrschern zum Einsatz, etwa bei Kaiser Lothar III. († 1137). Er starb am 3. Dezember 1137 bei Breitenwang und wurde am 31. Dezember 1137 im Kaiserdom Königslutter begraben. Als Kaiser Friedrich I. († 1190) während eines Kreuzzugs in Kilikien ums Leben kam, wurde sein Leichnam ebenfalls auf diese Weise bestattet. Sein Herz und seine Eingeweide wurden schließlich in Tarsos beigesetzt, sein Skelett in Tyrus und der übrige Körper in Antiochia.
Das 1299 durch Papst Bonifatius VIII. ausgesprochene und im Jahr darauf erneut bekräftigte kirchliche Verbot des mos teutonicus begünstigte in Europa die Suche nach geeigneten Konservierungsverfahren. Die Teilung in Herz, Innereien und Körper blieb in der Praxis weitgehend geduldet, gleichzeitig entsprach sie den praktischen Notwendigkeiten der Konservierung bei Überführungen oder lange dauernden Leichenfeiern. Aus Respekt versuchte man die Körper von Päpsten und Herrschern zumindest für eine gewisse Zeit (lat.: per aliqod tempus) zu erhalten, um sie ausstellen oder an einen anderen Ort überführen zu können. Um die Verwesung des Körpers zu verlangsamen, wurden im Mittelalter und in der Neuzeit meist zunächst die Brust- und Baucheingeweide entnommen. Die Entfernung der Brusteingeweide (Precordia) erfolgte meist durch ein längs aufgeschnittenes Brustbein, die Entfernung der Baucheingeweide (Viscera) durch einen weiteren Längsschnitt vom Schwertfortsatz zum Schambein. Da Leichenöffnungen im Mittelalter einem kirchlichen Verbot unterlagen, wurden diese Maßnahmen meist von Laien aus dem Gefolge des Verstorbenen vorgenommen, manchmal auch von Mönchen, die den Sterbenden begleitet hatten. Erst nachdem Leichenöffnungen während der Renaissance Eingang in die anatomische Praxis gefunden hatten, wurden sie auch von Ärzten, Chirurgen und Badern durchgeführt, bei den Habsburgern zum Teil durch renommierte Ärzte der Wiener Universität. Detaillierte Obduktionsberichte von habsburgischen Hofärzten sind jedoch selten. Die Aufteilung der Körper nahm im mittelalterlichen Europa schließlich institutionelle Formen an, die im Hofzeremoniell besonders der katholischen Herrscherhäuser bis in die Neuzeit weiterlebten. Das Herz als „edelster Teil des Menschen“ sollte dabei stets einen würdigen Platz erhalten. Dem Leichnam selbst war aufgrund der technischen Möglichkeiten hingegen keine dauerhafte Konservierung zugesichert. Mit der unzureichenden Verfügbarkeit dauerhaft wirksamer Konservierungsmethoden ist auch zu erklären, warum es in Europa kaum künstliche Mumien aus dem Mittelalter gibt. Leichname aus dieser Zeit sind allenfalls dann bis heute erhalten, wenn örtliche Zufälligkeiten mitspielten.

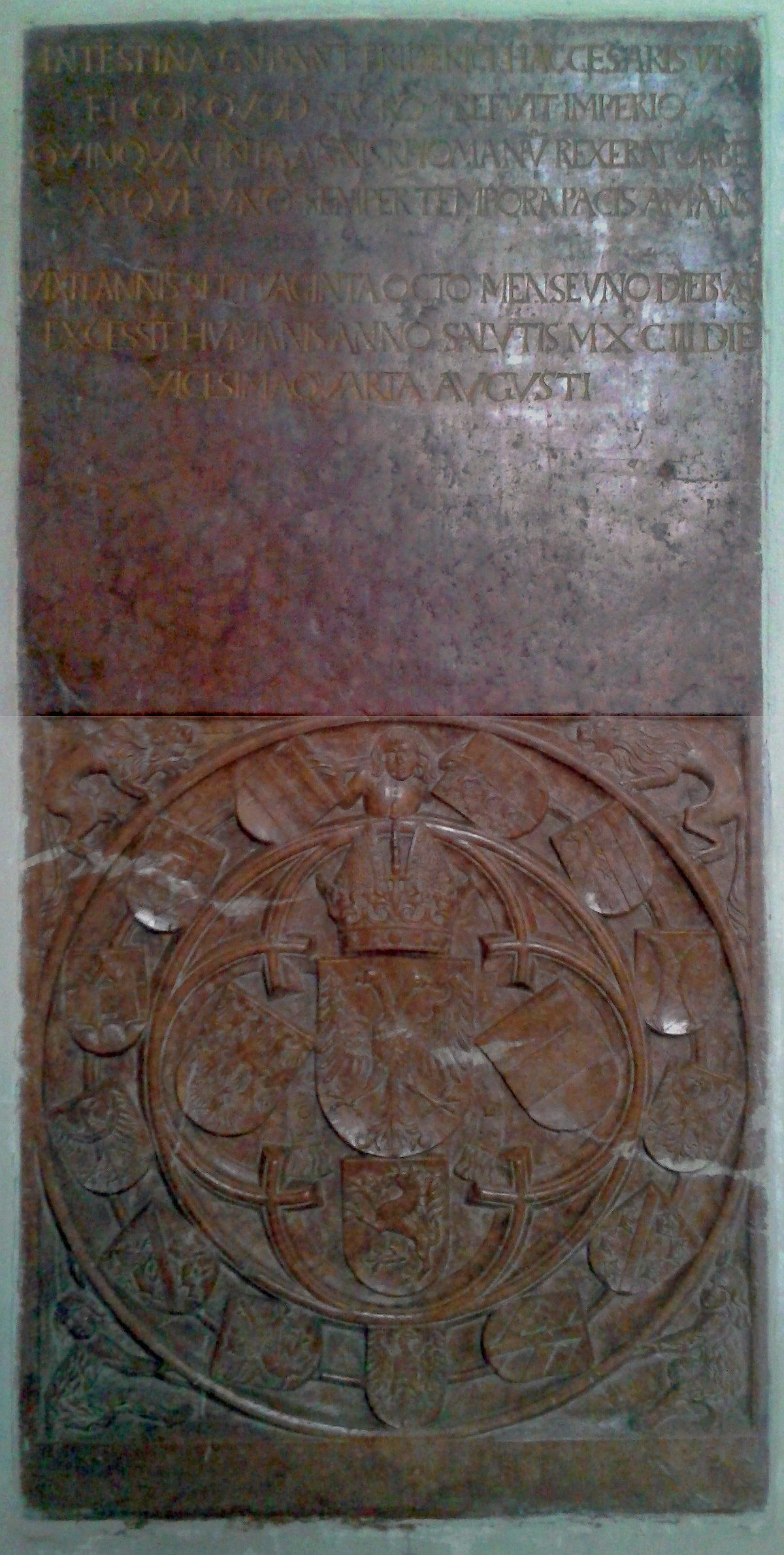
Herz- und Eingeweide-Grabstein Kaiser Friedrichs III. in der Stadtpfarrkirche Linz

Abgesehen von der Entfernung von inneren Organen wie Herz und Eingeweiden versuchte man im Mittelalter und zu Beginn der frühen Neuzeit, die Leichen hochrangiger Verstorbener auch mit kostbaren Wässern und Salben wenigstens kurzzeitig zu konservieren. Verwendet wurden Kräuteressenzen, Essigsäure, Harze und aus unterschiedlichen Stoffen hergestellte Parfüme, deren Inhalt häufig als Berufsgeheimnis gehandelt wurde, deren Wirkung auf den solcherart behandelten Leichnam aber freilich mehr von geruchshemmender denn konservierender Art war. Auf diese Weise verfuhr man etwa beim Tod Kaiser Friedrichs III. († 1493). Sein Leichnam wurde danach, auf einem Sessel als Ausdruck der Herrschergewalt sitzend, in der großen Stube des Linzer Schlosses einen Tag lang jedermann gezeigt, dann nach Wien überführt und zusammen mit seinem amputierten Bein im Stephansdom beigesetzt. Das Herz und die Eingeweide Friedrichs III. wurden in der Stadtpfarrkirche Linz bestattet.

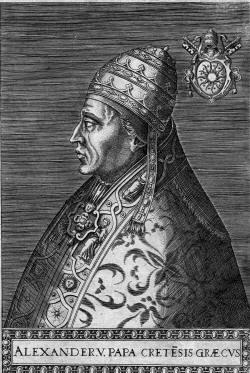
Alexander V. († 1410), Gegenpapst zu Gregor XII. in Rom und Benedikt XIII. in Avignon

Nach dem Tod des Gegenpapstes Alexander V. († 1410) übernahm die Konservierung seines Leichnams der an der Universität Bologna Medizin und Philosophie lehrende Chirurg und Avicenna-Kommentator Pietro d’Argellata († 1423), der ihn schon zu Lebzeiten ärztlich betreut hatte: Die Eingeweide der Brust- und Bauchhöhle wurden entfernt, die Körperhöhlen mit Weingeist ausgewaschen, mit Baumwolle und einem Pulver ausgefüllt, welches zu gleichen Teilen aus Myrrhe, Aloe, Acacia, Zypresse, Muskat, Sandelholz, Bolus Armenicus, Terra Sigillata, gebranntem Alaun und „Drachenblut“-Harz bestand. Der Leichnam wurde dann zugenäht, Anus, Mund und Nase mit balsamgetränkter Baumwolle verstopft. Die Extremitäten und der Rumpf wurden in mit Wachs und Terpentin getränktes Leinen (das sogenannte „Sparadrap“) gehüllt. Dieses wurde vernäht, die Nähte mit Pech bestrichen, und schließlich wurde Alexander V. in die Gewänder eines Bischofs gekleidet. Der so vorbereitete Leichnam wurde in den Sarg gelegt und beigesetzt. Konservierend wirkte dabei laut Hawlik allenfalls die geringe Menge Alaun.

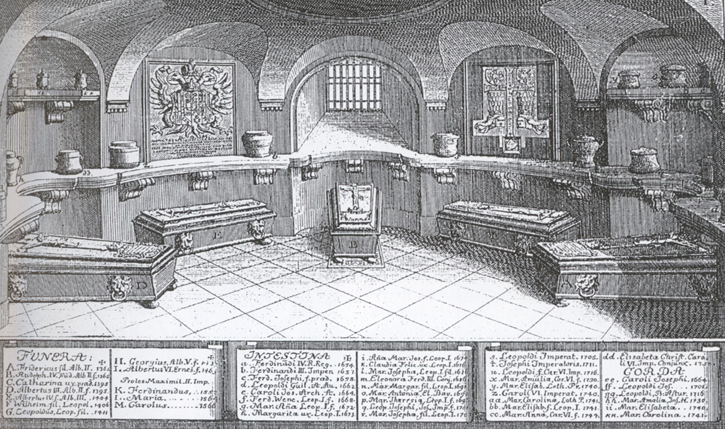
Stich (1758) der Herzogsgruft im Wiener Stephansdom. Neben den Sarkophagen sind in der Abbildung auch zahlreiche Urnen für Herz- bzw. Eingeweidebestattungen zu erkennen.

Eine andere im Mittelalter in Europa gebräuchliche Methode war, aromatischen Wein in die Bauch- und Mundhöhle des Leichnams einzuführen, ihn in eine Alaun-Soda-Lösung zu legen und schließlich in ein harz- oder pechgetränktes Sparadrap zu hüllen. Diese oder eine vergleichbare Methode dürfte etwa bei Herzog Rudolf IV. von Österreich († 1365) angewandt worden sein. Nach seinem Tod in Mailand wurde der Leichnam mit Rotwein behandelt und in eine schwarze Rinderhaut eingenäht, mit einem kostbaren Leichentuch bedeckt und anschließend über die Alpen nach Wien überführt, wo er in der Herzogsgruft des Stephansdoms in einem Kupfersarg beigesetzt wurde.
Auch im Fall der Erzbischöfe von Salzburg haben jüngere Forschungen (2009) ergeben, dass die meisten nach ihrem Tod zunächst in lauwarmem Wein gewaschen, anschließend seziert und schließlich mit Balsam behandelt wurden. Die getrennt bestatteten Innereien der Erzbischöfe des Spätmittelalters und der Frühen Neuzeit befinden sich in verschiedenen Kirchen der Stadt Salzburg.

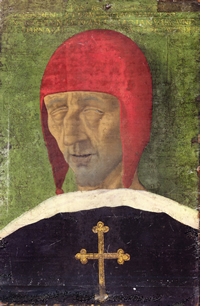
Totenbild Kaiser Maximilians I. († 1519) im Gewand des St. Georgs-Ordens

Bei einem weiteren damals üblichen Verfahren füllte man die Körperhöhlen nach Entfernung der Eingeweide mit einer großen Menge verschiedenartiger Drogen und Heilkräuter, dazu mit Alaun und Kochsalz, worauf ebenfalls ein Einnähen des Leichnams in Sparadrap erfolgte. Kaiser Maximilian I. († 1519) ordnete an, seinen nackten Leichnam in einen Lendenschurz zu hüllen, in die Gewänder des St. Georgs-Ordens zu kleiden und danach unter Beimengung von Kalk und Asche in einen Sack einzunähen, der aus Leinen, Damast und weißer Seide bestand. Der Leichnam wurde so in den Sarg gelegt und unter dem Altar der St. Georgs-Kirche in der Burg in Wiener Neustadt bestattet. Neben religiösen Überlegungen der Buße dürften bei diesem bei Cuspinian überlieferten Vorgang auch die damals üblichen Methoden der Leichenkonservierung eine Rolle gespielt haben, da der Sack offenbar als eine Art Sparadrap konzipiert war.
Exakte Angaben zu den verwendeten Ingredienzien sind selten. Welche Mittel im Einzelfall zur Konservierung eingesetzt wurden, hing auch stark von der Finanzkraft des Verstorbenen ab; bestimmte Zutaten, insbesondere Pflanzenextrakte, Öle und wohlriechende Gewürze, galten als kostbarer als andere und waren dementsprechend teurer. Einig scheinen die Quellen über folgende Zutaten zu sein: Myrrhe, Aloe vera, Tolubalsam, Zimt, Bienenwachs, Elemi (Harzpaste), Palmwein, Zedernöl, Natron, Wacholderöl, Kampheröl, tierische Fette, Pistazienharz und Thymian.
Gelang mit diesen Methoden eine vorübergehende Konservierung, so wird dies laut Hawlik weniger den dabei eingesetzten Kräutermischungen und Drogen, sondern hauptsächlich der Wirkung der verwendeten Salze zuzuschreiben sein. Überhaupt war die genaue Zusammensetzung dieser Mittel hinsichtlich ihrer konservierenden Wirkung auf die Leiche relativ unbedeutend; derartige Spezereien wirkten vor allem gegen den Verwesungsgeruch und vermieden zudem die Einnistung und Entwicklung von Insektenlarven. Nach dem Stand der damaligen Technik war es noch nicht möglich, einen Bakterienbefall auf Dauer zu verhindern. Es genügte, wenn die verstorbenen Herrscher für wenige Tage aufgebahrt werden konnten. Es war somit eine Konservierung auf Zeit, ehe man die Verstorbenen dann in prunkvollen Sarkophagen beisetzte.

#### Sektion und Desinfektion
Im 16. Jahrhundert verfeinerten Ärzte in den Niederlanden und in Frankreich die auf Rhazes zurückgehenden Techniken zur Leichenkonservierung, wobei die Hauptphasen des Verfahrens mit Aufschneiden des Körpers (Sektion) und Entfernung der Eingeweide, Auswaschen der Körperhöhlen sowie ihr Auffüllen mit aromatischen Pulvern im Wesentlichen gleich blieben. Zur Steigerung der Wirksamkeit dieser Methode veränderten die Niederländer die Zusammensetzung der aromatischen Pulver und die Bereitung des Sparadraps, während die Franzosen hierfür das sogenannte Myrrhaceum entwickelten, das im Wesentlichen aus Salz, Alaun, Balsam und Gewürzen bestand und unter Beigabe von Essig zu Pulver zerstampft wurde. Der Schädel wurde jetzt am Scheitel geöffnet und ebenfalls mit den konservierenden Substanzen ausgefüllt. Der französische Anatom Ambroise Paré beschrieb in seinem 1594 posthum publizierten Werk Opera chirurgica, dass trotz langfristiger Erfolglosigkeit der damals verwendeten Konservierungsmethoden besonders die Päpste sowie die französischen und spanischen Könige an ihnen festhielten.

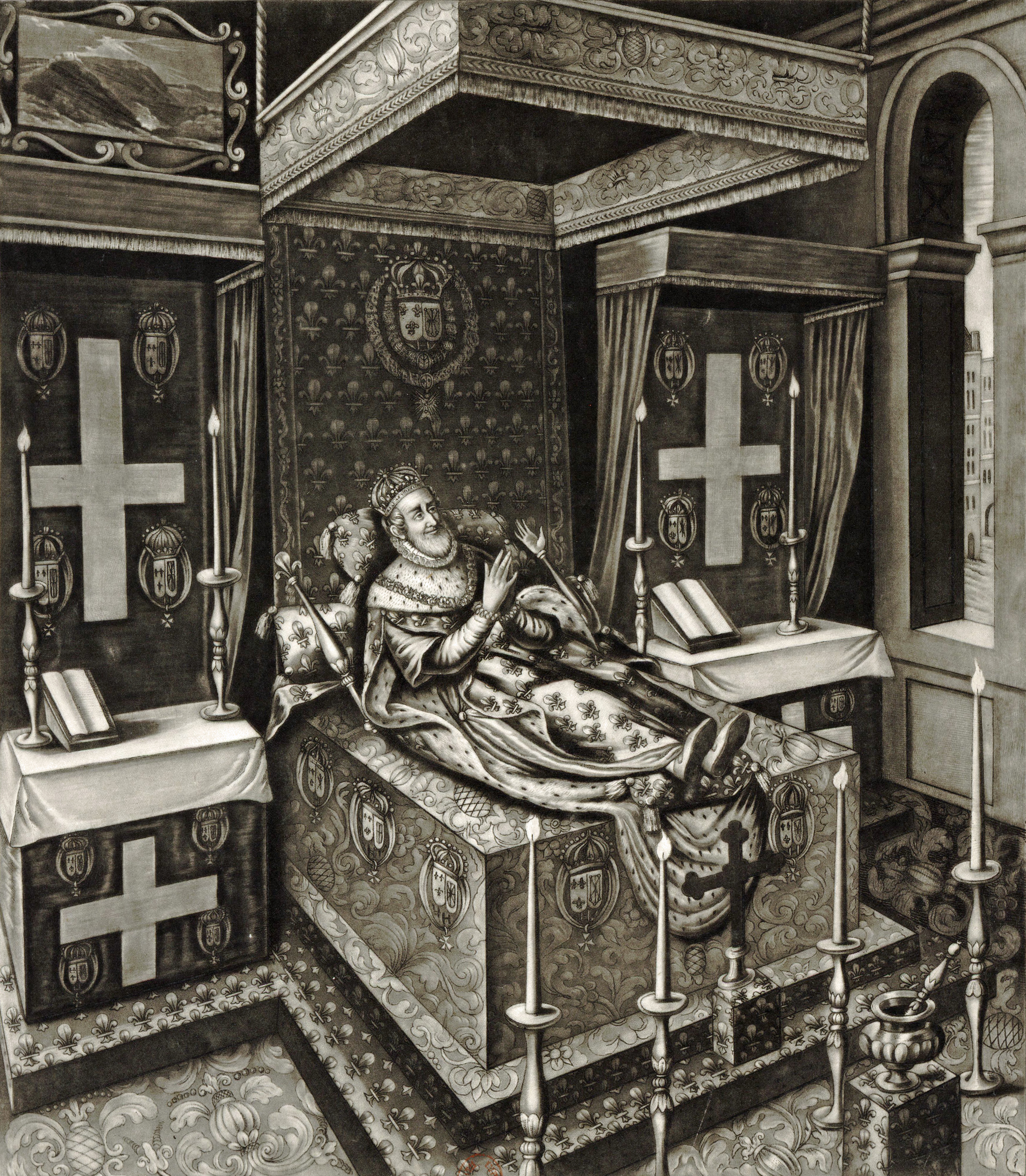
Aufbahrung des nach der Methode Parés konservierten Leichnams von König Heinrich IV. von Frankreich im Louvre (1610), Darstellung von François Quesnel

Neben seiner Tätigkeit als Leibchirurg des französischen Königs entwickelte Paré ein neues Leichenkonservierungsverfahren, das nach Entfernung der Eingeweide und Anbringung tiefer Schnitte in die Muskulatur daraus bestand, den Leichnam drei Wochen in eine hölzerne Wanne mit einer Lösung zu legen, die aus scharfem Essig, Aloe, Wermut, Koloquinten und Alkohol bestand. Die Trocknung der solcherart behandelten Leiche an einem luftigen Ort schloss das Verfahren ab. Diese Methode wurde schließlich auch am französischen Hof praktiziert, und Paré soll eine auf diese Art präparierte Leiche 25 Jahre in seinem Haus aufbewahrt haben. Paré war in der frühen Neuzeit zudem einer der ersten, der über seine Methode ein umfassendes Werk veröffentlichte. Nach dieser wurde im Wesentlichen noch bis ins 18. Jahrhundert am spanischen und französischen Königshof die Leichenkonservierung vollzogen. Der nach der Methode Parés konservierte Leichnam des französischen Königs Heinrich IV. († 1610) war bei der Plünderung der Königsgräber in der Abtei von Saint-Denis 1793 noch in einem so guten Erhaltungszustand, dass er zusammen mit einigen anderen mumifizierten Leichnamen vor der Kirche den Passanten zur Schau gestellt wurde.
Aufgrund neuer naturwissenschaftlicher Erkenntnisse wurden die Methoden im Laufe der Zeit beständig weiterentwickelt, unter anderem erkannte man die Bedeutung der Desinfektion. Um die Wende vom 16. zum 17. Jahrhundert wurden Techniken der Leichenkonservierung unter anderem von den deutschen Medizinern Melchior Sebisch (1539–1625) und Gregor Horstius (1578–1636) sowie dem Niederländer Louis de Bils (1624–1670) vorgestellt. Letzterer entwickelte als Nichtmediziner ein Verfahren zur Konservierung von Leichen und verkaufte von ihm präparierte Objekte gewinnbringend an anatomische Sammlungen und Museen. Seine Methode, deren Details er nie veröffentlichte, konnte den Verfallsprozess nicht vollständig, aber für einige Jahre aufhalten. Der französische Chirurg Pierre Dionis (1643–1718) entwickelte eine Methode, bei der die Verwendung von Gerbsäure in Pulverform eine wichtige Rolle spielte. Dionis wurde auch damit beauftragt, den Leichnam von König Ludwig XIV. († 1715) zu konservieren. Bei der Plünderung der Königsgräber von Saint-Denis 1793 war sein Körper noch sehr gut erhalten und wurde zusammen mit den Leichen anderer Könige in eine Grube geworfen. Im Falle Ludwigs XIV. war Dionis’ Verfahren zwar erfolgreich, doch stellte sich später heraus, dass die von ihm praktizierte Technik einen dauerhaften Erfolg nicht garantieren konnte, da die nach seiner Methode von anderen Ärzten präparierten Leichen schon nach wenigen Jahren fortgeschrittene Fäulniserscheinungen zeigten.

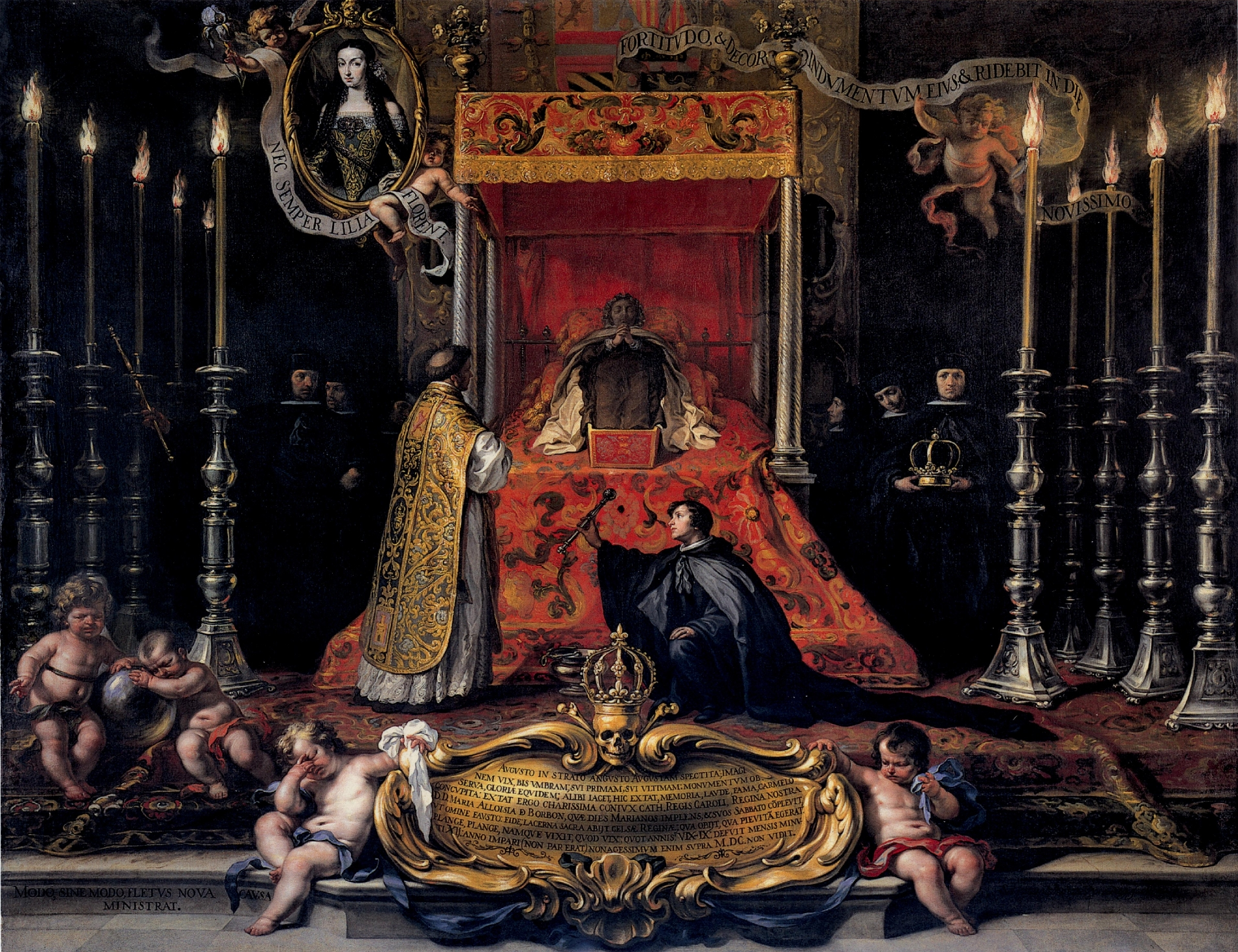
Aufbahrung der spanischen Königin Marie Louise d’Orléans († 1689) auf einem Paradebett

Wirkliche methodische Fortschritte auf dem Gebiet der Leichenkonservierung gelangen ab Beginn des 18. Jahrhunderts durch die Anwendung von Gefäßinjektionen, da nur durch sie eine gleichmäßige Infiltration des Gewebes durch konservierende Stoffe erreicht werden konnte. Der niederländische Anatom Steven Blankaart (1650–1704) schlug vor, den Leichnam zunächst über mehrere Wochen durch langanhaltende Einläufe mit Weingeist und großen Mengen warmen Wassers von fäulniserregenden Stoffen zu reinigen und den solcherart bewahrten Körper dann in einen Zinn- oder Bleisarg zu legen, um den Alkohol nicht verdunsten zu lassen. Dieses Verfahren gelang jedoch nur teilweise. So war es nicht möglich, den Darminhalt durch Einläufe vollständig zu entfernen, und auch war ein durch Alkohol präparierter Körper nur so lange vor Fäulnis geschützt, bis der Alkohol verdunstet war. Dies war auch die Schwachstelle beim Verfahren des niederländischen Anatomen Frederik Ruysch (1638–1731) zur Herstellung anatomischer Präparate. Er injizierte eine Mischung von Talg, weißem Wachs und Zinnober ins Gefäßsystem und legte seine Präparate dann in Alkohol ein, dem schwarzer Pfeffer zugefügt wurde. Entwich der Alkohol, so war die langfristige Erhaltung des Präparates allerdings nicht mehr gesichert. Hawlik spekuliert darüber, ob die Techniken von Paré und Blankaart zwischen 1640 und 1740 eventuell auch am Wiener Hof angewandt wurden und man danach möglicherweise zum Injektionsverfahren von Ruysch überging, weist jedoch darauf hin, dass Einzelheiten über die in diesem Zeitraum gebräuchlichen Konservierungsmethoden bisher nicht sicher eruiert werden konnten. Der mit Ruysch eng zusammenarbeitende Anatom Theodor Kerckring beschrieb ausführlich die Verwendung von verflüssigtem Bernstein zur Leichenkonservierung.

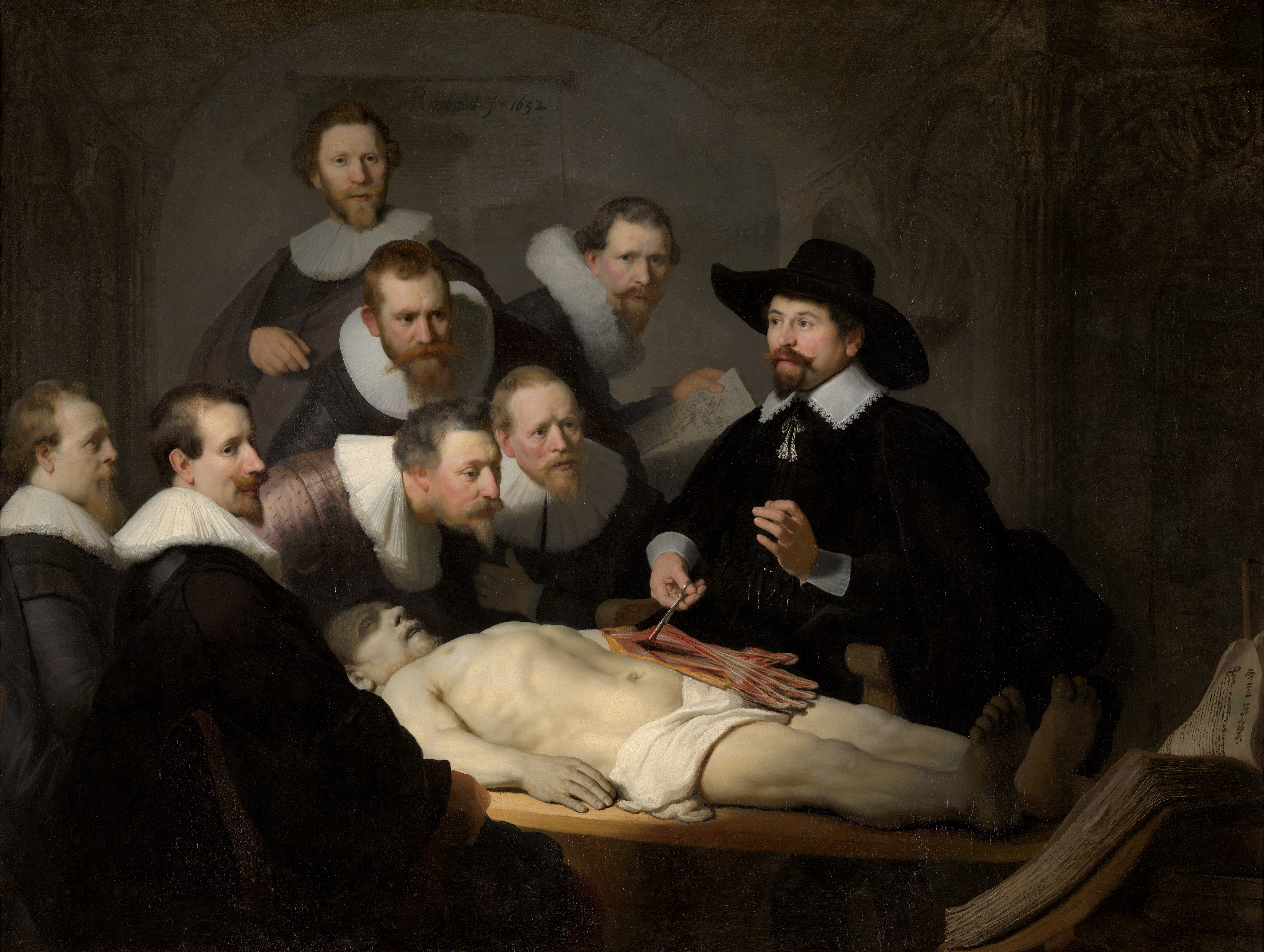
Darstellung einer Sektion in Die Anatomie des Dr. Tulp (Rembrandt, 1632)

Aus dem 17. und 18. Jahrhundert ist vom Wiener Hof bekannt, dass ein für konservatorische Maßnahmen bestimmter Leichnam möglichst bald nach dem Tod seziert wurde. Nach Entfernung von Herz, Gehirn und Eingeweiden wurde der verbliebene Körper mit desinfizierenden Lösungen auf Alkoholbasis behandelt, die Hohlräume mit Bienenwachs ausgegossen, anschließend in einen Sarg gebettet und in einer Gruft oder einem ausgemauerten Grab beigesetzt. Statt Wachs gab man in die durch die Exenteration entstandenen Hohlräume oft Tücher, die mit Alkohol und bakterienhemmenden Kräutern wie Thymian oder Wacholder versehen waren – der anhaltende Einfluss der auf Rhazes zurückgehenden Konservierungsmethode ist hier nach wie vor deutlich. Welche chemischen Substanzen im 17. und 18. Jahrhundert zur Haltbarmachung der Leichen verwendet wurden, kann jedoch nur selten festgestellt werden. Mitteilungen in den Zeremonial- und Familienakten beschränken sich meist auf eher unspezifische Aussagen wie „die Einbalsamierung erfolgte mit kostbarsten Ingredienzien“ oder „nach Entnahme der Organe wurde er gewöhnlichermaßen einbalsamieret“. An Hinweisen, welche Hofärzte, Leibchirurgen, Bader, Kämmerer, Diener und Hofbeamte dabei anwesend waren, fehlt es hingegen nicht.
Als der römisch-deutsche König Ferdinand IV. am 9. Juli 1654 in Wien starb, wurde der Leichnam noch am selben Abend seziert, in der zuletzt beschriebenen Weise für die Aufbahrung vorbereitet und auf einem Paradebett öffentlich zur Schau gestellt. Der Becher mit dem Herz war dabei ebenfalls auf dem Schaubett ausgestellt. Einen Tag nach seinem Tod erfolgte um 9 Uhr abends die Übertragung des Herzens in die Augustinerkirche bei der Hofburg, wo es in einer schlichten Feier in der dortigen Loretokapelle beigesetzt wurde. Der Körper wurde nach mehrtägigen Trauerfeiern in der Wiener Kapuzinergruft bestattet.
Beim Tod von Ferdinand Wenzel († 1668), dem erstgeborenen Sohn Kaiser Leopolds I., hielt man sich an ein ähnliches Protokoll. Da er der Thronfolger war, wurde der Leichnam des knapp vier Monate alten Erzherzogs trotz des zarten Alters von den kaiserlichen Leibärzten seziert, in der üblichen Form behandelt und in einem silberdurchwebten Kleid auf einem Paradebett aufgebahrt. Sein Herz und seine Eingeweide wurden in zwei getrennten Behältern in die Herzogsgruft des Stephansdoms überführt, der übrige Körper in der Kapuzinergruft bestattet.

Metallsarkophag Kaiser Leopolds I. in der Wiener Kapuzinergruft.

Auch die Beisetzung Kaiser Leopolds I. ist ein typisches Beispiel für das Bestattungsritual, wie es in der Barockzeit bei hochgestellten Persönlichkeiten praktiziert wurde. Nach seinem Tod im Mai 1705 wurde der verstorbene Habsburger drei Tage lang öffentlich aufgebahrt: Bekleidet mit einem schwarzseidenen Mantel, Handschuhen, Hut, Perücke und Degen wurde sein Körper zur Schau gestellt, neben dem Katafalk standen Leuchter mit brennenden Kerzen. Auch die Insignien der weltlichen Macht, wie Kronen und Ordenszeichen, waren repräsentiert. Nach der öffentlichen Zurschaustellung wurde die Leiche in einen mit kostbaren Stoffen ausgekleideten Holzsarg gelegt, dieser dann nach den öffentlichen Feiern in die Kapuzinergruft überführt und dort in den schon zu Lebzeiten des Kaisers aufwendig gestalteten Metallsarkophag gehoben. Die Konservierung des Leichnams war unmittelbar vor der öffentlichen Aufbahrung vorgenommen worden: Die schnell verwesenden inneren Organe hatte man entfernt, die Hohlräume mit Wachs gefüllt und die Leiche auch an der Oberfläche mit desinfizierenden Tinkturen behandelt. Die aus der Leiche entfernten Körperteile wurden in Seidentücher gehüllt, in Spiritus eingelegt, die Behältnisse dann zugelötet. Das Herz und die Zunge des Kaisers legte man in einen vergoldeten Silberbecher, der in die Loretokapelle der Augustinerkirche kam. Seine Eingeweide, seine Augen und sein Gehirn wurden, wie bei den übrigen Habsburgern, in einem vergoldeten Kupferkessel in der Herzogsgruft des Stephansdoms bestattet.
Beim Tod von Erzherzog Leopold Joseph († 1701), des im Alter von knapp zehn Monaten verstorbenen ältesten Sohnes Kaiser Josephs I., wurde der Körper in Anwesenheit von vier Leibärzten geöffnet, die Organe nach der üblichen Art entnommen und in zwei kupferne Kessel gegeben. Anschließend wurde das tote Kind mit einem Kleidchen und mit Kränzen geschmückt auf einen Polster gebettet. Eine Kammerfrau, von zwei Kammerdienern begleitet, trug den Leichnam zur Hofkapelle, die mit rotem Damast ausgeschlagen war. Dort legte sie ihn auf ein drei Stufen hohes Podest, während die Geistlichen die Gebete verrichteten. Um acht Uhr abends wurden die beiden kupfernen Kessel zum Stephansdom geführt. Kurz darauf wurde der kleine Körper vom Obersthofmeister aufgenommen und durch die Kammerfrau in den Sarg gelegt. Zwei Kammerherren verschlossen die beiden Schlösser des Sarges. Sechs Kämmerer trugen den Sarg auf den Burgplatz, wo ein mit sechs Pferden bespannter Hofwagen wartete. Die Obersthofmeisterin begleitete den Wagen bis zur Kapuzinergruft, wo der Dompropst von St. Stephan, assistiert von anderen Geistlichen, die kirchliche Einsegnung und Beisetzung vollzog.
Ähnlich verfuhr man bei Erzherzog Leopold Johann († 1716), dem mit fast sieben Monaten verstorbenen erstgeborenen Sohn Kaiser Karls VI. Bei der Bestattung richtete man sich nach dem Trauerzeremoniell für Erzherzog Ferdinand Wenzel († 1668), den erstgeborenen Sohn Kaiser Leopolds I. Am Vormittag des 5. November 1716 wurde der Leichnam Leopold Johanns im Beisein des Obersthofmeisters Anton Florian von Liechtenstein, der Hofdame Sabine Christina Gräfin von Starhemberg, dreier kaiserlicher Leibärzte und des Leibchirurgen Heinrich Cöster geöffnet. Dabei wurden die inneren Organe und das Herz entnommen und die Leiche einbalsamiert. Anschließend wurde der Leichnam des Kindes in der Antecamera, dem Tugendsaal der Wiener Hofburg, auf ein Paradebett gelegt und vom Hof- und Burgpfarrer eingesegnet. Er trug eine Blumenkrone und um den Hals die kleine Ordenskette von Goldenen Vlies. Auf einem silbernen Kissen lagen die große Vlieskette und der Erzherzogshut. Die silberne Urne mit dem entnommenen Herz und die kupferne Urne mit den Eingeweiden wurden am gleichen Tag in den Wiener Stephansdom verbracht und in der Herzogsgruft abgestellt. Abends 23:00 Uhr wurde der Leichnam erneut eingesegnet und mit großen Gefolge zur Wiener Kapuzinerkirche geleitet. Zum letzten Mal wurde der Sarg eingesegnet und in Gegenwart des Obersthofmeisters und des Oberstkämmerers geöffnet um den Leichnam vorzuweisen. Sechs Kapuzinerpatres brachten den Sarg dann in die Kapuzinergruft.

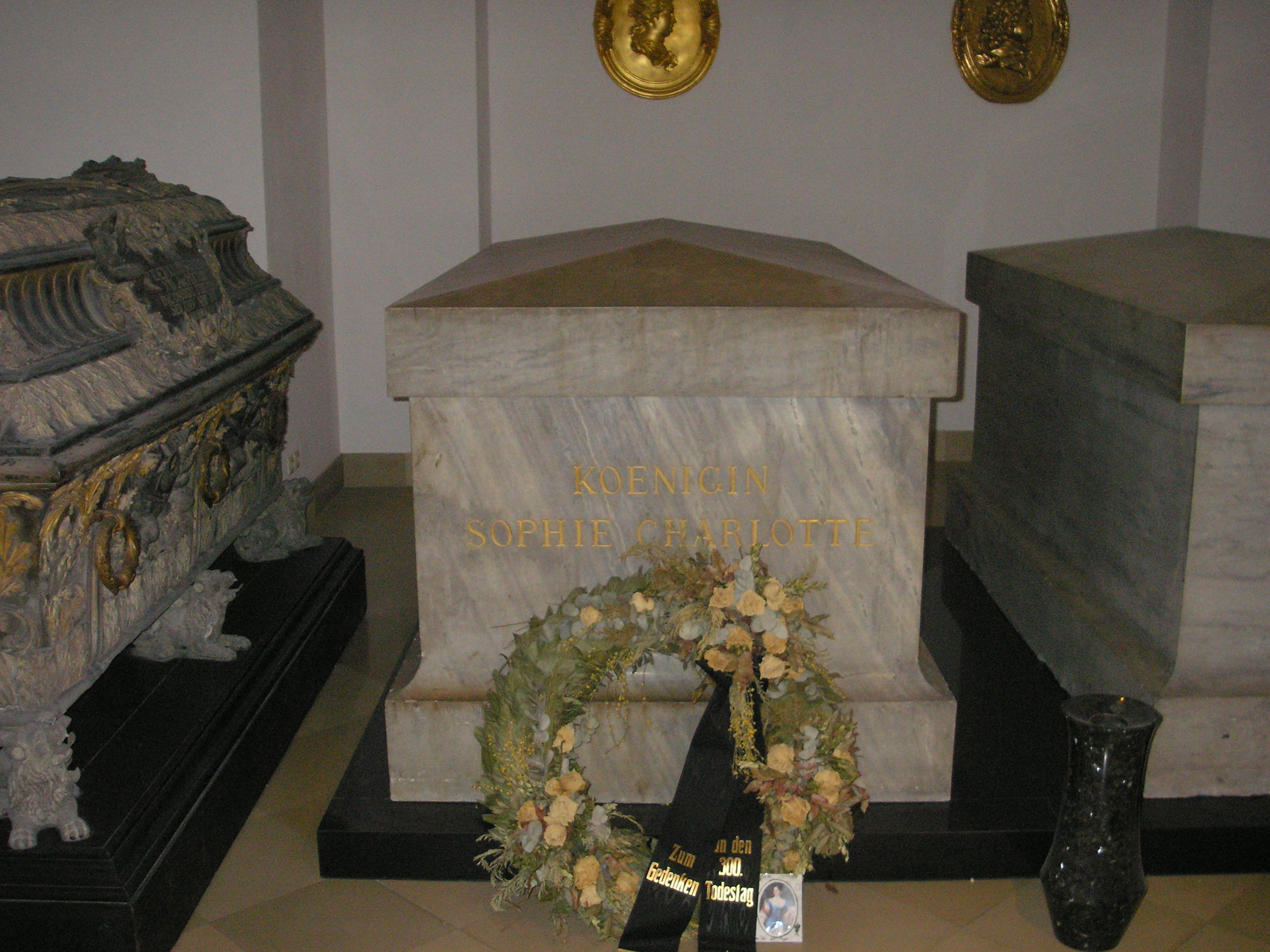
Sarkophag der preußischen Königin Sophie Charlotte († 1705) im Berliner Dom

Nachdem die preußische Königin Sophie Charlotte am 1. Februar 1705 in Hannover verstorben war, wurde ihr Leichnam seziert und einbalsamiert und auf einem Paradebett öffentlich ausgestellt. Am 9. März des Jahres erfolgte die Überführung nach Berlin. Der große zeitliche Abstand zwischen Tod und Überführung erklärt sich aus den aufwendigen Vorbereitungen für die Beisetzungsfeierlichkeiten, vor allem der Errichtung von Funeralarchitekturen, die an den Stationen des Leichenzuges zu erbauen waren.
Als der römisch-deutsche Kaiser Franz I. am Abend des 18. August 1765 unerwartet in der Innsbrucker Hofburg starb, wurde das Begräbniszeremoniell nach dem Vorbild der Trauerfeiern für seinen Schwiegervater, Kaiser Karl VI. († 1740), bestimmt. Nach Entnahme der inneren Organe wurde die Leiche vom 21. bis 23. August im Riesensaal (Festsaal) der Innsbrucker Hofburg öffentlich aufgebahrt. Der Raum war dazu mit schwarzem Stoff ausgeschlagen, das Paradebett von vier Altären umgeben, an denen Seelenmessen zelebriert wurden. Der Kaiser lag unter einem schwarzen Baldachin auf dem Paradebett, bekleidet mit einem schwarzseidenen Mantelkleid mit Hut und Allongeperücke. Er hielt einen Rosenkranz und das Sterbekreuz der Habsburger in seinen Händen. Seitlich lagen sechs Kissen aus Goldbrokat mit den ihm zustehenden Kronen, Orden und Ehrenzeichen. Am Fußende waren zwei mit Tüchern verhüllte Urnen für das Herz und die Eingeweide des Toten ausgestellt. Nach der öffentlichen Aufbahrung im Riesensaal der Innsbrucker Hofburg wurde der Leichnam zu Schiff nach Wien überführt, wo die zweite Aufbahrung im Rittersaal der Wiener Hofburg nur mehr bei verschlossenem Sarg stattfand. Die Beisetzung des Körpers in der Wiener Kapuzinergruft erfolgte am Abend des 31. August 1765. Das Herz des Kaisers kam in die Wiener Augustinerkirche, die Eingeweide in die Herzogsgruft des Wiener Stephansdoms.

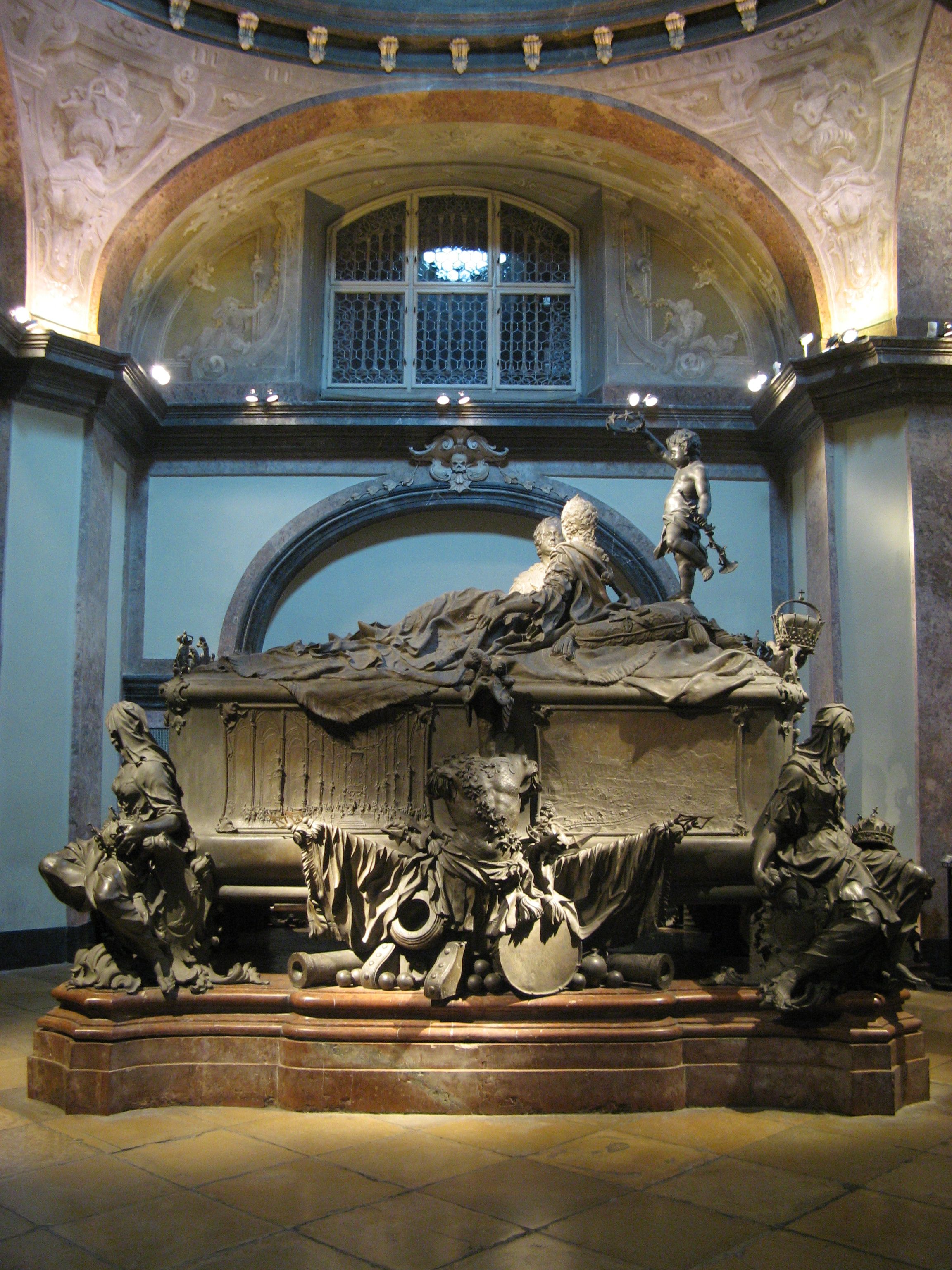
Doppelsarkophag von Kaiser Franz I. und Maria Theresia in der Kapuzinergruft

Nach dem Tod seiner Gemahlin Maria Theresia am 29. November 1780 gestaltete sich die Bestattung laut dem Hofprotokoll folgendermaßen: „Der entseelte kai[ser]l[iche] allerhöchste Leichnam, welcher indessen in dem kais[erlichen] Zimmer aufbewahrt blieb, wurden den 30. darauf um 7 Uhr abends geöffnet und balsamiert. Die Exenteration dauerte von 7 bis 11 Uhr Nachts, wobey der k.k. Protomedicus Kohlhammer gegenwärtig waren. Die Eröffnung und Einbalsamierung geschah durch die kais[erlich] kön[iglichen] Leib Chirurgen Jos[eph] Vanglinghen, Ferdinand von Leber und Anton Rechberger, wobey sich auch der Hofapotheker Wenzel Czerny brauchen liess. Freitags den 1. December früh morgens wurde der Leichnam in der grossen Hofkapelle auf einem 4 Stufen hohen unter einem schwarzen Baldachin errichteten Trauergerüst in der demüthigen Kleidung eines geistlichen Habites exponiert. Zur rechten Hand war der silberne Becher, worin das Herz; zur linken auf dem 3. Staffel abwärts des Hauptes der Kessel mit den Eingeweiden.“ Weiters heißt es in dem Protokoll: „Sonnabends den 2. [Dezember] wurde nachmittags in feierlicher Weise der Becher mit dem Herzen in die Loretokapelle der Augustinerkirche und nach diesem der Kessel mit den Eingeweiden in die Herzogsgruft zu St. Stephan überbracht. Sonntags den 3. December als an dem zum feierlichen Begräbnis bestimmten Tage“ erfolgte die Beisetzung des Körpers in der Wiener Kapuzinergruft in einem Doppelsarkophag an der Seite ihres 1765 verstorbenen Gemahls. Der vom Wiener Stadtmagistrat organisierte Trauergottesdienst für Maria Theresia im Stephansdom fand hingegen erst im Jänner 1781 statt.
Die Konservierungsergebnisse, die sich durch den Einsatz derartiger Methoden erzielen ließen, sind im Einzelfall sehr unterschiedlich. In der Kapuzinergruft in Wien etwa werden die vorhandenen metallenen Sarkophage der Habsburger regelmäßig bei Restaurierungen geöffnet. So erfolgte bereits im 19. Jahrhundert bei den damals restaurierten metallenen Sarkophagen unabhängig vom Zustand der hölzernen Innensärge in jedem Fall eine Öffnung derselben und eine genaue Beschreibung der vorhandenen sterblichen Überreste. Dabei wurde festgestellt, dass die hölzernen Innensärge der vom Beginn des 17. bis zum Beginn des 19. Jahrhunderts Verstorbenen – soweit noch erhalten – in den meisten Fällen nur Knochen und Hautreste enthielten. Die angewandten Konservierungsmethoden führten also zu keiner dauerhaften Erhaltung. Betrachtet man die Abläufe bei Todesfällen am Wiener Hof im 17. und 18. Jahrhundert, so lässt die relative Eile, mit der die Prozedur des Sezierens, der Entnahme der Organe und der Vorbereitung für die öffentliche Aufbahrung durchgeführt wurde – beim Tod Kaiser Leopolds I. 1705 benötigte man dafür nur wenige Nachmittagsstunden – zusammen mit der Tatsache, dass man bei all jenen Verstorbenen, bei denen eine öffentliche Aufbahrung nicht vorgesehen war, gänzlich auf eine Behandlung des Leichnams verzichtete, laut Hawlik die Annahme zu, dass es sich bei den im Barock bei den Habsburgern eingesetzten Verfahren um keine wirkliche Konservierung handelte, eine solche am Wiener Hof auch nicht angestrebt wurde und mit dem Wissen jener Zeit auch gar nicht erreicht werden konnte. Wäre der Wiener Hof in der Barockzeit nach der Leichenkonservierungsmethode von Paré (1510–1590) vorgegangen, die zur gleichen Zeit am französischen Hof praktiziert wurde, so hätte man dafür zwischen Ableben und Bestattung mehrere Wochen benötigt, und auch das Verfahren von Blankaart (1650–1704) dauerte nicht weniger lange. Zudem hätten die Leichen, wenn sie nach diesen Methoden konserviert worden wären, laut Hawlik auch nicht mehr als 25 Jahre überdauert – ein von Paré überlieferter Wert, der eine präparierte Leiche über diesen Zeitraum in seinem Haus aufbewahrt haben soll. Pater Gottfried Undesser, der Kustos der Kapuzinergruft, berichtete 2001, dass „die meisten [der dort bestatteten] Glieder der Herrscherfamilie sich lieber nicht einbalsamieren ließen, sondern eine Sargbestattung bevorzugten, die einfach den Verfall hinauszögerte.“ Im Fall des Wiener Hofes liegt daher die Vermutung nahe, dass man – besonders solange der Entwicklungsstand der Konservierungsmethoden nichts anderes erlaubte – lediglich eine Erhaltung der Leiche auf Zeit beabsichtigte, zunächst für die Dauer der öffentlichen Aufbahrung, die einen bis drei Tage in Anspruch nehmen konnte, und dann bis der Prunksarkophag in der Kapuzinergruft fertiggestellt war. Laut Hawlik muss ein wesentliches Ziel gewesen sein, den Verwesungsvorgang zumindest so lange zu verzögern, bis der kunstvoll gestaltete metallene Übersarkophag dazu bereit war, den hölzernen Innensarg aufzunehmen, was laut den entsprechenden Archivalien Monate, mitunter aber auch einige Jahre dauern konnte. Nur selten dürfte es dabei gelungen sein, die Deckel der Metallsarkophage ohne jede Lötpore zu verschließen, so dass ein Zerfall des Leichnams weiterhin wahrscheinlich war. Die Luftdurchlässigkeit sowohl des inneren Holz- als auch des äußeren Metallsarkophages hat allenfalls Einfluss darauf, ob die Abbauprozesse im Sarginneren unter aeroben oder anaeroben Bedingungen stattfinden.
Das Material des Sarges kann die Konservierung eines Leichnams ebenfalls positiv beeinflussen. Je nach Vermögenslage gab es außer Holzsärgen auch Metallsärge (bzw. metallene Übersärge für die hölzernen Innensärge), die meist aus Zink, Kupfer, Zinn oder Blei gearbeitet waren und besonders im 17. und 18. Jahrhundert überaus prunkvoll ausgeführt sein konnten. Der Bündner Rechtsmediziner Walter Marty stellte fest: „Mit Blei ausgekleidete Särge sind bekannt dafür, dass sie die Zersetzungserscheinungen verhindern.“ In den Särgen wurden die Toten in Rückenlage größtenteils auf Hobelspäne gebettet, unter den Schädeln fanden sich bei Gruftöffnungen Reste von mit Hobelspänen gefüllten Leinenkissen. Die Körper waren, sofern nicht aufwendig präpariert und mit Wachs ausgegossen, oftmals mit Kalk überschüttet worden. Die Herzen waren auch bei Angehörigen des niederen Adels häufig entfernt und anderswo bestattet worden. In barocken Kirchengrüften fand man in den Särgen auch Zeitungspapiersäcke mit Kalk zu Desinfektionszwecken. Auch mehrere ineinander gelegte Särge kamen erfolgreich zum Einsatz. Als 1633 die Gemahlin des Grafen Wilhelm von Slavata verstarb, gestatteten die kirchlichen Behörden ihre Bestattung in der Gnadenkapelle in Altötting, welche am Abend des 18. Mai 1633 ganz unauffällig erfolgte. Als Kurfürst Maximilian I. von Bayern davon erfuhr, befürchtete er unter anderem, dass die Leichenausdünstungen schädliche Wirkungen auf die Gesundheit der Kapellenbesucher haben würden. Der für die Gnadenkapelle zuständige Dekan wies jedoch den Kurfürsten darauf hin, „daß gesundheitliche Schäden nicht entstehen könnten, weil die Leiche zuerst in zwei Holzsärge und schließlich auch noch in einen Zinnsarg gelegt und über mannshoch in die Erde versenkt worden“ sei.
In anderen Fällen unterblieben Sektion und konservierende Behandlung infolge besonderer Umstände und Gegebenheiten vollends, meistens wegen ansteckender Krankheiten. Beim Tod der Erzherzogin Maria Josepha († 1703), einer Tochter Kaiser Leopolds I., wurde der Sarg wegen „anhenglichkeit der Krankheit“ sogleich verschlossen und bestattet. Bei den Gemahlinnen Kaiser Josephs II. († 1790), die beide an Blattern starben, wurden Sektion und Konservierung auf Grund der Vorstellungen des Leibarztes van Swieten ausdrücklich verboten. Vorschriften, die im Falle besonders schwerer ansteckender Krankheiten die Durchführung von Konservierungsmaßnahmen verbieten, bestehen in vielen Ländern noch heute. Zu Infektionskrankheiten dieser Art zählen unter anderem Milzbrand, Cholera, virale hämorrhagische Fieber, Pest, Pocken und andere Orthopoxvirosen. In diesen Fällen soll sofort nach dem Ableben und vor dem Verlassen des Sterbeortes das Einlegen des Leichnams in einen hermetisch abdichtenden Sarg mit Gasfiltersystem erfolgen und der Sarg endgültig verschlossen werden.

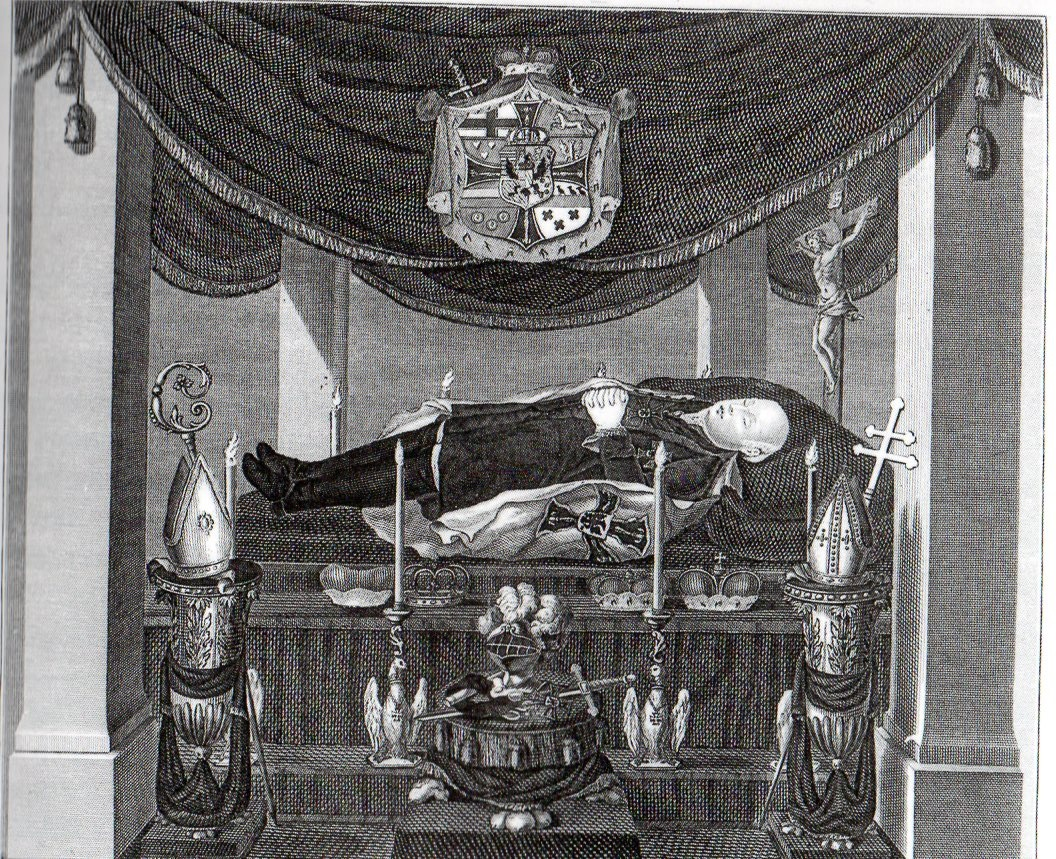
Aufbahrung des Kurfürsten und Erzbischofs Maximilian Franz von Österreich († 1801) auf einem Paradebett. Frontispiz zur gedruckten Leichenpredigt von Pfarrer Georg Peter Höpfner, Mergentheim. (Radierung und Kupferstich von Gebr. Klauber nach G. Gisser jun. 1801)

Misslungene Konservierungen sind ebenfalls dokumentiert. Während der Trauerfeierlichkeiten für den 1830 verstorbenen britischen König Georg IV. erwies sich sein Körper als so schlecht konserviert, dass er stark anschwoll und Löcher in die Sargwand gebohrt werden mussten, um das sich entwickelnde Verwesungsgas ausströmen zu lassen. Auch beim Tod des Kurfürsten und Erzbischofs von Köln, Maximilian Franz von Österreich, im Juli 1801 hatte der Leichnam infolge der großen Sommerhitze trotz Konservierungsmaßnahmen so rasch zu verfallen begonnen, dass man bei der Beisetzung in der Wiener Kapuzinergruft nicht die Lieferung des künstlerisch gestalteten Metallsarkophags abwarten konnte, sondern den Holzsarg wegen der fortgeschrittenen Verwesung zunächst für mehrere Jahrzehnte in einer Mauernische einmauern musste.
Als hingegen 1782 in der Kathedrale von Palermo der aus dunkelrotem Porphyr gearbeitete Sarkophag Kaiser Friedrichs II. († 1250) geöffnet wurde, fand man den Leichnam unversehrt. Da er nach seinem Tod in Castel Fiorentino bei Lucera zunächst nach Messina überführt und erst im Februar 1251 in Palermo beigesetzt wurde, muss angenommen werden, dass eine Fäulnis verhütende Behandlung des Leichnams erfolgte. Dass der Leichnam noch 500 Jahre später erhalten war, ist jedoch in diesem Fall weniger den verwendeten Konservierungsmethoden, sondern vielmehr den günstigen klimatischen Umständen zuzuschreiben, die eine Erhaltung des Leichnams begünstigten, wie zahlreiche weitere Funde im Raum Palermo belegen.
Auch der Leichnam des 1786 verstorbenen Königs Friedrich II. von Preußen erwies sich als trocken und gut erhalten, als sein Sarg 1952 im Rahmen der Umbettung in die Kapelle der Burg Hohenzollern geöffnet wurde. Der Flaschner Adolf Rudolph, der den acht Zentner (rund 400 kg) schweren Metallsarkophag damals reparierte, beschrieb den Zustand des Leichnams aus der
Erinnerung im Jahr 1991 folgendermaßen: „Er sah bestens aus, man sah keine Verwesung, und gar nix, das Einzige war, daß der Nasenzipfel eingetrocknet war. Seine Uniform war gut erhalten, dem Auge nach, wie sie […] materialmäßig war, das hatten wir nicht geprüft.“ Auch der Leichnam des 1794 verstorbenen Fürsten Wenzel Anton Kaunitz, bestattet in einem Holzsarg in der Kaunitz’schen Familiengruft unter der Friedhofskapelle Austerlitz/Slavkov, ist trocken und gut erhalten. Sowohl beim König als auch beim Fürsten waren nach dem Tod konservierende Maßnahmen durchgeführt worden, doch lässt sich aus dem Vergleich mit dem Zustand der Toten aus der Kapuzinergruft in Wien schließen, dass sich ihre Körper zu einem erheblichen Teil auch aufgrund günstiger natürlicher Gegebenheiten erhalten haben. Natürliche Gegebenheiten für die Leichenkonservierung haben sich auch hier mit von Menschenhand entwickelten künstlichen Verfahren kombiniert.

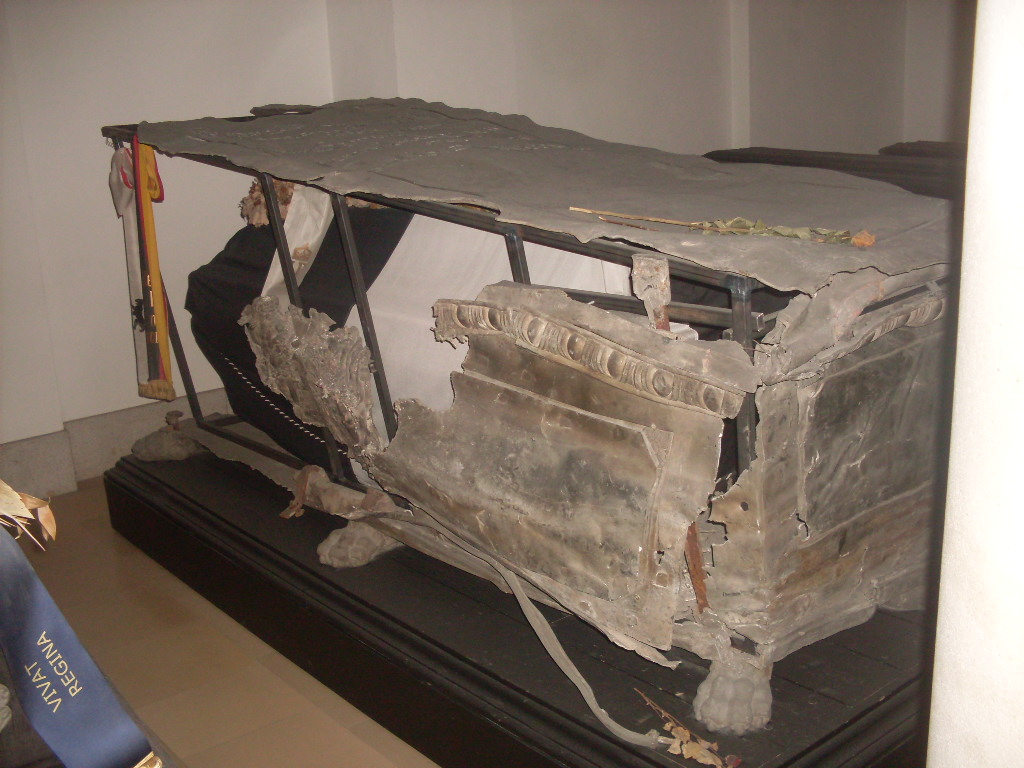
Sarkophag des preußischen Königs Friedrich Wilhelm II. († 1797) im Berliner Dom

Dieter Brozat berichtet in „Der Berliner Dom und die Hohenzollerngruft“ (1985) zu den sterblichen Überresten des 1797 verstorbenen Königs Friedrich Wilhelm II. von Preußen, dass dessen Sarkophag in der Hohenzollerngruft des Berliner Doms während des Zweiten Weltkrieges schweren Zerstörungen ausgesetzt war. Beim Wiederaufbau des Domes und der Suche nach dem Toten wurden bei „den Nachforschungen in der Domgruft […] in mühevoller Kleinarbeit Skelett-Teile gefunden, teils im Schutt des Domes, so der Kopf mit Haaren […]. Das Gewebe der Füße war noch voll in der Einbalsamierung vorhanden. Die anderen Skelett-Teile weisen in ihrer Beschaffenheit und in der Färbung deutlich auf eine Einbalsamierung hin. Da in Preußen in der Regel nur die regierenden Fürsten einbalsamiert wurden, ist der Verfasser überzeugt, daß es sich bei den Knochenfunden um die Überreste König Friedrich Wilhelms II. handele. Eine genaue medizinische Untersuchung war bisher nicht möglich.“ Genauere Angaben zu den bei Friedrich Wilhelm II. eingesetzten Leichenkonservierungsmethoden macht Brozat hingegen nicht.

#### Arterielle Konservierung
Nach ersten erfolgreichen Versuchen gegen Ende des 18. Jahrhunderts begann man gegen Anfang des 19. Jahrhunderts, Leichen zusätzlich zu Sektion und desinfizierender Oberflächenbehandlung in zunehmendem Maße auch „aktiv von innen her“ durch das Injizieren eines Gemisches von Alkohol und Arsen(III)-oxid (Arsenik) in den Blutkreislauf zu konservieren, wobei dies meist durch die Halsschlagader geschah. Ein entsprechendes Verfahren war schon mehrere Jahrzehnte vorher durch den britischen Mediziner William Hunter (1718–1783) beschrieben und 1775 durch seinen Bruder John (1728–1793) erstmals in der Praxis angewandt worden. Während der Feldzüge Napoleons begannen französische Militärärzte, die Leichen gefallener Soldaten für die Überführung in die Heimat zu konservieren, so dass ihre Angehörigen Abschied nehmen konnten. Nach Experimenten mit teils gefährlichen Chemikalien begann man hier, das Blut im Dialyseverfahren durch bleihaltige Flüssigkeit zu ersetzen. Jedoch sollten noch mehrere Jahrzehnte vergehen, bis sich Verfahren der „arteriellen Konservierung“ allgemein durchsetzen konnten.

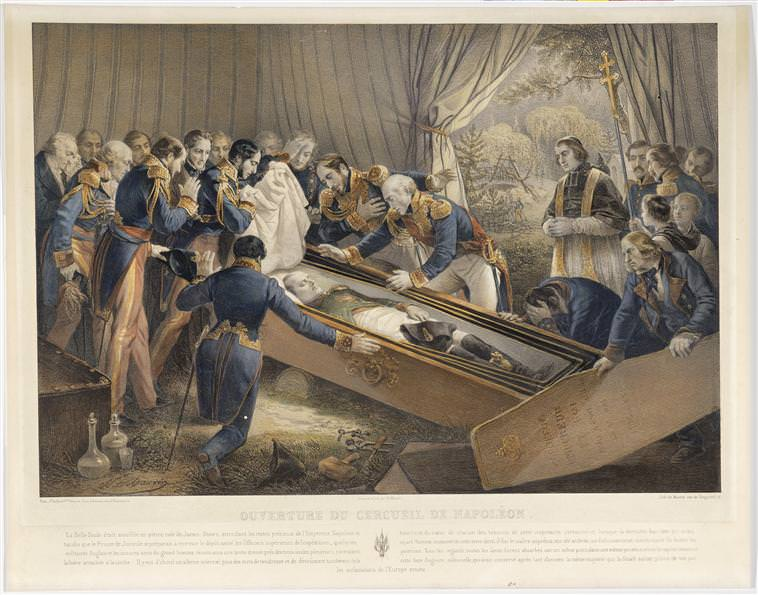
1840 wurde Napoleon Bonapartes Grab vor der Überführung der Leiche nach Frankreich geöffnet. Der Körper befand sich in vier ineinander liegenden Särgen und war 19 Jahre nach dem Tod noch gut erhalten. Napoleons Herz und Eingeweide waren getrennt bestattet worden und befanden sich in zwei Gefäßen am Fußende des Sarges.

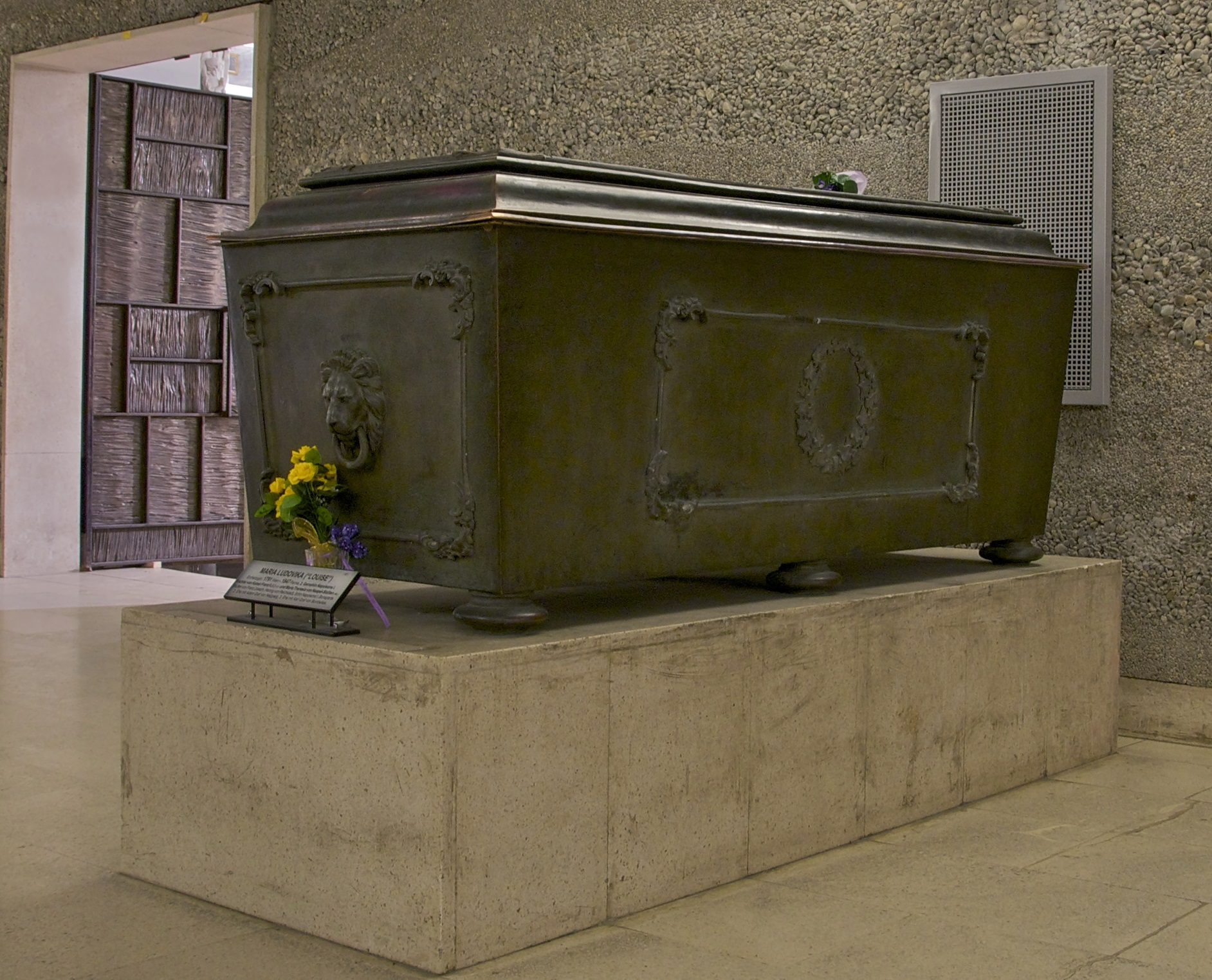
Kupfersarkophag von Napoleons zweiter Ehefrau Marie-Louise von Österreich († 1847) in der Wiener Kapuzinergruft

Bis etwa zur Mitte des 19. Jahrhunderts wurden einem Leichnam, wenn eine Konservierung durch Einspritzen von Alkohol und Arsenik erfolgte, meist wie bisher üblich das Herz, Gehirn und die Eingeweide entnommen und normalerweise getrennt bestattet. Dieses Verfahren kam z. B. 1821 bei Napoleon Bonaparte, 1832 bei seinem Sohn Napoleon Franz und 1847 bei dessen Mutter Marie-Louise von Österreich zum Einsatz. Nach dem Tod Napoleon Bonapartes auf der Insel St. Helena am 5. Mai 1821 wurde sein Leichnam noch am selben Tag obduziert, dabei Herz und Eingeweide entnommen und in zwei separate Gefäße platziert, die man an das Fußende seiner Leiche in einen Zinnsarg legte. Dieser Zinnsarg wurde verlötet und in einen Sarg aus Mahagoni eingeschlossen, der wiederum in einen verlöteten Bleisarg kam, welcher in einen Übersarg aus Mahagoni gebettet wurde. Im Fall Marie-Louises erfolgte die Konservierung ihres Leichnams nach der Entfernung von Herz, Gehirn und Innereien durch die Einleitung einer Lösung aus einem Kilogramm Arsenik und zehn Litern Alkohol durch die Halsschlagader. Der Leichnam wurde dann sechs Tage im Palazzo Ducale in Parma auf einem Paradebett aufgebahrt. Schließlich wurde die Tote in einen mit violettem Samt ausgeschlagenen Holzsarg gelegt, der in einen bleiernen und einen hölzernen Übersarg verschlossen und nach Österreich überführt wurde. In Wien wurde der Körper Marie-Louises in der Kapuzinergruft in einem Kupfersarkophag in der Nähe ihres Vaters beigesetzt.

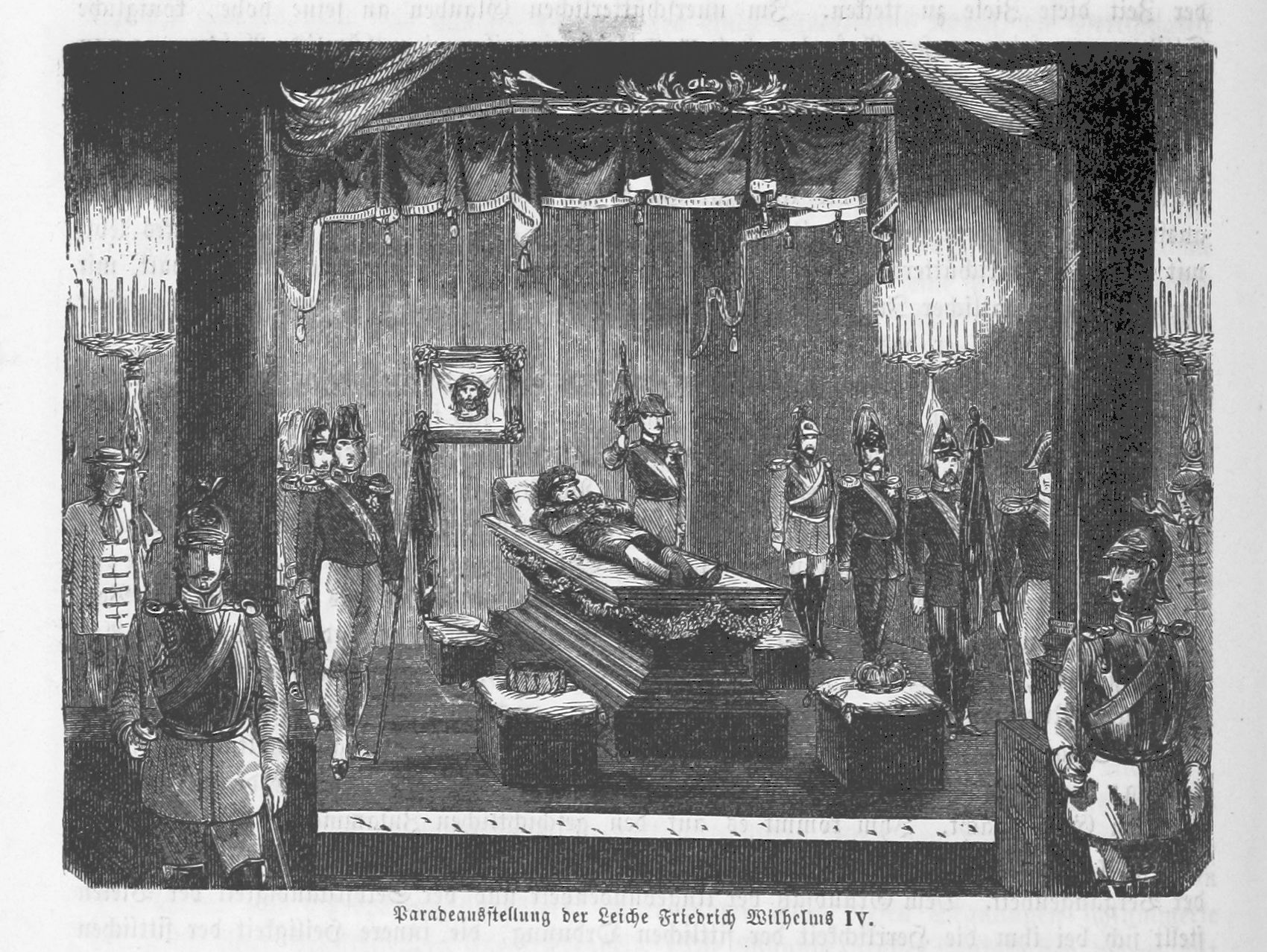
Aufbahrung des preußischen Königs Friedrich Wilhelm IV. († 1861) auf einem Paradebett

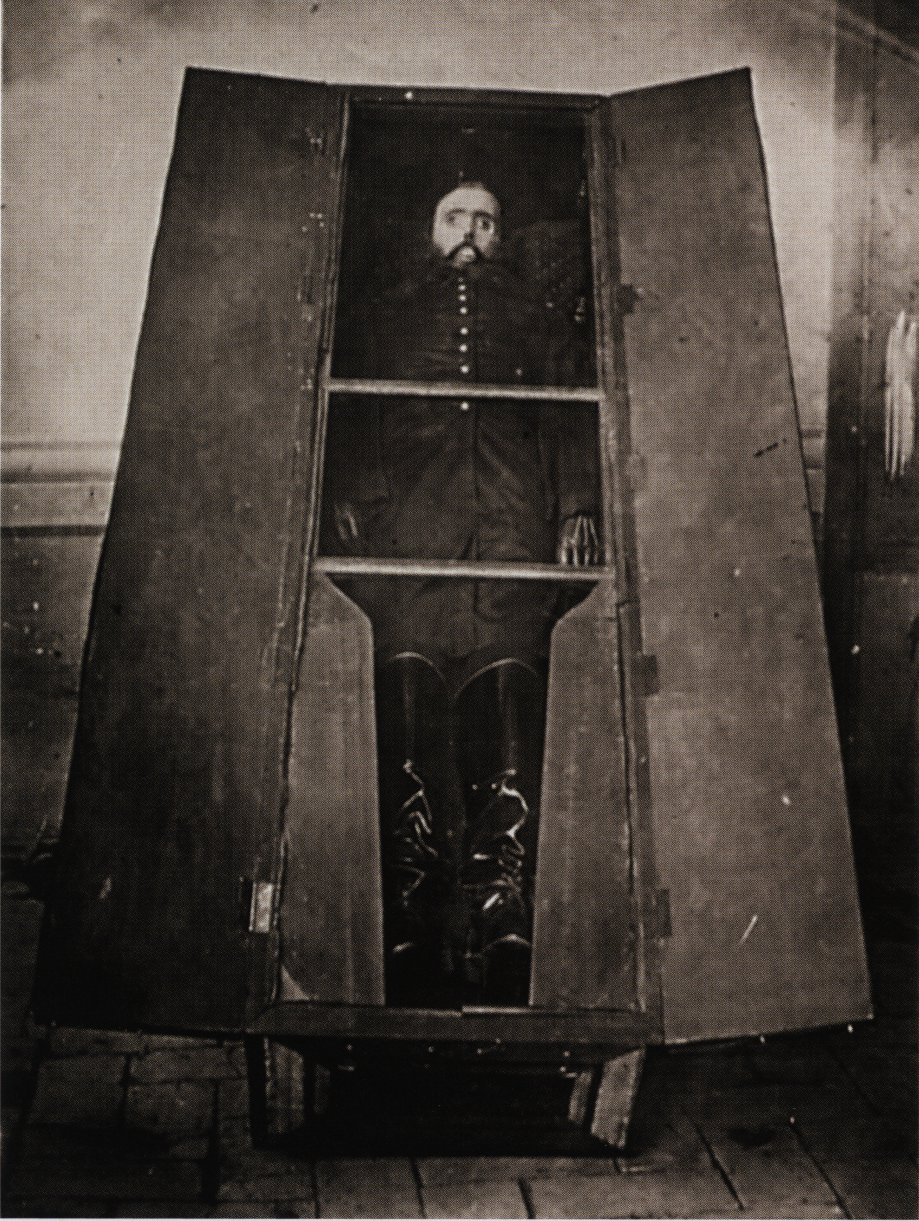
Der konservierte Leichnam Kaiser Maximilians I. von Mexiko († 1867) vor seiner Überführung nach Europa durch Tegetthoff an Bord der Fregatte Novara

Fortschritte in der Chemie ermöglichten im Verlauf des 19. Jahrhunderts einen allmählichen Wandel der Konservierungsmethoden. So setzte sich der erwähnte Trend fort, Leichen zusätzlich zu Sektion, Entfernung der inneren Organe und desinfizierender Oberflächenbehandlung auch von innen her durch das Einspritzen konservierender Flüssigkeiten in den Blutkreislauf zu behandeln. Neue Erkenntnisse in der organischen und anorganischen Chemie und die Verfügbarkeit neuartiger künstlicher Substanzen verlagerten dabei den Schwerpunkt von der bisher dominierenden Weichteil-Entfernung auf den Austausch der Körperflüssigkeiten durch geeignete Chemikalien. Einen wesentlichen Fortschritt erzielte der französische Anatom François Chaussier (1718–1828) durch den Nachweis, dass das auch „Sublimat“ genannte Quecksilber(II)-chlorid den Leichnam vor Fäulnis schützt und seine Austrocknung begünstigt. Der deutsche Chemiker Eduard Tauflieb entdeckte die konservierende Wirkung des Zinkchlorids, während französische Anatomen und Chirurgen neue Erfahrungen beisteuerten und Gelehrte in der Schweiz und in Italien an einer Vielzahl von Präparaten forschten. Bei Experimenten zur Leichenkonservierung benutzte man bis Ende des 19. Jahrhunderts eine Reihe flüssiger, fäulniswidriger und gegen Würmer schützender Substanzen, mit denen nach Entfernung des Darminhalts das Blutgefäßsystem ausgespült wurde. Es eignen sich dazu Lösungen von Quecksilber(II)-chlorid, Arsenik, Phenol, Alaun, Zinkchlorid, Gerbsäure oder eine in Deutschland als „Wickersheimer’sche Flüssigkeit“ in den Handel gebrachte Mischung von mehreren dieser Stoffe mit Wasser und Glycerin, ähnlich die in England gebräuchliche „Garstin’sche Flüssigkeit“, die Glycerin, Arsenik und Phenol enthält. Der französische Chemiker Jean Nicolas Gannal (1791–1852) erzielte für kurze Zeit eine befriedigende Erhaltung von Leichen durch Einspritzen von Aluminiumsulfat oder Aluminiumchlorid. Noch bessere Resultate soll die Methode von Sucquet ergeben haben, der in gleicher Weise Zinkchlorid anwendete. Die „Stirling’sche Flüssigkeit“ besteht aus Kreosot, Methanol und Quecksilberchlorid. Trotz mancher Erfolge blieb die Anwendung dieser Verfahren vielfach auf das Labor beschränkt. So ging man von der alleinigen Verwendung von Quecksilber(II)-chlorid und anderer Metallverbindungen wieder ab, als bemerkt wurde, dass Metall aus der Lösung ausfiel und entstellende Flecken an den solcherart behandelten Leichen hinterließ. Außerdem bewirkte Quecksilber(II)-chlorid eine graue Verfärbung der Haut. Hingegen trug die Verwendung des 1779 entdeckten Glycerins durch den Turiner Anatomen Carlo Giacomini (1840–1898) wesentlich zum Fortschritt in der Leichenkonservierung bei. Die neuen Entwicklungen brachten jedoch mitunter auch Nachteile. So schrieben 1988 die mit der Instandsetzung der Metallsarkophage in der Wiener Kapuzinergruft betrauten Restauratoren: „Es dürften die großen Schäden an den Bodenplatten der Sarkophage und damit auch an den Innensärgen nicht nur durch das Austreten der Leichenflüssigkeit allein entstanden sein, sondern die Leichenflüssigkeit könnte im Zusammenwirken mit den bei der Einbalsamierung verwendeten Chemikalien die Übel verursacht haben.“
Nach der Erschießung Kaiser Maximilians I. von Mexiko (1867) wurde sein Leichnam in das Kapuzinerinnenkloster von Querétaro gebracht, wo ein Militärarzt und ein Gynäkologe die Konservierung der Leiche vornahmen. Sie schlug dermaßen fehl, dass nur Monate darauf eine weitere nötig wurde. Entgegen dem Verlangen des Hingerichteten, dass sein Leichnam unverzüglich nach Europa gebracht werde, konnte Vizeadmiral Wilhelm von Tegetthoff erst nach langen Verhandlungen die vom Transport stark beschädigte Leiche in Empfang nehmen und schließlich auf der Novara nach Triest bringen. Von dort wurde der Sarg im Galatrauerwagen des Hofes nach Wien überführt, wo er – sieben Monate nach Maximilians Hinrichtung – in der Kammerkapelle im Leopoldinischen Trakt der Hofburg aufgebahrt wurde. Die Beisetzung in der Kapuzinergruft erfolgte am 18. Januar 1868.

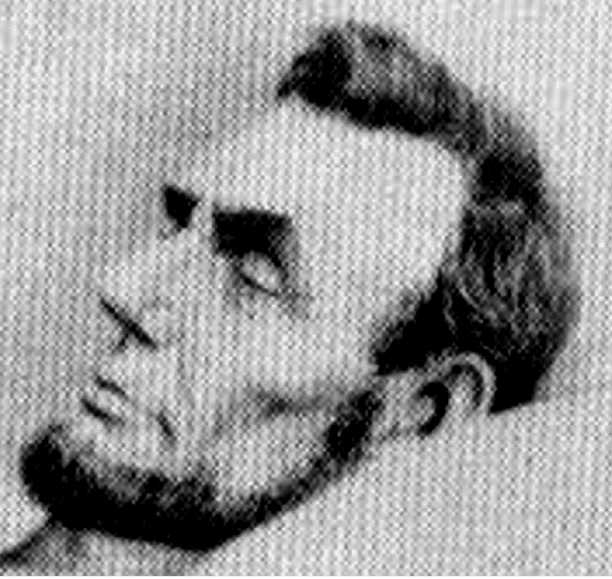
Detail des konservierten Leichnams von Abraham Lincoln († 1865) während seiner Aufbahrung

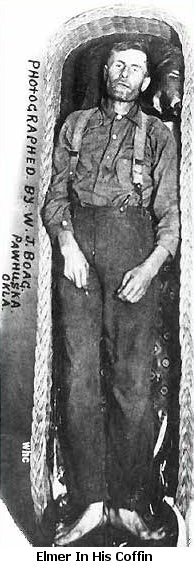
Der durch Einspritzung einer arsenhältigen Lösung konservierte Leichnam von Elmer McCurdy († 1911), Foto aufgenommen vor 1916

In den Vereinigten Staaten waren es im 19. Jahrhundert vor allem Militär- und Landärzte, die sich mit Leichenkonservierung beschäftigten. So forschte der Pathologe Thomas Holmes (1817–1899) ebenfalls an der Weiterentwicklung konservierender Flüssigkeiten. Holmes, der sich auf Erkenntnisse Gannals sowie auf Untersuchungen altägyptischer Mumien stützte, versuchte, die zu seiner Zeit zur Leichenkonservierung üblichen Chemikalien wie Arsenik, Quecksilber und Zink durch alternative Stoffe zu ersetzen. Er brachte später ein Konservierungsmittel und einen Apparat auf den Markt, mit dem die Konservierungsflüssigkeit über die Arterien in den Leichnam eingebracht werden konnte. Diese Ausrüstung erlaubte es entsprechend geschultem Personal auch, Konservierungsstoffe in unterschiedlicher Zusammensetzung und Konzentration einzusetzen. Während des Sezessionskrieges diente Holmes als Militärarzt auf Seiten der Union. Er erhielt den Auftrag, gefallene Soldaten für die Überführung zu ihren Familien zu konservieren, wofür er $100 pro Leichnam erhielt. Präsident Abraham Lincoln erteilte schließlich den Auftrag, so viele Gefallene wie möglich an ihre Heimatorte zurückzubringen, und sorgte für die Finanzierung. Laut Holmes’ eigenen Angaben hatte er während des Krieges die Leichen von 4028 gefallenen Soldaten und Offizieren zu konservieren, was ihn zu einem reichen Mann machte. Die häufige Anwendung seines Verfahrens sorgte zudem dafür, dass die übergangsweise Leichenkonservierung zum Zweck der Überführung weitum bekannt und in den USA zu einem allgemein akzeptierten Teil der Bestattungsvorbereitungen wurde. Nach Lincolns Tod 1865 wurde sein Leichnam für die mehrere Wochen dauernden Überführungs- und Beisetzungsfeierlichkeiten ebenfalls konservierend behandelt.
War die Wirksamkeit und Verlässlichkeit von Injektionsverfahren durch diese Erfahrungen auch bereits deutlich belegt, so ermöglichte die Entdeckung des Formaldehyds durch den russischen Chemiker Alexander Butlerow im Jahr 1855 sowie die Schaffung einer technischen Möglichkeit zu seiner Herstellung mittels Dehydrierung von Methanol durch den deutschen Chemiker August Wilhelm von Hofmann im Jahr 1867 nochmals eine Effizienzsteigerung. Trotz aller Nachteile, welche die Behandlung mit Formaldehyd auf wässriger Basis (Formalin) mit sich brachte, wurde sie zur Standardmethode entwickelt. Im Bestattungswesen setzten sich die Konservierungsmethoden auf der Basis von Formaldehyd schließlich allgemein durch.

#### Einsatz von Formaldehyd

Aufbahrung des konservierten Leichnams von Herzogin Ludovika in Bayern (1892)

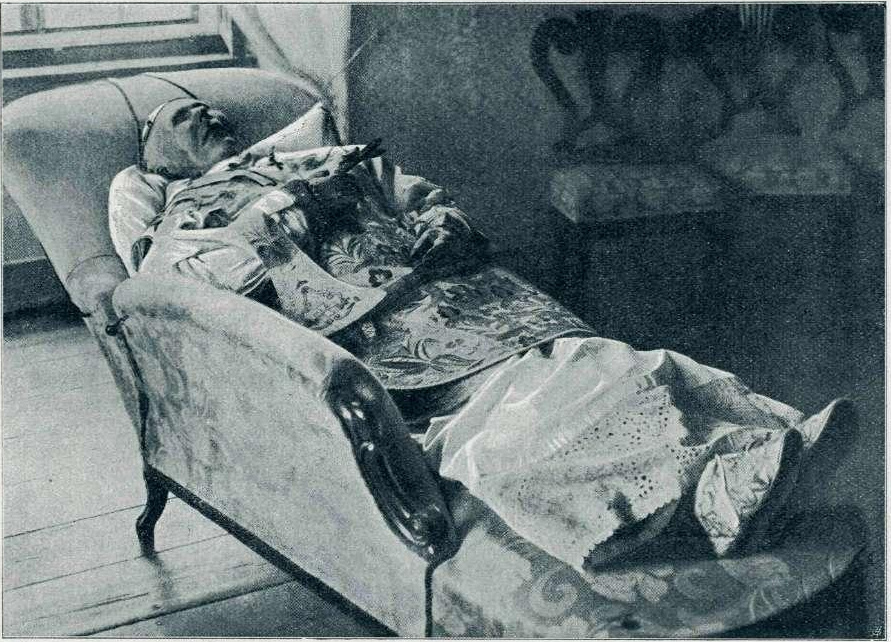
Konservierung des aufgebahrten Leichnams von Bischof Josip Juraj Strossmayer (1905)

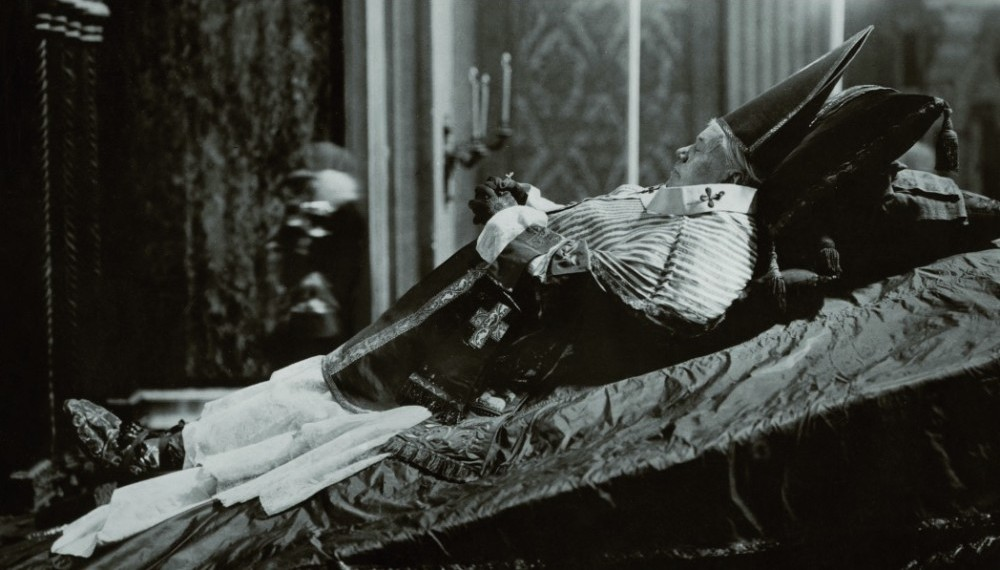
Aufbahrung des konservierten Leichnams von Papst Pius X. (1914)

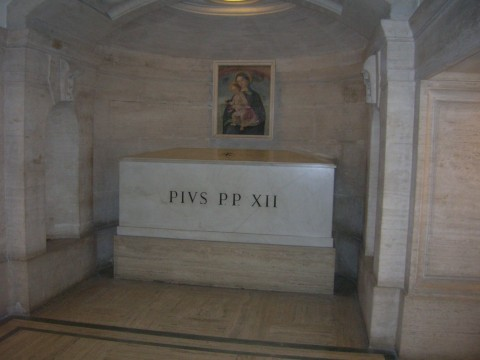
Grab Papst Pius’ XII. († 1958) in den Vatikanischen Grotten

Ab Mitte des 19. Jahrhunderts revolutionierte die Entdeckung des Formaldehyds (1855) die künstliche Leichenkonservierung, sodass die Entfernung von Herz und Eingeweiden unnötig wurde und sich bei entsprechender Dosierung der Chemikalien auch eine langfristige Erhaltung des Leichnams erreichen ließ. Aufgrund der neuen Methoden verbaten sich am österreichischen Hof die Erzherzoginnen Maria Annunziata († 1871) und Sophie Friederike († 1872) sowie Kaiserin Karoline Auguste († 1873) als erste die Exenteration ihrer Leichen. Letztmals wurde die Entfernung von Herz und Eingeweiden 1878 beim Tod von Kaiser Franz Josephs Vater Erzherzog Franz Karl praktiziert, danach ging man auch bei den Habsburgern in Wien zur ausschließlichen Anwendung von Formaldehyd über. 1903 wurde so der Körper von Erzherzogin Elisabeth Franziska durch Anton Weichselbaum konserviert. Der Vatikan folgte der Entwicklung wenig später. Seit Sixtus V. († 1590) waren die inneren Organe verstorbener Päpste entnommen und in Rom beim Trevi-Brunnen in der Kirche „St. Vinzenz und Anastasius“ aufbewahrt worden, die Körper meist in den Vatikanischen Grotten unter dem Petersdom. Leo XIII. († 1903) wurde noch auf diese Weise bestattet, sein Nachfolger Pius X. schaffte die Organentnahme ab. Bei toten Päpsten wurde das Blut seither ebenfalls durch eine konservierende Flüssigkeit mit Formaldehyd ersetzt.
In der Leichenkonservierung kommt Formaldehyd meist als Formalin (bzw. Formol) in wässriger, gepufferter Lösung mit Methanol zum Einsatz. Das Verhältnis zwischen Formaldehyd und Methanol kann dabei je nach Bedarf und Zielsetzung variiert werden, in der Anfangszeit dieser Technik lag der Formaldehyd-Anteil meist um die 35 Prozent. Da Formaldehyd wie alle Aldehyde ein starkes Reduktionsmittel ist, eignet es sich gut zur Keimabtötung. Es stoppt die Autolyse und Fäulnis von Gewebe und macht es dauerhaft haltbar. Formalin fand trotz mancher Nachteile rasch allgemeine Verwendung in der Leichenkonservierung, da es gut ins Gewebe eindringt und langsamer verdunstet als reiner Alkohol. Bei der Konservierung eines Leichnams wurde im 19. Jahrhundert meist eine Formalinlösung mit einem Formaldehyd-Anteil von 40 % durch die Halsarterie in den Kopf injiziert, damit die Gesichtsweichteile ohne Entstellung rasch erhärteten. Zur Behandlung des übrigen Körpers wurde eine Formalinlösung mit einem Formaldehyd-Anteil von 10 % in der Menge von rund acht Litern durch beide Oberschenkelarterien injiziert. In einem geschlossenen Metallsarg, der die Verdunstung des Formaldehyds und die Eintrocknung verhindert, halten sich derartig behandelte Leichname nahezu unbegrenzt. Die Beigabe von Quecksilber(II)-chlorid, Zinkchlorid oder Phenol (Karbolsäure, kurz Karbol) zum Formalin kann zudem Insektenbefall und das Wachstum von Fäulnisbakterien und Schimmelpilzen verhindern. Phenol war wegen seiner bakteriziden Wirkung zuerst von Lister in der Medizin verwendet worden (1865) und kam besonders im Rahmen von Autopsien häufig zum Einsatz, doch eignete es sich aufgrund seiner ätzenden Eigenschaften mehr als Desinfektionsmittel denn als Grundchemikalie zur Leichenkonservierung.

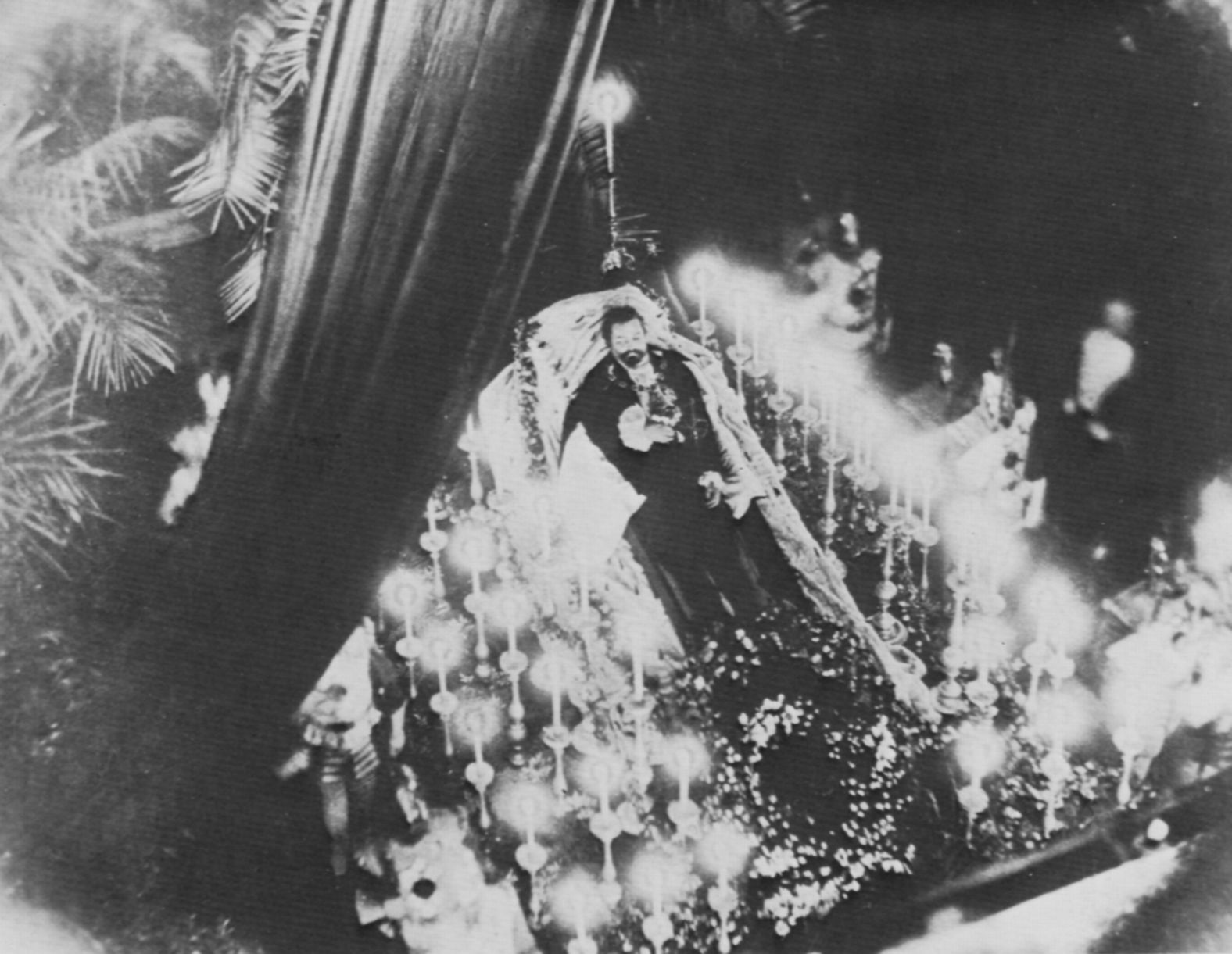
Aufbahrung des konservierten Leichnams von König Ludwig II. zwischen 16. und 18. Juni 1886

Nach dem Tod König Ludwigs II. von Bayern (1886) wurde sein Leichnam zunächst nach München überführt, wo der Wagen mit dem Sarg am 15. Juni 1886 um 2 Uhr früh in der Residenz eintraf. Die pathologische Untersuchung durch dreizehn Ärzte fand am selben Tag von 8 Uhr bis 13 Uhr in der Residenz statt. Nach der Obduktion wurde sofort die Konservierung der Leiche vorgenommen, die um 20 Uhr beendet war. Danach wurde die Leiche des Königs in den Ornat des Hubertusordens gekleidet und in einem geöffneten Mahagoni-Sarg drei Tage in der Hofkapelle aufgebahrt. Am 19. Juni 1886 wurde Ludwig II. in der Münchner Michaelskirche beigesetzt, sein Herz am 16. August 1886 in der Gnadenkapelle Altötting bestattet. Im Rahmen der Autopsie wurde auch eine Schädelöffnung vorgenommen. Um dem Leichnam für die Aufbahrung ein würdevolles Aussehen zu geben, soll man das Gesicht mit Wachs überzogen haben, ebenso wie die Hände und die übrigen sichtbaren Körperteile. Laut Werner Schubert setzte sich die höchstwahrscheinlich auch im Fall König Ludwigs II. verwendete Konservierungsflüssigkeit folgendermaßen zusammen: 4 Liter Aqua dest, 4 Liter Alkohol 96 %, 500 ml Formaldehyd 40 %, 200 ml Chloralhydrat, 100 ml Sublimat. Die Angaben gelten für eine Leiche mit einem Körpergewicht von 70 kg. Von dieser Flüssigkeit werden fünf Liter direkt in die Arteria femoralis injiziert, der Rest intramuskulär in die großen Muskelpartien der Beine, Arme, des Rückens und des Gesäßes gespritzt. Das Gesicht, die Finger und Zehen müssen mittels einer feinen Kanüle subkutan injiziert werden. In das Gehirn wird die Konservierungsflüssigkeit mit einer langen starken Kanüle durch die Nase injiziert, wobei das Siebbein durchstoßen wird. Ein nach diesem Rezept konservierter Leichnam sei sehr lange haltbar; man könnte an ihm auch nach vielen Jahren noch alle äußeren Details sehen.

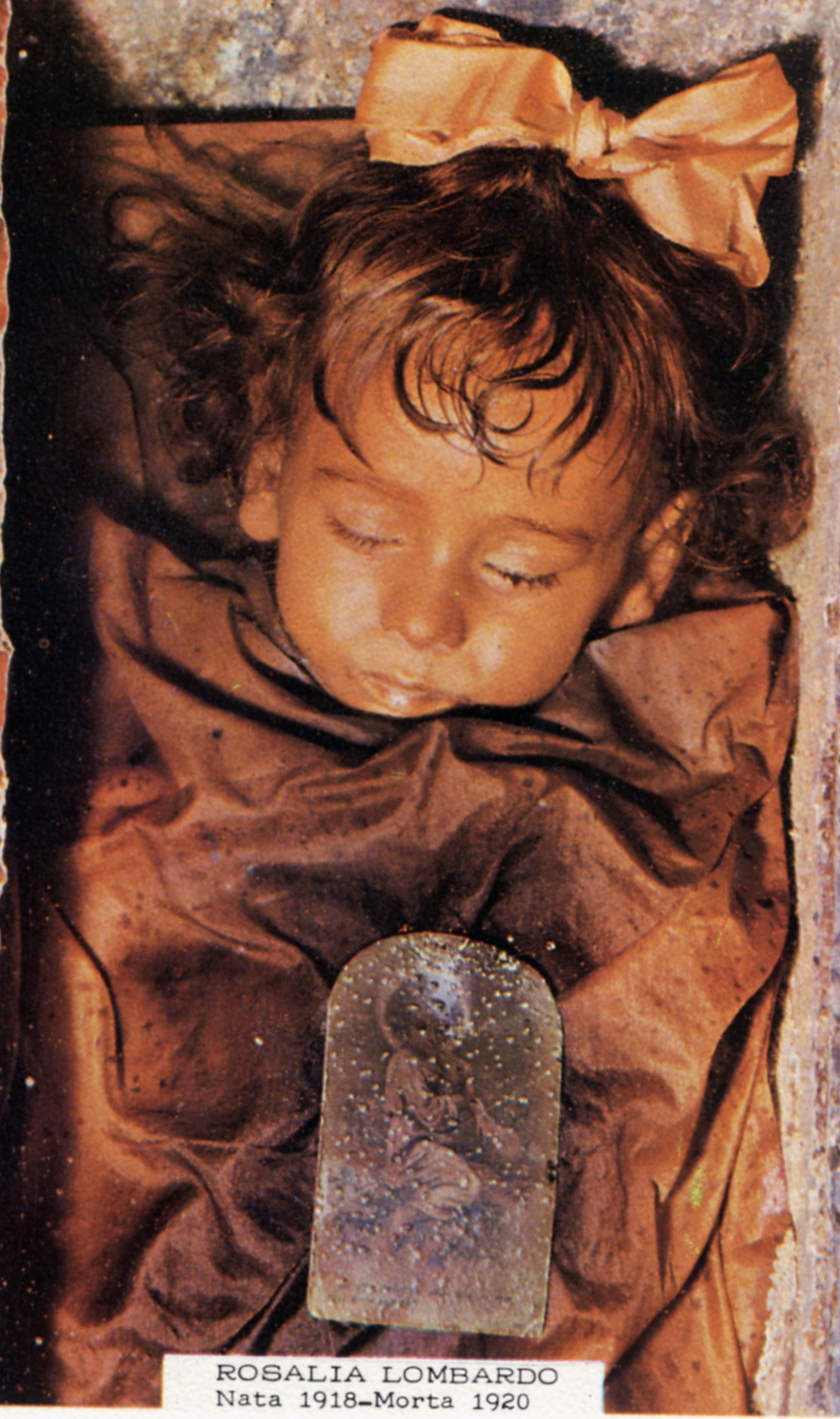
Der durch Alfredo Salafia konservierte Leichnam von Rosalia Lombardo († 1920)

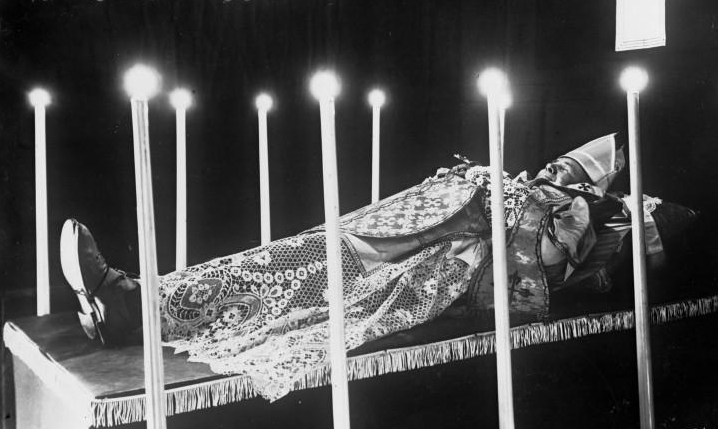
Aufbahrung des konservierten Leichnams von Hector-Irénée Kardinal Sévin, Erzbischof von Lyon (1916)

Mit Formalin arbeiteten auch der russische Chirurg Nikolai Pirogow und der italienische Chemiker Alfredo Salafia. Das von Pirogow vorgeschlagene Verfahren wurde 1881 für seine eigene Leiche verwendet, die bis heute gut erhalten und im Pirogow-Landgut in Winnyzja zu sehen ist. Es heißt, dass seine erfolgreiche Konservierungstechnik im Wesentlichen jenes Verfahren vorwegnahm, das nach 1924 bei der Leiche Lenins angewandt wurde. Salafia wiederum war schon zu Lebzeiten ein gefragter Spezialist, der unter anderem 1902 den Körper des italienischen Premierministers Francesco Crispi, 1904 den des Erzbischofs von Palermo Michelangelo Kardinal Celesia und 1920 den der jungen Rosalia Lombardo konservierte. Diese Leichen sind so gut erhalten, dass Zeitzeugen bei Exhumierungen berichteten, dass die Personen so aussahen, als seien sie gerade nur eingenickt gewesen. Der Körper Crispis († 1901) war zunächst von Leichenpräparatoren aus Neapel behandelt worden, doch erwiesen sich ihre Methoden als unzureichend. Ein Jahr später erhielt Salafia den Auftrag, den Körper zu retten, was ihm in mehrmonatiger Arbeit auch gelang. Durch Paraffininjektionen konnte er auch die Gesichtszüge Crispis wiederherstellen. Der von Salafia konservierte Körper Celesias († 1904) galt ebenfalls als Sensation. Er war fünf Jahre lang in der Kapuzinergruft von Palermo zu sehen, ehe er in die dortige Kathedrale überführt wurde. Von Salafias Konservierungstechnik war jedoch nur sicher bekannt, dass er das Blut der Leichen gegen eine andere Flüssigkeit austauschte. Jahrzehntelang wurde vermutet, dass er beim Leichnam der Rosalia Lombardo († 1920) ein Nitrat-Nitrit-Gemisch in die Venen injiziert und Hohlräume im Kopf mit Wachs ausgestopft hatte, um die rundlichen Formen ihres Gesichts zu bewahren. Die genaue Methode wurde erst im März 2009 entdeckt. In einem bei Anna Phillipone, einer Großnichte von Salafias zweiter Ehefrau, aufgefundenen Nachlasspapier mit dem Titel „Nuovo metodo speciale per la conservazione del cadavere umano interno allo stato permanentemente fresco“ hatte Salafia geschrieben, dass ein Teil Glycerin, ein Teil Formalin, angereichert mit Zinksulfat und Chloriden, dazu ein dritter Teil Alkohollösung mit Salicylsäure die richtige Mischung sei und er diese in Rosalias Adern injiziert hatte. Um die Körperflüssigkeit auszutauschen, stach er die Kanüle in eine Oberschenkelarterie und platzierte den Behälter mit Konservierungsflüssigkeit über dem Leichnam. Das durch die Schwerkraft verdrängte Blut floss über einen Venenschnitt ab. Der Alkohol in der Konservierungsflüssigkeit entwässerte den Leichnam, Formalin tötete Bakterien ab, Glycerin verhinderte ein zu starkes Austrocknen, Salicylsäure tötete Pilze ab, und die Zinksalze halfen, das Gewebe zu fixieren. Salafia vermarktete später ein Konservierungsmittel mit dem Namen „Salafia Perfection Fluid“, doch war es seine Kunst im Abstimmen von Inhaltsstoffen und Injektionen, die seinen Ruf als Leichenpräparator begründeten.

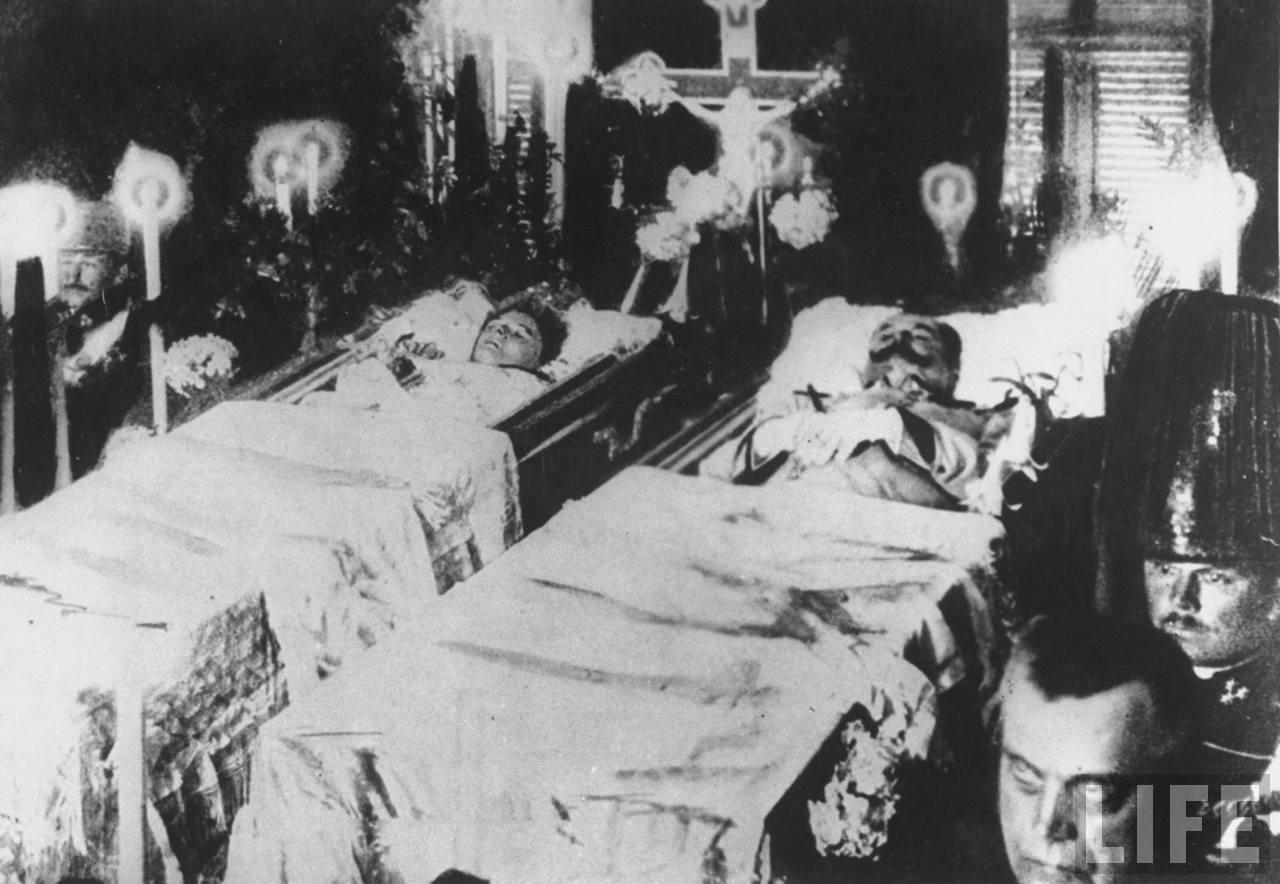
Aufbahrung der konservierten Leichname von Erzherzog Franz Ferdinand und Herzogin Sophie im Konak von Sarajevo (1914)

Weil nach dem Attentat von Sarajevo am 28. Juni 1914 keine Zeit war, einen Professor aus Wien zu holen, wurde der junge Gerichtsmediziner Dr. Paul Kaunic ins Militärspital von Sarajevo gerufen und gefragt, ob er die Leichen von Erzherzog Franz Ferdinand und seiner Frau Sophie konservieren könnte: „Er mußte alles vorbereiten, und um 10 Uhr abends wurde er mit seinem jüngeren Kollegen Dr. Pollak und dem Prosekturdiener Hecht in den Konak gebracht, wo anschließend die ganze Nacht hindurch gearbeitet wurde. Zuerst wurde die Todesursache festgestellt, dann mußte das Blut aus den Adern entfernt werden. Mit Kochsalz wurden die Adern ausgewaschen und dann wurde eine Lösung aus Glycerin und Formalin eingeführt, um 7 Uhr morgens war alles fertig.“ Die Leichen wurden dann im Konak in offenen Metallsärgen aufgebahrt. Am frühen Abend des 29. Juni wurden die Särge geschlossen, nach Österreich überführt und am 4. Juli schließlich in der Gruft auf Schloss Artstetten beigesetzt.

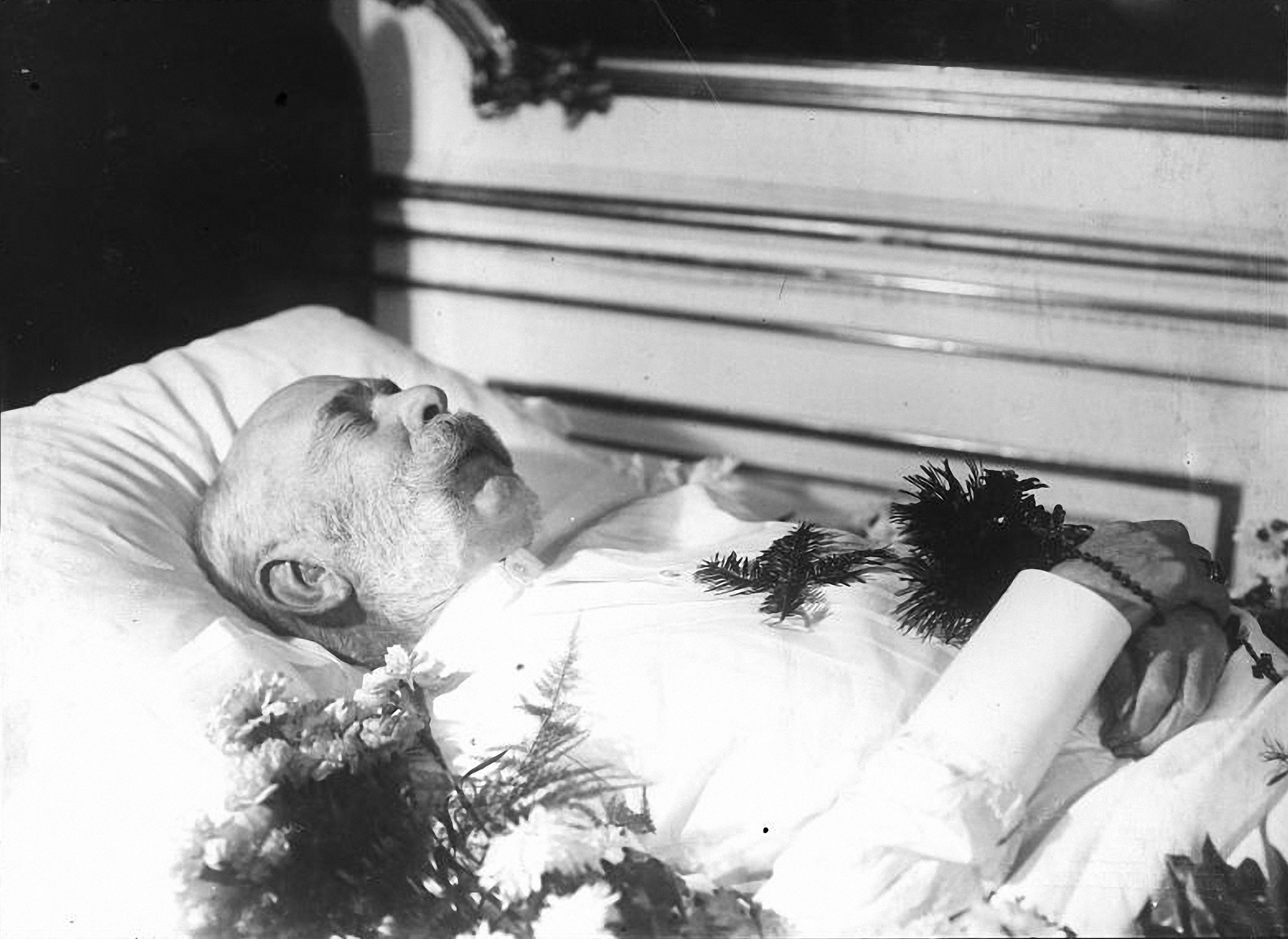
Kaiser Franz Joseph I. auf dem Totenbett (1916)

Aufbahrung des konservierten Leichnams von Kaiser Franz Joseph I. in seinem Sterbezimmer in Schloss Schönbrunn

Aufbahrung Kaiser Franz Josephs I. im geschlossenen Sarg in der Hofburgkapelle

Im ärztlichen Protokoll über die Konservierung des Leichnams von Kaiser Franz Joseph I., gestorben am 21. November 1916 kurz nach 21 Uhr, heißt es: „Protokoll aufgenommen am 23. November 1916 über die Conservierung der Leiche seiner Majestät des Kaisers Franz Josef I. vom Gefertigten in Gegenwart der zwei mitunterschrieben behandelnden Ärzte. Die beiden großen Halsschlagadern werden freigelegt, in dieselben werden Kanülen eingebunden und sodann mit Formalin in concentriertem Zustand in den Kopf einerseits, in den Rumpf anderseits eingespritzt in der Menge von 5 Liter. Schließlich werden die gesetzten Halswunden vernäht.“ Unterschrieben ist das Protokoll vom Gerichtsmediziner und Pathologen Alexander Kolisko, vom Leibarzt des Kaisers Hofrat Joseph Ritter von Kerzl und dem damaligen Vorstand der II. Medizinischen Universitätsklinik Norbert Ortner. Edmund Glaise-Horstenau schreibt darüber in seinen Memoiren: „Als ich am 22. [November 1916] vormittags zu Schönbrunn in das Flügeladjutantenzimmer trat, fragte mich Brougier: ‚Willst Du den Kaiser noch einmal sehen?‘ […] Er führte mich in das Sterbezimmer. […] Die Leiche des Kaisers lag, von einem Leintuch bedeckt, auf einem Tische. Sie war für die Einbalsamierung und die Abnahme der Totenmaske bereitgelegt. […] Bei der Abnahme der Totenmaske blieb die eine Hälfte des berühmten Kaiserbartes in der Gipsmaske stecken. Zur Einbalsamierung hatte man sich eines neuen Mittels bedient, einer Injektion, die das Ausnehmen der Leiche ersparen sollte. Die Dosis war vielleicht zu stark, der Bauch des Leichnams schwoll gewaltig auf. Von einer offenen Aufbahrung konnte natürlich nicht mehr die Rede sein, der Sarg wurde ehestens geschlossen und nach dem Zeremoniell bei Dunkelheit im Hof-Leichenfourgon in die Burgkapelle gebracht.“ 1955 schrieb Egon Caesar Conte Corti über die Konservierung der Leiche Franz Josephs in seiner Biographie des Kaisers: „Dann wird der Leichnam nach einem neuen Verfahren mit Paraffin einbalsamiert, in einen kupfernen Sarg gelegt und in die Kapelle der Wiener Hofburg überführt. Drei Tage bleibt er dort auf dem Schaubett öffentlich ausgestellt, von den herrlichsten Blumen und Kränzen mit prunkvollen Schleifen umgeben. Während dieser Zeit veränderte sich das Antlitz des Toten und die seinen Untertanen so vertrauten Züge werden kaum noch erkennbar. Die Ärzte haben bei dieser noch nicht sehr oft geübten neuen Balsamierungsart einen Kunstfehler begangen.“ Laut Hans Bankl irrte sich Corti in seiner Beschreibung des Verfahrens: Wie man sich aus dem Protokoll überzeugen kann, wurde der Leichnam nicht mit Paraffin, sondern mit Formalin konserviert. Kaiser Franz Joseph wurde neun Tage nach seinem Tod in der Kapuzinergruft in Wien beigesetzt. Dass sich die Gesichtszüge während der Aufbahrung etwas veränderten, hielt Bankl durchaus noch für normal. Auch war die Leichenkonservierung mittels Formalin-Injektion kein neues Verfahren mehr, sondern zum damaligen Zeitpunkt schon seit über dreißig Jahren als gängige Methode in der Praxis etabliert. Andere Details in den Angaben Cortis decken sich ebenfalls nicht mit den Tatsachen. Wie die nebenstehenden Abbildungen zeigen, wurde Kaiser Franz Joseph in seinem Schlafzimmer in Schloss Schönbrunn aufgebahrt. Er war dabei anfangs im Schlafanzug in seinem Sterbebett liegend zu sehen, später in der Galauniform eines k.u.k Feldmarschalls im offenen Sarg. Den Fotos nach zu schließen, dürfte dies derselbe Sarg sein, der – nunmehr geschlossen – auch bei der Aufbahrung in der Kapelle der Hofburg (damals Pfarrkirche der exemten k.u.k. Hof- und Burgpfarre) zu sehen ist. Ein Paradebett, wie es im Barock üblich war und z. B. auch bei der Aufbahrung des bayerischen Königs Ludwig II. († 1886) und des deutschen Kaisers Wilhelm I. († 1888) zum Einsatz kam, scheint dagegen bei Kaiser Franz Joseph nicht verwendet worden zu sein. Widersprüchliche Angaben gibt es in der Presse dazu, ob im Falle Kaiser Franz Josephs eine Herzbestattung vorgenommen wurde: einerseits wird berichtet, dass das Herz entnommen und in der Herzogsgruft des Wiener Stephansdoms (wenn auch nicht mehr in der Herzgruft der Habsburger) bestattet wurde; andererseits heißt es, dass sich Kaiser Franz Joseph vor seinem Tod strikt gegen eine separate Bestattung von Eingeweiden und Körper ausgesprochen hatte (er soll eine Beisetzung in der Kapuzinergruft „ohne Übertragung einzelner Bestandteile in andere Grüfte“ testamentarisch verfügt haben) und daher mitsamt Organen begraben wurde. In den meisten Fällen, in denen die Konservierung mittels Formaldehyd vorgenommen wurde, wurde zu dieser Zeit jedoch auch im Haus Habsburg auf eine Entnahme von Organen verzichtet.
Mit Paraffin und Formalin arbeitete der österreichische Anatom Ferdinand Hochstetter (1861–1954). Bei der von ihm entwickelten Methode der „Paraffindurchtränkung“ wird das Präparat oder der Leichnam zunächst durch Injizieren von Formalin mit Chlor-Zink-Zusatz durch die Arterien fixiert, und danach durch Behandlung mit Alkohol unter Zugabe eines wasserentziehenden Stoffes (geglühtes Kupfersulfat) völlig entwässert. Dieser Teil des Verfahrens wird mit Alkohol in steigender Konzentration durchgeführt und kann mehrere Monate dauern. Anschließend wird der Alkohol im Leichnam durch eine alkohollösliche Flüssigkeit, die zugleich auch paraffinlöslich und wasserfrei sein muss, verdrängt und durch Vorharze wie Terpentin, Xylol, Benzol oder Chloroform ersetzt. Anstelle einer flüssig bleibenden Infusion wird dann in der Hitze verflüssigtes Paraffin eingeführt und das Gewebe des Leichnams so durchtränkt, dass nach Abkühlung und Erstarrung des Paraffins ein unbegrenzt haltbarer Körper entsteht. Diese Methode gestattet es sogar, das Gewebe nach beliebiger Zeit noch histologisch zu untersuchen. Zudem ist ein derartig behandelter Leichnam gegen Verwitterungseinflüsse geschützt. Hochstetters Methode wurde u. a. dazu verwendet, den 1998 vollständig erhalten aufgefundenen Leichnam des Ordensgründers Anton Maria Schwartz († 1929) auch für die Zukunft dauerhaft zu konservieren, so dass er nach seiner Seligsprechung in einem Glassarg beigesetzt werden konnte.

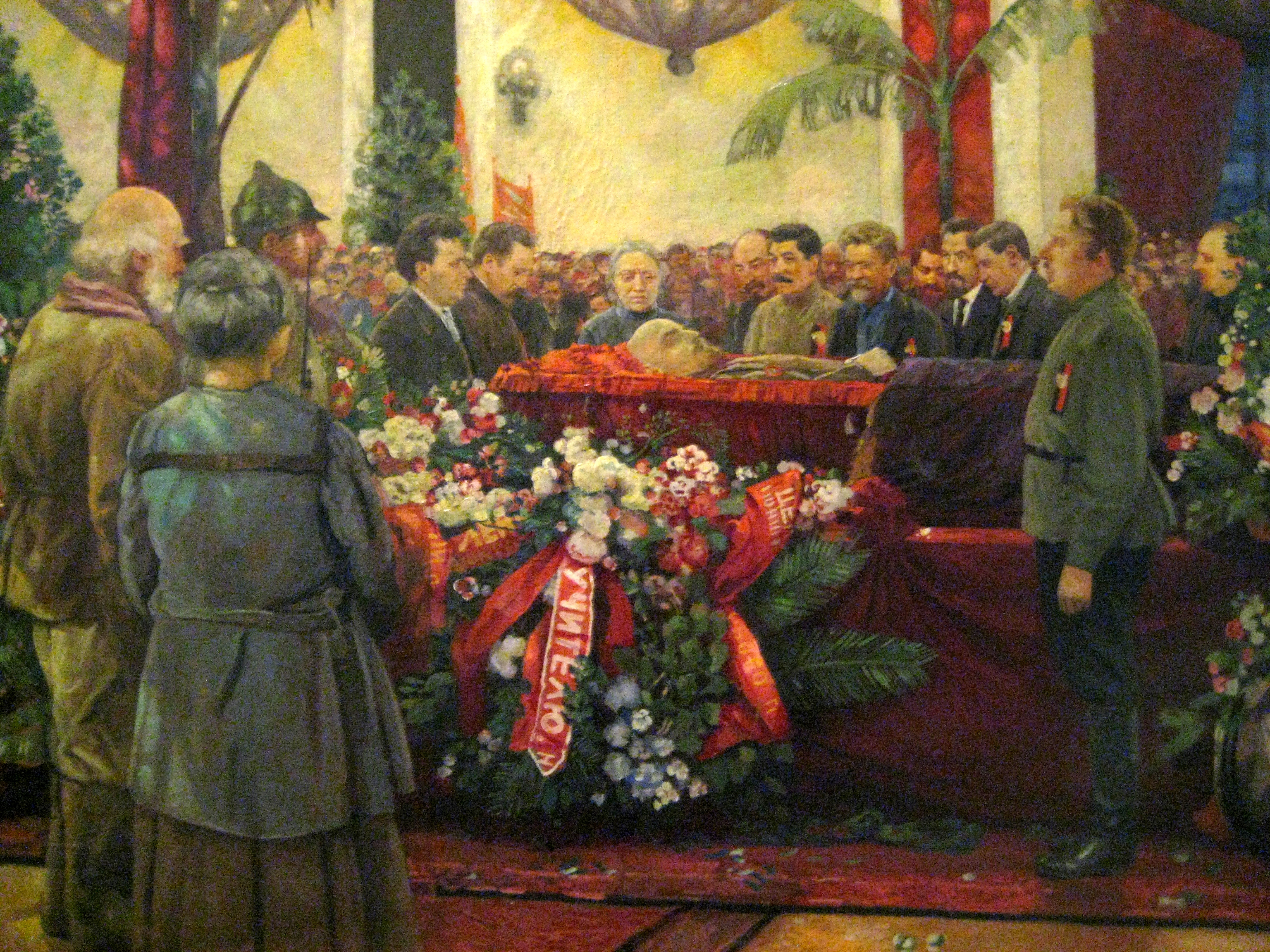
Isaak Brodski, Begräbnis Lenins (1925, Detail)

Der Leichnam des 1924 verstorbenen russischen Politikers Lenin wurde ebenfalls mit Hilfe von Formalin und Paraffin konserviert. Nach seinem Tod wurde der Körper obduziert und das Gehirn sowie die inneren Organe entfernt. Anschließend wurden die Weichteile gleichmäßig mit konservierenden Stoffen durchtränkt, indem man ein durchdachtes System von untereinander verbundenen Schnitten in der Leiche erstellte. Die Oberfläche von Lenins Körper wurde mit einer speziellen Lösung geheimgehaltener Zusammensetzung behandelt, wodurch die Haut wieder eine mehr oder weniger natürliche Farbe bekam und wieder elastisch wurde. Dabei sei Formaldehyd eingesetzt worden, um den Gewebezerfall zu stoppen und dem Körper seine rosige Farbe zurückzugeben, und Glycerin, um die Elastizität des Körpers wiederherzustellen. Der auf diese Weise konservierte Leichnam wurde danach im Lenin-Mausoleum unter Glas sichtbar aufgebahrt und für Besucher zugänglich gemacht. Als der Sarg Lenins 1942 aufgrund des Zweiten Weltkrieges ausgelagert wurde, zeigte sich, dass die 1924 verwendeten Konservierungsmethoden nicht dauerhaft waren. In der Folge wurde die Anwendung der offensichtlich nur übergangsweise wirksamen Chemikalien in regelmäßigen Abständen wiederholt, um eine langfristige Erhaltung der Leiche Lenins zu gewährleisten. Dazu gehören regelmäßige Bäder in einer Formaldehydlösung, die alle 18 Monate wiederholt werden. Die Verantwortung für die Erhaltung von Lenins Leiche wurde kurz nach seinem Tod dem eigens dafür gegründeten „Allrussischen Forschungsinstitut für Heil- und Aromapflanzen“ übertragen. Heute wird Lenins Körper im Mausoleum zweimal pro Woche von einer Gruppe aus zwölf Wissenschaftlern des Instituts kontrolliert. Ende 2003 wurde der Körper abermals in eine Wanne mit einer speziellen Lösung 'aus Glyzerin und Kaliumacetat' gelegt, zudem wurden dabei kosmetische Retuschierungen vorgenommen. Bekleidet war Lenin zunächst mit einer Uniform. Vor dem Zweiten Weltkrieg wurde diese durch Zivilkleidung ersetzt. Jetzt wird Lenin alle drei Jahre mit einem neuen Anzug und Krawatte eingekleidet. Im Laufe der Jahre wurden zerfallene Körperteile immer wieder durch Nachbildungen aus Wachs ersetzt, so dass der Leichnam Lenins heute angeblich zu 60 % aus Wachs bestehen soll.

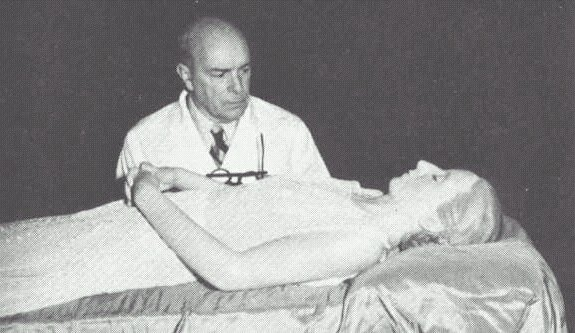
Der konservierte Leichnam Evita Peróns († 1952) mit dem Pathologen Pedro Ara

Nach dem Vorbild Lenins wurden später auch die Leichen anderer kommunistischer Politiker konserviert und in Mausoleen ausgestellt, wie Georgi Dimitrow († 1949) in Bulgarien, Chorloogiin Tschoibalsan († 1952) in der Mongolei, Stalin († 1953) in der Sowjetunion, Klement Gottwald († 1953) in der Tschechoslowakei, Hồ Chí Minh († 1969) in Vietnam, Mao Zedong († 1976) in der Volksrepublik China, Kim Il-sung († 1994) und Kim Jong-il († 2011) in Nordkorea. Stalins Leichnam wurde im Zuge der Entstalinisierung am Abend des 31. Oktober 1961 aus dem Lenin-Mausoleum entfernt und in der Nekropole an der Kremlmauer in einem Erdgrab beigesetzt, die Leiche Gottwalds 1962 sogar eingeäschert. Dimitrow wurde 1990 auf dem zentralen Friedhof von Sofia beigesetzt, sein Mausoleum 1999 gesprengt. Auch der Leichnam von Evita Perón († 1952) in Argentinien wurde durch regelmäßige Bäder und Nachbehandlungen jahrzehntelang in Form gehalten. Ihr Körper wurde zunächst in Acetat und Nitrat getaucht, anschließend langsam mit Wachs ausgespritzt. Dieser Prozess führte nicht nur zur Erhaltung der inneren Organe, sondern auch dazu, dass ihre Haut durchsichtig wurde. Evita Peróns Leichnam war von 1953 bis 1955 öffentlich in Buenos Aires ausgestellt, 1956 wurde er heimlich nach Mailand ausgeflogen, im September 1971 brachte man ihn nach Madrid. 1974 wurde er nach Argentinien zurückgebracht und im Oktober 1976 auf dem Friedhof Recoleta beigesetzt. Für Evitas Konservierung verantwortlich war der spanische Pathologe Pedro Ara (1891–1973).

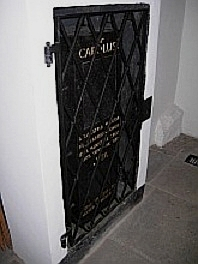
Loretokapelle im Kloster Muri: Stele mit Herzurnen von Kaiser Karl I. († 1922) und Zita († 1989) von Österreich

Als 1972 der Sarkophag des letzten österreichisch-ungarischen Monarchen Karl I. († 1922) geöffnet wurde, um einen Einblick in den Zustand der sterblichen Überreste zu bekommen, erwies sich der Leichnam als bemerkenswert gut erhalten. Obwohl die Leiche des im Exil auf Madeira verstorbenen früheren Kaisers vor der Bestattung am 4. April 1922 nur hastig einbalsamiert worden war (der Tod war am 1. April 1922 mittags eingetreten, die Einbalsamierung erfolgte am Abend desselben Tages, anschließend die Exposition des Toten in einer Felduniform mit dem Goldenen Vlies) und durch ein zerbrochenes Sargfenster feuchte Luft eintreten konnte, war der Körper in einem guten Zustand. Nach Abschluss der Untersuchungen wurde Karl I. in eine neue Uniform gekleidet und in einen neuen Sarg umgebettet. Das Herz hatte Kaiserin Zita vor der Beisetzung auf Madeira für eine getrennte Bestattung entnehmen lassen und fast fünfzig Jahre lang an ihre wechselnden Wohnorte mitgenommen. Seit 1971 wird es in einer Stele hinter dem Altar der Loretokapelle im Kloster Muri (Schweiz) aufbewahrt.

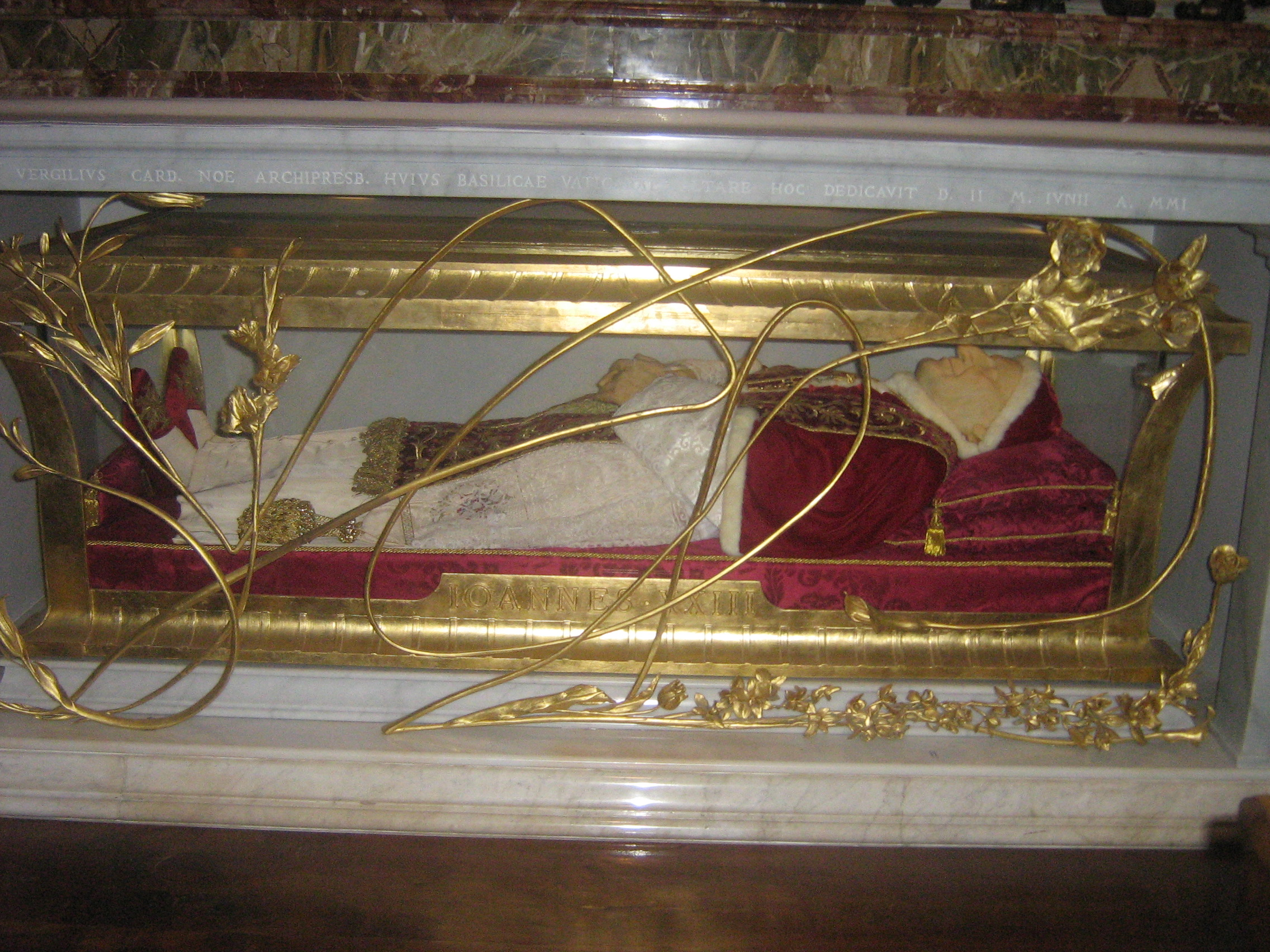
Leichnam von Papst Johannes XXIII. († 1963) mit dünnen Wachsmasken über Gesicht und Händen

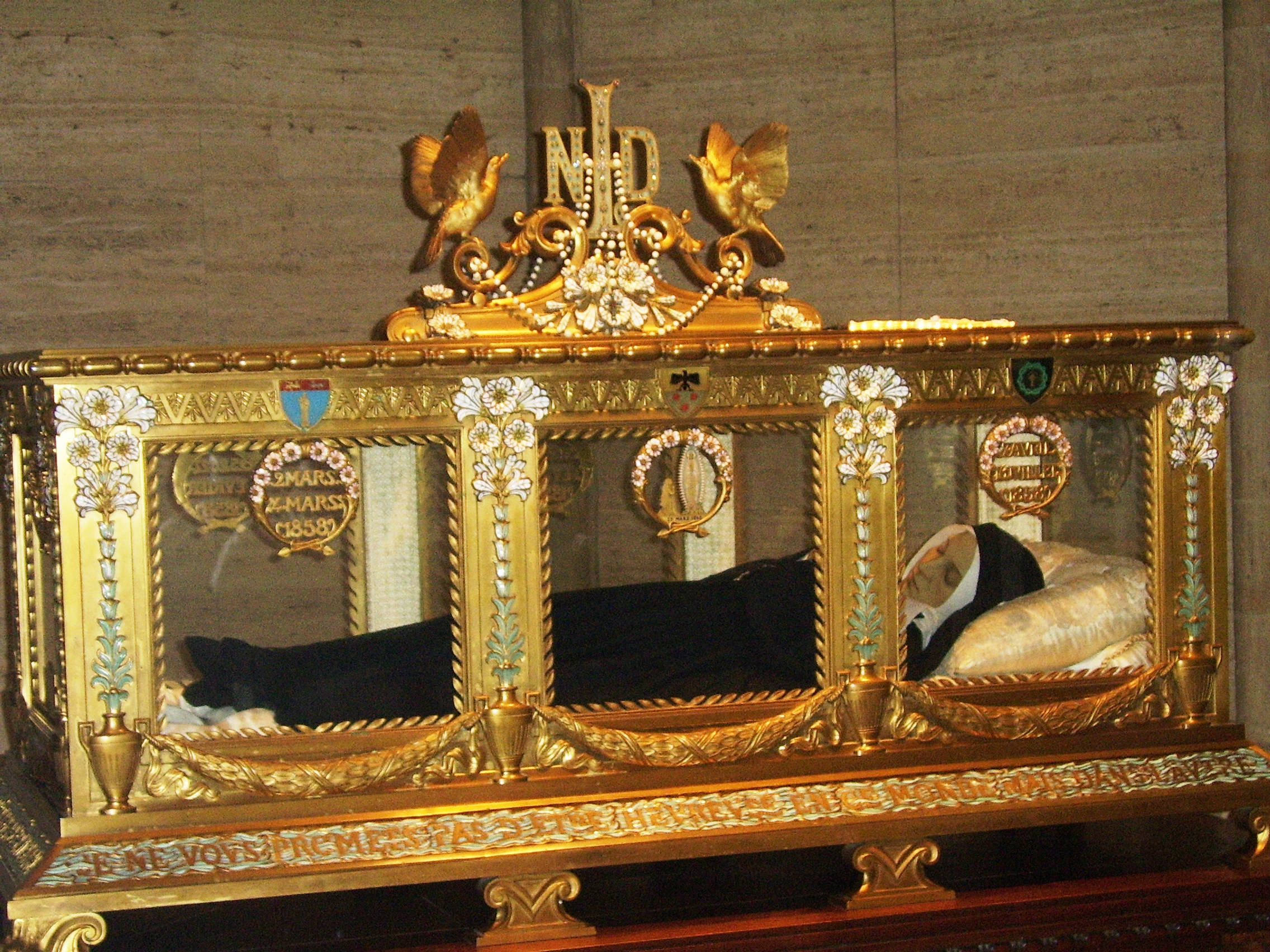
Leichnam von Bernadette Soubirous († 1879) mit dünnen Wachsmasken über Gesicht und Händen

Nach dem Tod von Papst Johannes XXIII. (1963) wurde sein Leichnam durch ein Team von Ernesto Signoracci aus der berühmten römischen Leichenpräparator-Familie konserviert, die 1978 auch für die Leichen von Papst Paul VI. und Papst Johannes Paul I. verantwortlich war. 1963 gehörte dem Team auch Gennaro Goglia an, ein junger Anatomie-Experte der Katholischen Universität in Rom. Anlässlich der Umbettung des Papstes aus den Vatikanischen Grotten in den Petersdom schilderte Goglia 2001 die Bestattungsvorbereitungen. Gemeinsam mit den anderen Fachleuten gelangte er damals in einem privaten Aufzug in die päpstlichen Gemächer. Dort musste die Gruppe eine Stunde warten, bis der Bildhauer Giacomo Manzù die bronzene Totenmaske fertig gestellt hatte. Mit Hilfe einer Pumpe presste Goglia anschließend durch eine Kanüle im Handgelenk des Toten rund fünf Liter eines Gemisches aus Ethanol, Formalin, Natriumsulfat und Kaliumnitrat in den Leichnam. Weil Johannes XXIII. an Magenkrebs gestorben war, mussten weitere fünf Liter direkt in den Magen injiziert werden, um dort den Fäulnisprozess zu stoppen. Die Prozedur dauerte etwa sechs Stunden. Dem Papst wurde kein Blut entnommen, da man befürchtete, es könne in falsche Hände geraten und als Reliquie verkauft werden. Nach der Konservierung wurde der Leichnam in einen luftdicht verschlossenen Dreifachsarg aus Zypressenholz, Blei und Eiche eingeschlossen und in den Vatikanischen Grotten unter dem Petersdom beigesetzt. Seit seiner Umbettung in das Innere des Petersdoms ruht Johannes XXIII. in einem Glassarg, der kugelsicher und mit einem giftigen Stickstoffgemisch belüftet ist, das Bakterien und Schimmel abtötet. Gesicht und Hände des Papstes sind (wie z. B. auch bei Bernadette Soubirous und König Ludwig II.) mit dünnen Wachsmasken überdeckt. Ein Kühlsystem sorgt zusätzlich dafür, dass auch Temperaturen über 36 Grad Celsius keinen Schaden anrichten können. 2005 erklärte der Leichenpräparator Massimo Signoracci, dass das von seiner Familie angewendete Konservierungsverfahren heute im Wesentlichen dasselbe sei wie vor Jahrzehnten, nur dass die Pumpen heute stärker seien: „Man öffnet die Arterien am Hals und in der Schenkelbeuge, zieht das Blut hinaus und injiziert gleichzeitig über die Venen eine präparierende Flüssigkeit, eine 15-prozentige Formalinlösung.“ Bei guter Behandlung könne ein Körper zwanzig, dreißig Jahre lang überdauern. Bei Papst Paul VI. allerdings habe sich das Formalin nicht genügend im Körper verteilt: „Ein Bein begann, sich zu zersetzen. Mein Vater hat getan, was er konnte, aber ohne großen Erfolg.“
Im Fall von Papst Pius XII. († 1958) misslang die Konservierung der Leiche aufgrund eines ungeeigneten Verfahrens in dramatischer Weise. Um die Leichname toter Päpste für mehrere Tage ausstellen zu können und für die Nachwelt zu erhalten, war seit Papst Pius X. († 1914) routinemäßig Formalin verwendet worden. Bei Pius XII. aber folgte sein Leibarzt Riccardo Galeazzi-Lisi nicht der bewährten Methode, sondern wandte ein von ihm und Oreste Nuzzi aus Neapel entwickeltes Verfahren an, für das der Körper nicht geöffnet wurde. Die Konservierung sollte mit Hilfe von Kräutern und ätherischen Ölen erreicht werden, die über mehrere Stunden einwirken mussten. Damit die Wirkstoffe besser einzogen, wurde der Leichnam in Castel Gandolfo zeitweise in Klarsichtfolie gehüllt aufgebahrt, was der Zeremonie ein unwürdiges Aussehen verlieh. Galeazzi-Lisis und Nuzzis Konservierungsmethode erwies sich bald als kompletter Fehlschlag. Die päpstliche Leiche begann sich zu zersetzen, und es entstand ein starker Verwesungsgeruch. Bei der öffentlichen Aufbahrung Pius’ XII. fielen zahlreiche Gardisten der Ehrenwache in Ohnmacht und mussten in immer kürzeren Abständen ausgetauscht werden. Während der Überführung von Castel Gandolfo nach Rom im päpstlichen Leichenwagen trat Verwesungsgas aus dem Körper aus. Im Petersdom wurde Pius XII. auf einem hohen Podest aufgebahrt, damit die Trauernden die Verfärbungen von Gesicht und Händen nicht aus der Nähe sehen konnten. Am Ende soll sogar die Nase abgefallen sein. Galeazzi-Lisi musste sich in einer Pressekonferenz für seine Konservierungsmethode rechtfertigen. Als später außerdem bekannt wurde, dass er der Presse Details aus der Krankengeschichte Pius’ XII. sowie heimlich aufgenommene Fotos des sterbenden Papstes zum Kauf angeboten hatte, wurde er aus dem Vatikan ausgewiesen, und die italienische Ärztekammer entzog ihm die Zulassung.

#### Heutige Verfahren
Die heute zur Leichenkonservierung verwendeten Lösungen ähneln in ihrer Zusammensetzung stark jenen chemischen Substanzen, wie sie schon um 1900 verwendet wurden, z. B. von Alfredo Salafia. Lediglich Zink wird nicht mehr benutzt, weil es schwierig zu handhaben ist, und Formaldehyd in geringerer Konzentration eingesetzt. Als 35- bis 37-prozentige Lösung, wie für Leichen im 19. Jahrhundert, wird es heute fast nur mehr zur Haltbarmachung von Gewebeproben für anatomische Studien verwendet. Die heute im Bestattungswesen üblichen Formaldehyd-Lösungen enthalten zwischen 5 und 35 Prozent des krebserregenden Stoffes. Die Dosierung kann schwanken, je nachdem, wie lange der Leichnam aufbewahrt werden soll. In den meisten Fällen kommt heute Formalin in 4- bis 8-prozentiger Lösung zum Einsatz.
Um einen Leichnam übergangsweise zu konservieren, etwa zum Zwecke einer längeren Aufbahrung oder einer Überführung ins Ausland, wenden Thanatopraktiker heute eine „präventive Behandlung“ an, die in den USA und Großbritannien als „Modern Embalming“ bekannt ist. Besonders in Großbritannien gibt es durch die Kolonialzeit, in der Verstorbene immer wieder auf langen Reisen in die Heimat überführt werden mussten, besonders fortgeschrittene Leichenpräparatoren. In den USA ist die übergangsweise Leichenkonservierung durch „Modern Embalming“ noch weiter verbreitet. Sie wird heute bei der Mehrzahl aller Todesfälle durchgeführt. Beim „Modern Embalming“ wird eine formaldehydhaltige desinfizierende Lösung mittels einer Kanüle und eines Schlauches ins Arteriensystem gepumpt, zum Beispiel über die Halsschlagader. Es handelt sich dabei praktisch um eine kurzzeitige Konservierung im Dialyseverfahren. Über das arterielle System des Toten wird eine Mischung aus Alkohol, Formalin und Lanolin auf Wasserbasis zugeführt. Über die Venen wird im Austausch dafür das Blut herausgeleitet. Für den Austausch der Körperflüssigkeit eignen sich am besten große Blutgefäße wie die Oberschenkelarterie. Da bei Autopsien oft wichtige Blutgefäße durchtrennt werden, muss die Konservierungsflüssigkeit in solchen Fällen an mehreren Stellen eingeleitet werden, entweder an den Armen oder auch an der Halsarterie. Das Gefäßsystem des toten Körpers wird mit Druck und einem Volumen von etwa elf Litern formalinhaltiger Flüssigkeit ausgespritzt, wofür elektrische Pumpen verwendet werden. Ein Toter kann in etwa zwei bis zweieinhalb Stunden komplett für die Aufbahrung konserviert werden. Durch die Zellwände verbreitet sich die Flüssigkeit im ganzen Körper. Je nach Stärke der Lösung kann der Verwesungsprozess so vier bis sechs Wochen aufgehalten werden.

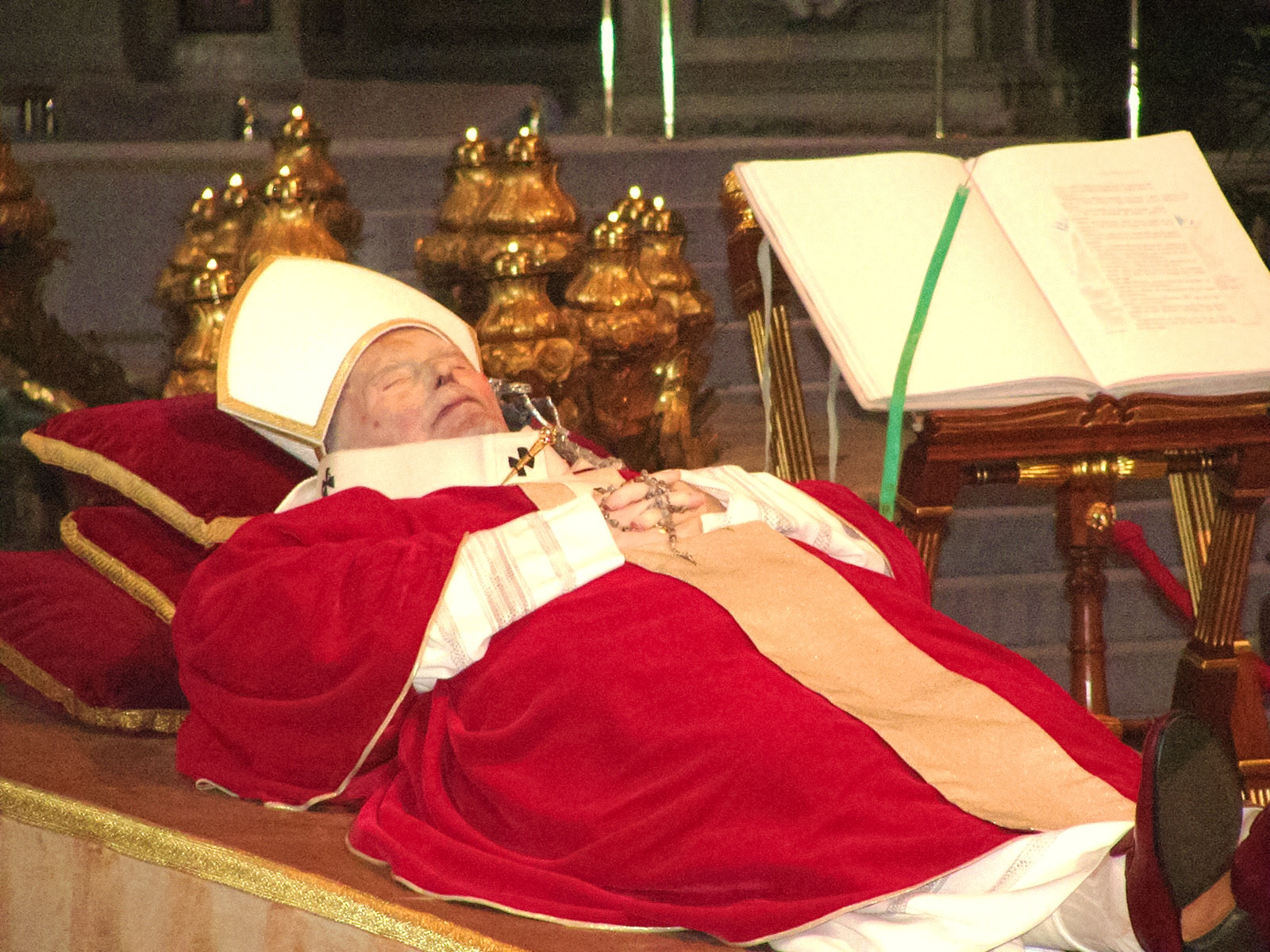
Mehrtägige Aufbahrung von Papst Johannes Paul II. († 2005)

Mit dieser Methode wurde zum Beispiel 1999 die Leiche der in Münster verstorbenen Raissa Gorbatschowa für die Überführung nach Russland vorbereitet, und 2005 soll Giovanni Arcudi, Chef der Gerichtsmedizin an der römischen Tor-Vergata-Universität, auf diese Weise die Leiche von Papst Johannes Paul II. für die mehrtägige öffentliche Aufbahrung im Vatikan vorbereitet haben. Die Verwesung lässt sich mittels „Modern Embalming“ zwar längere Zeit aufschieben, aber durch diese Methode allein nicht gänzlich verhindern. Durch eine höhere Konzentration der Chemikalien und die regelmäßige Wiederholung des Prozesses (wie z. B. bei der Leiche Lenins, siehe oben) kann jedoch eine längere Erhaltung erzielt werden.
Die vorherige Entfernung der inneren Organe und die luftdichte Lagerung des chemisch konservierten Körpers in kühler, trockener Umgebung begünstigen die Erhaltung zusätzlich. Vor der Bestattung von Zita von Bourbon-Parma 1989 wurden die Modalitäten der Konservierung zunächst zwischen ihrem Sohn Rudolph Habsburg-Lothringen und dem Pathologen Walter Widder besprochen, worauf Widder die Leichenöffnung zusammen mit einem Obduktionsgehilfen im Kantonsspital Graubünden vornahm: „Wir legten an der Beinarterie eine Kanüle, über die wir Formalin in den Körper einleiteten.“ Im Körper ersetzte das Formalin innerhalb einer Stunde das Blut. Ein Effekt dieser Vorgangsweise war, dass der Fäulnisprozess fast zur Gänze gestoppt und die eingefallenen Gesichtsweichteile der Toten wieder fülliger wurden. Auch das Herz wurde dem Körper entnommen und konserviert. Es wurde später von einem Mitarbeiter Rudolph Habsburg-Lothringens abgeholt und für eine getrennte Bestattung in einen silbernen Behälter gelegt, der extra dafür angefertigt worden war. Der konservierte Leichnam wurde dann in einen Sarg aus Zedernholz mit metallener Innenauskleidung gelegt und fast einen halben Monat lang im Kloster Muri aufgebahrt, anschließend nach Österreich überführt und in der Kapuzinergruft in Wien beigesetzt. Der Sarg wurde mehrere Monate später, am 8. Mai 1991, in einen Kupfersarkophag gebettet, der luftdicht verschlossen und verlötet wurde.
Während der Leichnam Zitas seit der Beisetzung in einem Metallsarkophag ruht und über den Erhaltungszustand nichts bekannt ist, wurde der chemisch konservierte Leichnam des ebenfalls 1989 verstorbenen philippinischen Diktators Ferdinand Marcos bis 2016 von seiner Frau Imelda sichtbar in einem gekühlten Glassarg aufgebahrt. Seit der Rückkehr von Imelda Marcos auf die Philippinen 1993 war der Glassarg auf dem Marcos-Familiengrundstück in Batac in einem Mausoleum für die Öffentlichkeit zugänglich. Nachdem die philippinische Regierung die Beisetzung Marcos’ auf dem „National Heroes Cemetery“ in Manila jahrelang verweigert hatte, wurde der Leichnam am 18. November 2016 schließlich doch dort begraben.
Hingegen zeigte der Fall des 2013 verstorbenen venezolanischen Präsidenten Hugo Chávez die Grenzen selbst moderner Konservierungsverfahren auf. Nach seinem Tod fand eine neuntägige Aufbahrung in der Militärakademie Fuerte Tiuna in Caracas statt, für die sein Leichnam mittels „Modern Embalming“ vorbereitet wurde und durch eine Glasscheibe im Sarg sichtbar blieb. Chávez wurde danach in ein Militärmuseum in Caracas überführt, wo er permanent sichtbar ausgestellt werden sollte. Die dafür nötige dauerhafte Konservierung sollte nach dem Vorbild Lenins das „Allrussische Forschungsinstitut für Heil- und Aromapflanzen“ in Moskau durchführen, wozu die Leiche Chávez’ für sieben bis acht Monate nach Russland gebracht werden sollte. Nach einer Untersuchung der Leiche durch russische und deutsche Experten gab die venezolanische Regierung den Plan jedoch auf, da die Leiche Chávez’ nach Einschätzung der Experten für eine dauerhafte Konservierung schon zu alt war und sich das Verfahren durch den bereits allmählich beginnenden Verwesungsprozess entsprechend schwierig gestaltet hätte. Die Entscheidung für eine derartige dauerhafte Konservierung der Leiche Chávez’ hätte viel früher getroffen werden müssen, um eine Aussicht auf Erfolg zu haben.
Außer im Bestattungswesen findet Formaldehyd zur Konservierung auch in der Biologie und Medizin, speziell der Pathologie, Verwendung. Die zur Haltbarmachung histologischer oder anatomischer Präparate verwendeten Fixierungsmittel sind dabei abhängig von der weiteren Verwendung des Präparats.
In der zweiten Hälfte des 20. Jahrhunderts wurde mit der Plastination ein weiteres Konservierungsverfahren entwickelt, bei dem die Zellflüssigkeit im Vakuum durch Kunststoff ersetzt wird. Auch über dieses Verfahren ist mittlerweile die langfristige Konservierung von ganzen Leichnamen möglich. Ob die Kryokonservierung von menschlichen Körpern – welche besonders in den USA große Beachtung in den Medien genießt (siehe Kryonik), aufgrund der hohen Kosten aber äußerst selten angewandt wird – im engeren Sinne als Methode der Leichenkonservierung zu zählen ist, ist umstritten.